# Speyer

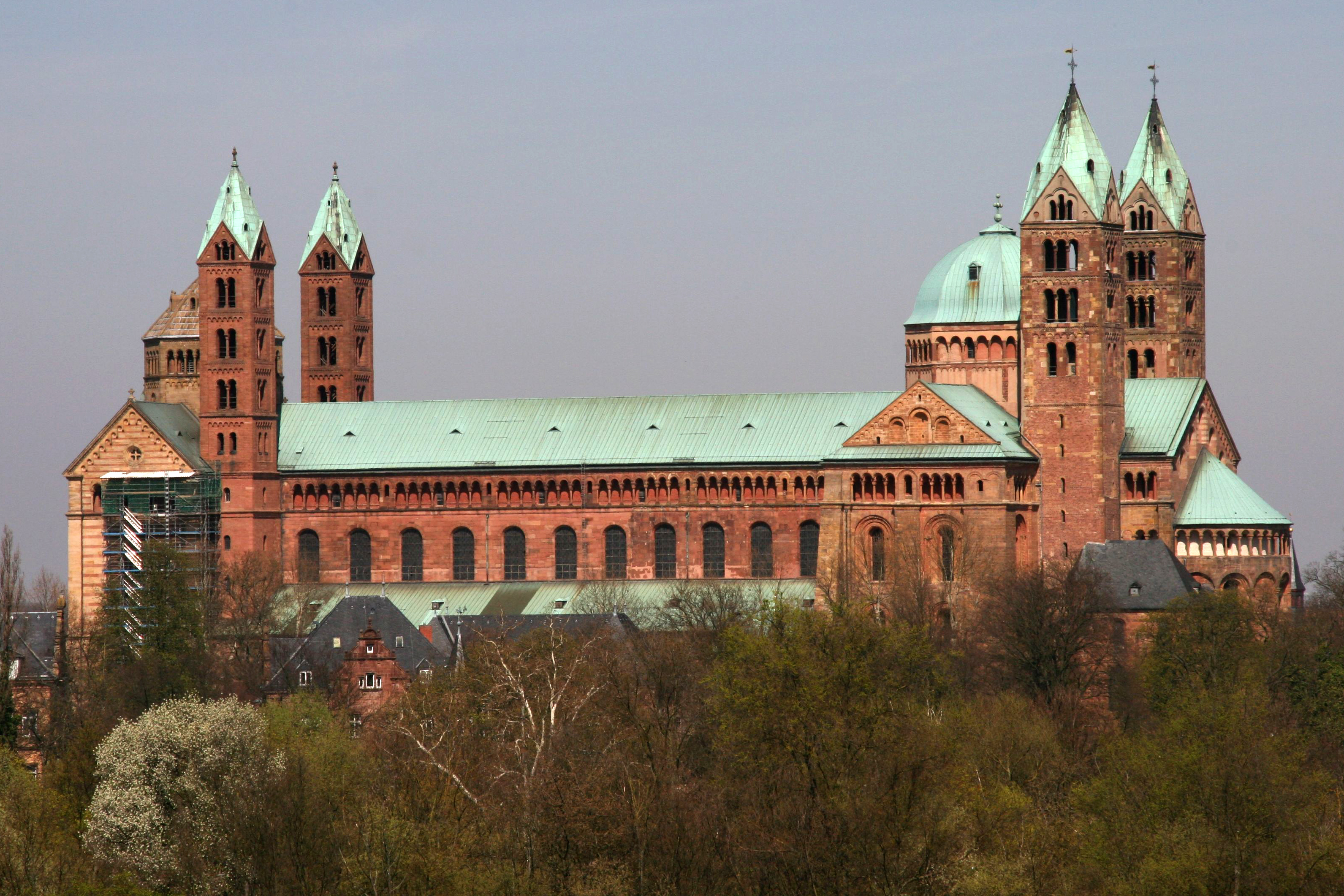
Speyerer Dom

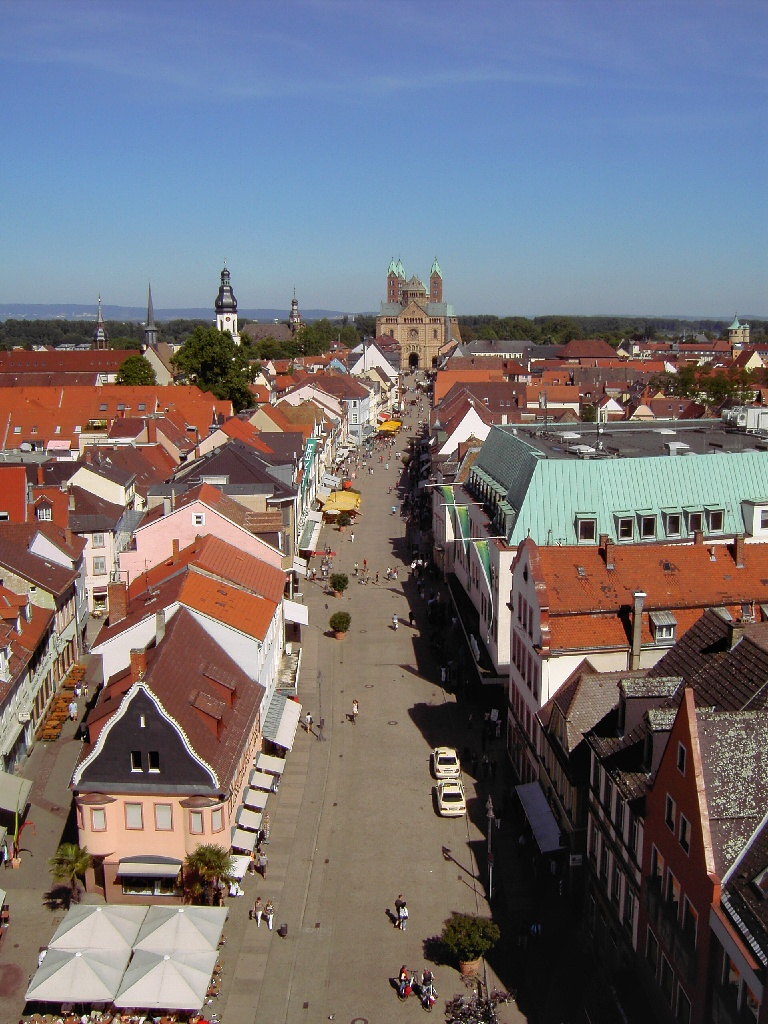
Blick vom Altpörtel entlang der Maximilianstraße (Via Triumphalis) auf den Speyerer Dom

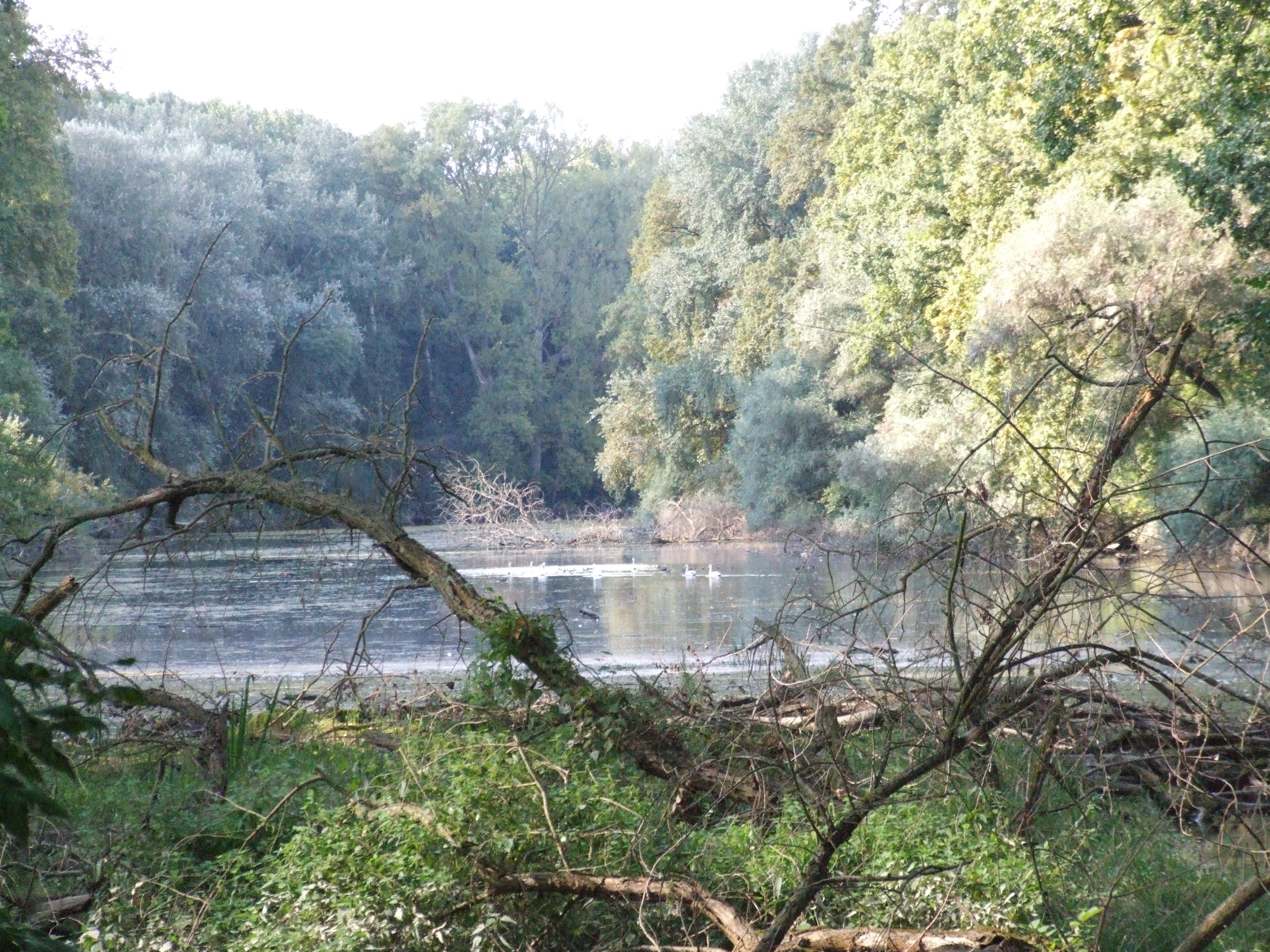
Speyerer Auwald, Blick auf den Altrheinarm Runkedebunk; rechts die Insel Horn

Speyer (bis 1825 auch Speier) ist eine kreisfreie Universitätsstadt in Rheinland-Pfalz und Teil der Metropolregion Rhein-Neckar. Als römische Gründung, damals Noviomagus oder Civitas Nemetum (Hauptstadt des Stammes der Nemeter) genannt, ist sie eine der ältesten Städte Deutschlands und wurde als Spira um 600 Zentrum des Speyergaues. Im Mittelalter war Speyer als freie Reichsstadt eine der bedeutendsten Städte des Heiligen Römischen Reiches Deutscher Nation. Von 1816 bis 1945 war sie Sitz der bayerischen Verwaltung der Pfalz. Heute gehört Speyer zu Rheinland-Pfalz und hat 49.564 Einwohner (Stand 2024).
Weithin bekannt ist die heutige Mittelstadt durch ihren Kaiser- und Mariendom, der zugleich Kathedrale des römisch-katholischen Bistums Speyer ist. Er ist die weltweit größte noch erhaltene romanische Kirche und zählt seit 1981 zum UNESCO-Welterbe. Die jüdischen Stätten Speyers, zusammen mit denen der anderen beiden SchUM-Städte Mainz und Worms, sind 2021 ebenfalls UNESCO-Weltkulturerbe geworden.

## Geographie

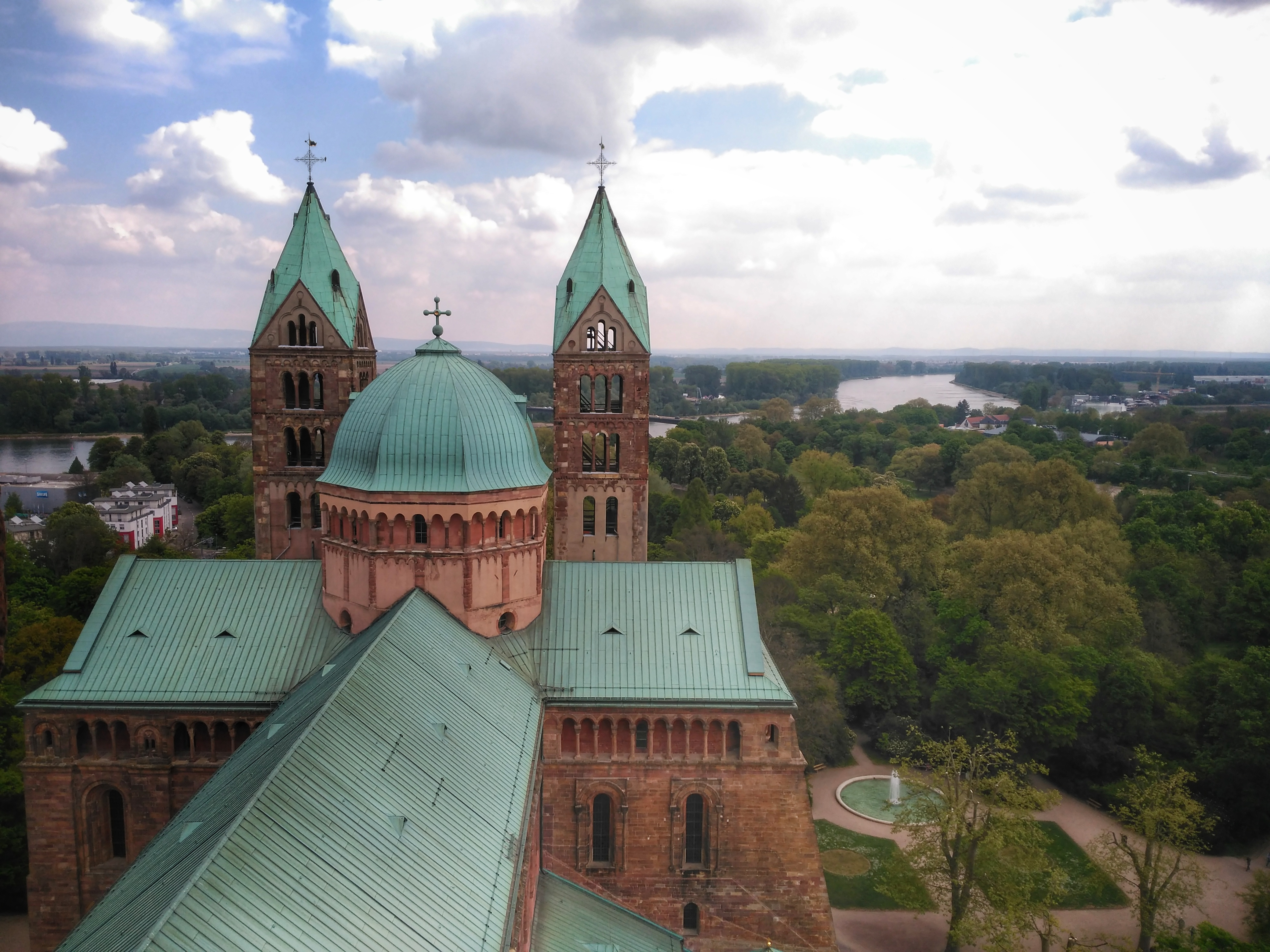
Rhein vom Speyerer Dom aus.

Speyer ist raumplanerisch als Mittelzentrum mit Teilfunktionen eines Oberzentrums eingestuft und Teil der Metropolregion Rhein-Neckar mit Ludwigshafen am Rhein, Mannheim und Heidelberg als Zentrum. Die Stadt liegt in der Oberrheinischen Tiefebene an der Mündung des Speyerbachs in den Rhein, knapp 20 km südlich von Ludwigshafen am Rhein und Mannheim sowie 34 km nördlich von Karlsruhe (jeweils in Luftlinie). Ihre Nachbargemeinden sind Römerberg im Süden, Dudenhofen im Westen, Schifferstadt im Nordwesten, Waldsee und Otterstadt im Norden. Jenseits des Rheins liegen Ketsch im Nordosten, Hockenheim im Osten, Altlußheim im Südosten und Oberhausen-Rheinhausen im Süden.
Der Rhein bildet die östliche Grenze der Stadt und gleichzeitig die Grenze von Rheinland-Pfalz zu Baden-Württemberg. Er tritt bei Stromkilometer 393,8 in die Gemarkung von Speyer ein und verlässt sie nach 9,2 km bei Stromkilometer 403. Die durch die Rheinbegradigung von Tulla abgeschnittenen Altrheinarme im Südosten (Altlußheimer Altrhein) und im Süden (Runkedebunk) der Stadt stehen mit dem sich dort nach Norden fortsetzenden Speyerer Auwald und den Wasserflächen nach der Fauna-Flora-Habitat-Richtlinie unter europäischem Schutz. In der Rheinniederung nordwestlich des Stadtgebietes entstanden durch Sand- und Kiesabbau zahlreiche Baggerseen, darunter das Gebiet Binsfeld mit acht Seen nördlich der A 61 sowie der Russenweiher. Ganz im Norden hat Speyer Anteil am Angelhofer Altrhein.

### Stadtgliederung

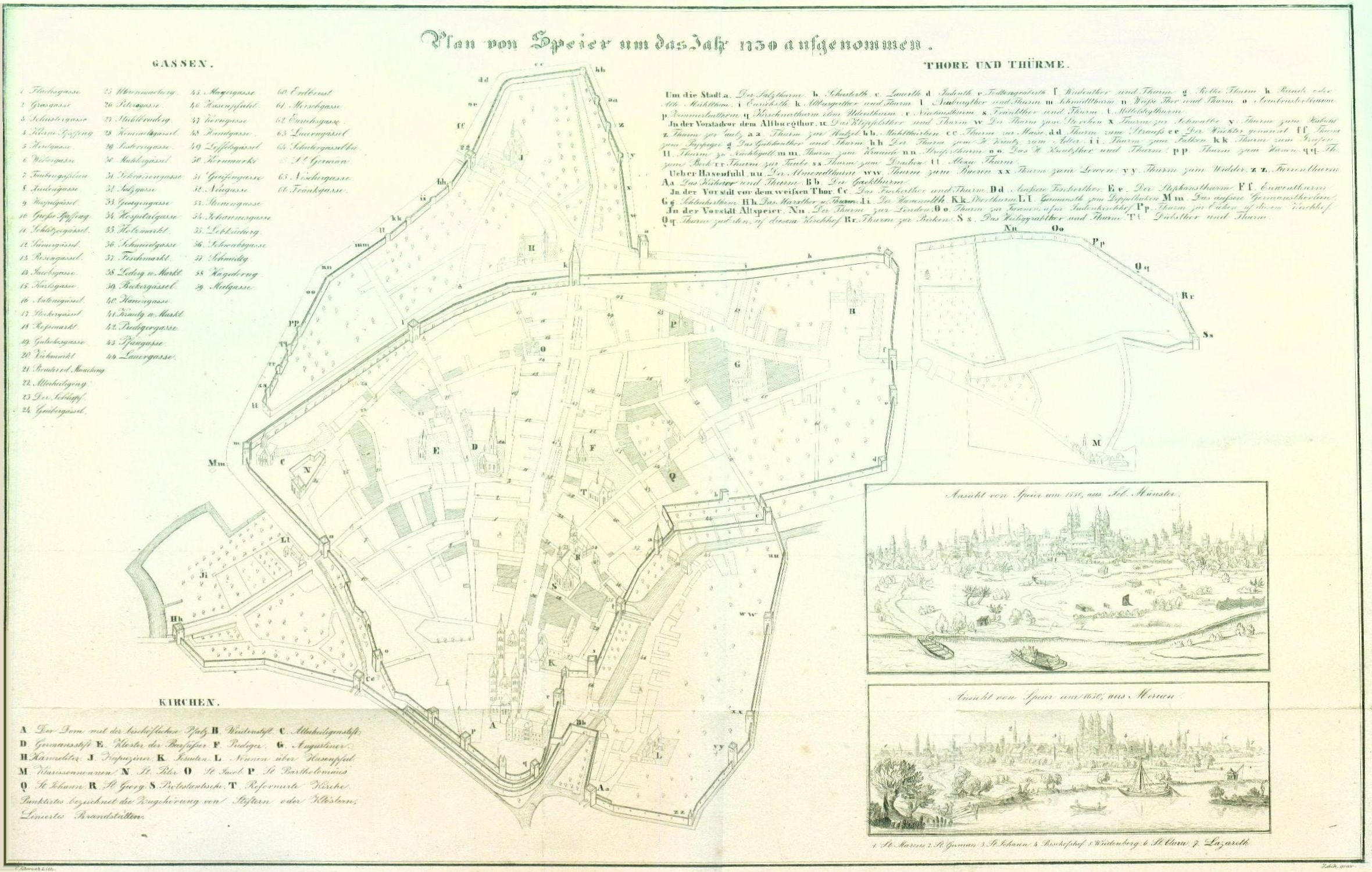
Gewesteter Plan der Stadtmauern von Speyer mit den historischen Vorstädten; das Gebiet wurde bis etwa 1850 weitgehend wieder bebaut

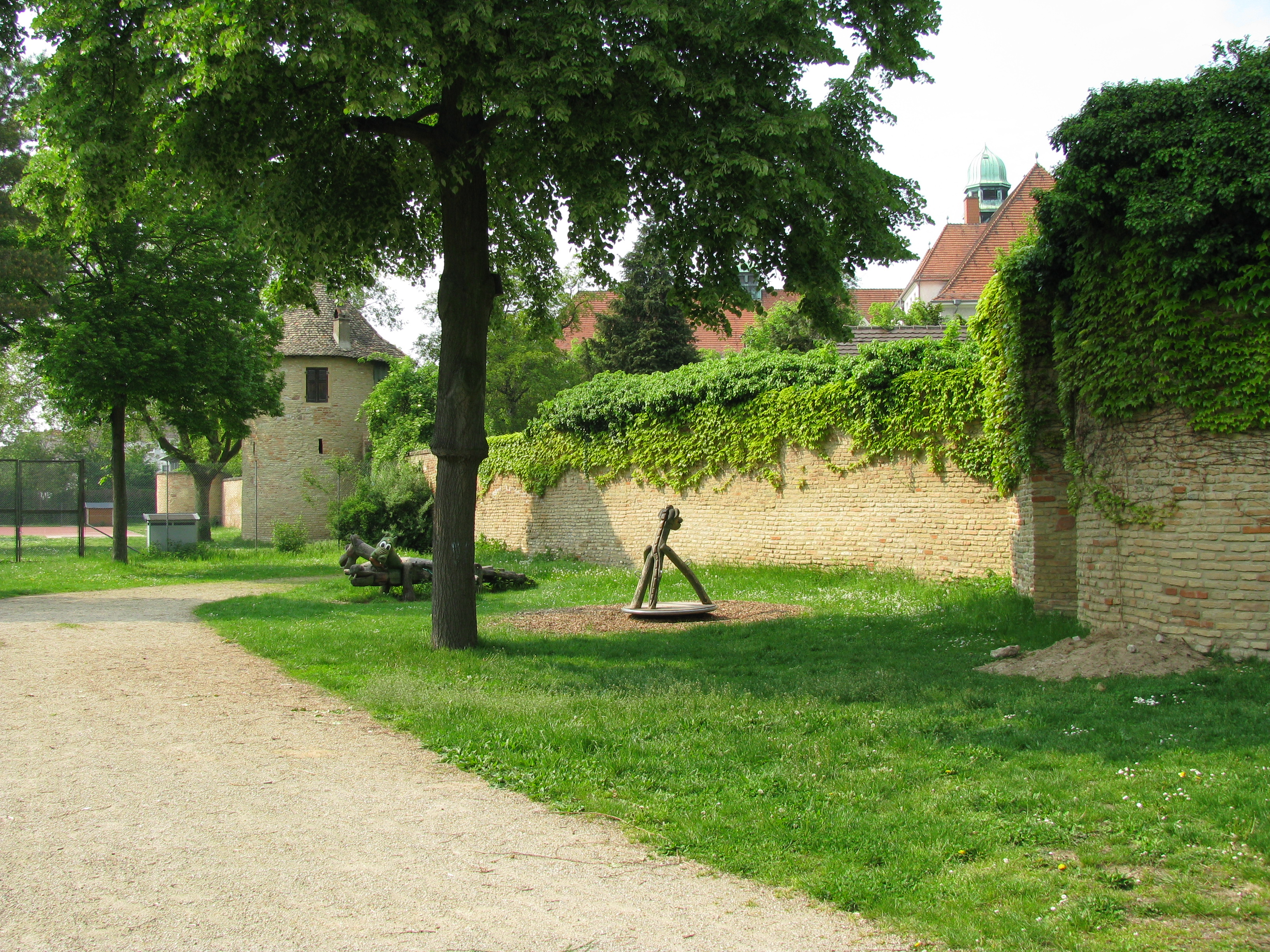
Stadtmauerrest an der Hilgardstraße. Dort wuchs die Stadt zuerst weiter, als sie ihre Mauern wieder gefüllt hatte. Es bildete sich mit der Zeit der Stadtteil Speyer-Süd

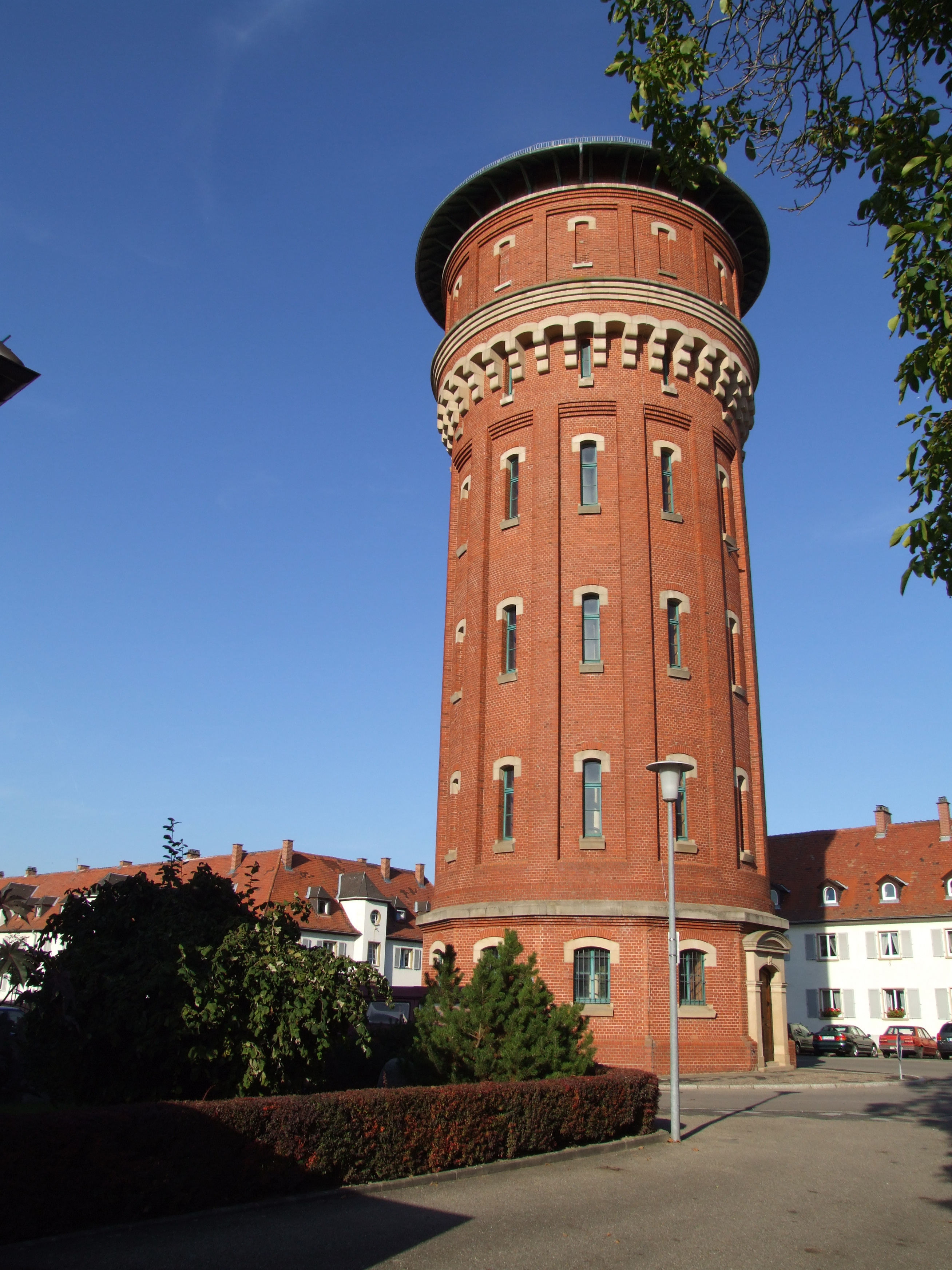
Das Wahrzeichen von Speyer-West: Der Wasserturm Speyer

Das Stadtgebiet gliedert sich in fünf Stadtteile:
- Die Kernstadt, auch Altstadt, entspricht dem Gebiet, das von der mittelalterlichen Speyerer Stadtbefestigung umschlossen wurde. Durch die vollständige Zerstörung 1689 und den langsamen Wiederaufbau nach elf Jahren Siedlungspause dauerte es bis etwa 1850, dieses Gebiet wieder zu besiedeln und zu bebauen.
- Speyer-Süd mit den Siedlungen Im Oberkämmerer, Neuland und Vogelgesang. Es handelt sich um die Gebiete südlich der alten Stadtmauer. Überwiegend (mit Ausnahme von Neuland) liegt Speyer-Süd wie der Kern der Altstadt auf der Niederterrasse.
- Speyer-West mit den Siedlungen Im Erlich und Burgfeld. Das Gebiet nordwestlich des historischen Kerns, das überwiegend von der Speyerer Landwehr umschlossen wurde, liegt auf der Hochterrasse und diente im Mittelalter den Menschen für Gärten und als Ackerland. Im Süden des Stadtteils liegt der geographisch höchste Punkt von Speyer.
- Speyer-Nord, auch Siedlung, mit Binsfeld. Speyer-Nord liegt mehrere Kilometer nördlich des alten Siedlungsgebietes, das am Woogbach endete. Gegründet wurde es 1932 während der Weltwirtschaftskrise als Siedlungsprojekt nördlich der Speyerer Landwehrgrenze.
- Speyer-Ost liegt zwischen der alten Kernstadt, die am Eselsdamm endete, und Speyer-Nord östlich der Wormser Landstraße in der Rheinniederung, die früher mit Ausnahme des Hasenpfuhls (gesichert durch den Eselsdamm) und der Fischervorstadt später nach der Rheinbegradigung der Hafenstraße unbesiedelt war.

+ Speyer-Südwest ist ein Sondergebiet im Westen der Kernstadt von Speyer mit den Funktionen Kloster, Bildung, Forschung, Krankenversorgung, Sport und Erholung.
- Außerhalb der geschlossenen Siedlung liegen Binshof, Deutschhof, Ludwigshof, Rinkenbergerhof, Spitzenrheinhof, Thomashof, Weiherhof und Reffenthal.

### Flussterrassen
Bis zu seiner Regulierung und Begradigung im frühen 19. Jahrhundert mäandrierte der Rhein in der Oberrheinischen Tiefebene in unzähligen Schleifen und Schlingen und änderte über die Jahrtausende immer wieder seinen Lauf. Auch nach der Regulierung ist die Landschaft am Rhein durch die zahlreichen noch vorhandenen bzw. wieder ausgekiesten Altrheinarme geprägt. Auch dort, wo sich keine Wasserflächen mehr befinden, lassen sich ehemalige Rheinarme am Bewuchs, Zuschnitt der Fluren und am Verlauf der Niederterrassen erkennen.
Das Stadtgebiet Speyers hat Anteil an der Rheinniederung (etwa 93 m über Normalnull), der Niederterrasse (im Mittel bei 103 m über Normalnull) und der Hochterrasse (bis zu 113 m über Normalnull). Die Rheinniederung besteht aus alluvialen und holozänen Ablagerungen. Die Niederterrasse entstand in der letzten Eiszeit; über einer mächtigen Kiesablagerung liegt eine etwa 50 cm dicke Lehmschicht durch Flussschlickablagerungen (Pleistozän). Die Hochterrasse besteht im Südwesten aus eiszeitlichen Anhäufungen von Löss (gegen Dudenhofen, dem nördlichen Teil der Schwegenheimer Lößplatte) und im Nordwesten aus Sandflächen und Sanddünen (Truppenübungsplatz und Speyerer Wald) westlich der B 9. Die Übergänge zwischen den drei Ebenen zeichnen sich durch teilweise deutlich erkennbare Versprünge aus. Den Speyerern sind diese Höhenunterschiede von der Niederterrasse zum Rhein als „Museumsbuckel“, die Terrassierung im Domgarten, die Treppe an der Nordseite des Domes und die abfallenden Straßen zum Fischmarkt bekannt. Die Anstiege zu Hochterrasse kennen sie als „Brauereibuckel“ (Obere Langgasse) oder „Schützenbuckel“ (Schützenstraße). Die relativ hochwassersicheren Niederterrassen liegen mehr oder weniger weit von der Hauptachse des Flusses entfernt. In Speyer ragte diese Niederterrasse wie ein Keil unmittelbar an den Rhein heran und bot damit die Möglichkeit, relativ sicher vor Hochwasser möglichst nahe am Fluss zu siedeln.
Der Verlauf des Hochgestades entspricht im Stadtgebiet etwa der 100-m-Höhenlinie über Normalnull und lässt sich leicht verfolgen. Der Ort Berghausen südwestlich von Speyer liegt unmittelbar an seiner Oberkante. Von dort verläuft es in einer generellen Linie nach Nordosten, um das Wohngebiet Vogelgesang herum, bis zum östlichsten und dem Rhein am nächsten gelegenen Punkt, dem Domhügel. Von dort schwenkt es zurück nach Nordwesten entlang der Johannesstraße, nach Norden entlang der Wormser Landstraße und des ersten Teilstücks der Waldseer Straße, und springt dann über Buchen- und Erlenweg nordöstlich übers freie Feld bis zum Spitzenrheinhof und von dort wieder nördlich an der Westseite der Binsfeldseen vorbei bis Otterstadt. Dabei bildet es eine Abfolge von Halbkreisen, an denen der einstige Verlauf des Rheines ablesbar ist.
Der Forlenwald (102–110 m ü. NN) nordwestlich der Stadt, der östlichste Teil des Speyerer Waldes, besteht zu 76 % aus Kiefern, 7 % Buchen, 4 % Eichen, je 3 % Robinien, Birken, Roteichen sowie 2 % sonstigen Bäumen auf nährstoffarmen diluvialen Flug- und Dünensanden, Schwemmsanden und Geröllen, vorwiegend Sandbraunerden mit Podsoligkeit oder Podsolierung. Im Nachwuchs werden vor allem die Buchen (von 4 % auf 21 %) zu Lasten der Kiefern (von 76 % auf 53 %) verstärkt.
Die Bedeutung Speyers und seine topografisch günstige Lage an den Flussterrassen war für die bayerische Landesvermessung nach den napoleonischen Kriegen ein wichtiger Grund zur Anlage eines speziellen Vermessungsnetzes, das als Grundlage für die seit 1805 projektierte Rheinregulierung und die Vermessung des neugebildeten Rheinkreises dienen sollte. Unter dem großherzoglich-badischen Oberingenieur Johann Gottfried Tulla wurde 1819 eine genaue Basislinie zwischen Speyer und Oggersheim gemessen, während für die astronomische Orientierung des Netzes einer der 72 Meter hohen Osttürme des Speyerer Doms und die Mannheimer Sternwarte gewählt wurden.

### Klima
Durch seine Lage im Oberrheingraben gehört Speyer zu den wärmsten und niederschlagsärmsten Gebieten Deutschlands. Die Jahresmitteltemperatur beträgt 9,8 °C, in der Vegetationsperiode 16,9 °C, die durchschnittliche Niederschlagsmenge beträgt 596 mm (1931–1960 Station Speyer), davon 314 mm in der Vegetationszeit. Die Zahl der Sommertage mit über 25 °C liegt bei durchschnittlich 40 Tagen pro Jahr. Gewitter treten durchschnittlich an 20–25 Tagen auf, Schneefall an 20 Tagen, eine geschlossene Schneedecke an 20 Tagen. Die Hauptwindrichtungen sind Südwest und Nordost. Die Zahl der Sonnenscheinstunden ist im Sommerhalbjahr deutlich überdurchschnittlich, im Winter wegen häufiger Inversionswetterlagen unterdurchschnittlich. Wegen der Inversionslagen und der Schwüle im Sommer gilt das Wetter in Speyer als bioklimatisch belastend.

## Geschichte

### Antike und Mittelalter
Zahlreiche Funde aus der Jungsteinzeit, Bronzezeit, Hallstattzeit und Latènezeit lassen darauf schließen, dass die Terrassen in Speyer, insbesondere die Niederterrassenzunge in unmittelbarer Rheinnähe, schon immer Siedlungsorte waren. Im zweiten vorchristlichen Jahrhundert war die Gegend von Speyer Siedlungsgebiet der keltischen Mediomatriker.

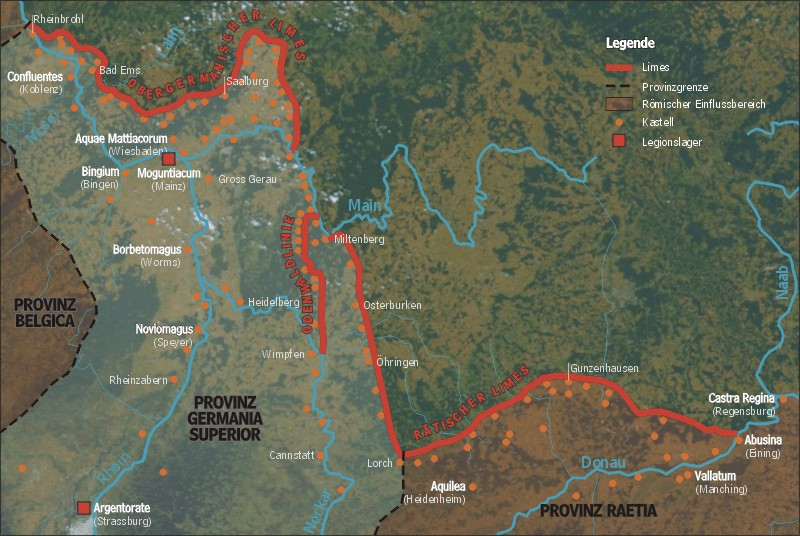
Noviomagus im Römischen Reich

Nach der Unterwerfung Galliens durch die Römer 50 v. Chr. wurde der Rhein, auch wenn das Gebiet noch außerhalb des militärischen Geschehens lag, Teil der Grenze des Römischen Reiches. 10 v. Chr. wurde ein Lager vermutlich für eine 500 Mann starke Infanterietruppe errichtet. Dieser römische Militärposten wurde zum Impuls für die Stadtbildung. Um 150 erschien die Stadt unter dem keltischen Namen Noviomagus (Neufeld oder Neumarkt, siehe alle Noviomagus) in der Weltkarte des Griechen Ptolemaios; der gleiche Name steht im Itinerarium Antonini, einem Reisehandbuch des Antonius aus der Zeit Caracallas (211–217) und auf der Tabula Peutingeriana, einer Straßenkarte aus dem 3. Jahrhundert. Ab 260 konnten die ständigen Angriffe der Alamannen im Rahmen der Völkerwanderung auf den Limes nicht mehr abgewehrt werden, die römische Reichsgrenze musste an den Rhein zurückgenommen werden, und Speyer wurde wieder zur Grenzstadt. Für das 4. Jahrhundert ist mit Jesse ein erster Speyerer Bischof belegt; das Bistum ging vermutlich während der Völkerwanderungszeit unter.
Im Jahre 406 setzten Sueben, Vandalen und sarmatische Alanen auf Druck nachrückender Hunnen über den Rhein und überrannten auf ihrem Weg ins innere Gallien auch Speyer. Ein reich ausgestattetes „Fürstengrab“ im rechtsrheinischen Altlußheim, etwa vier Kilometer von Speyer, bezeugt die Anwesenheit von Alano-Sarmaten, Hunnen oder Ostgermanen.

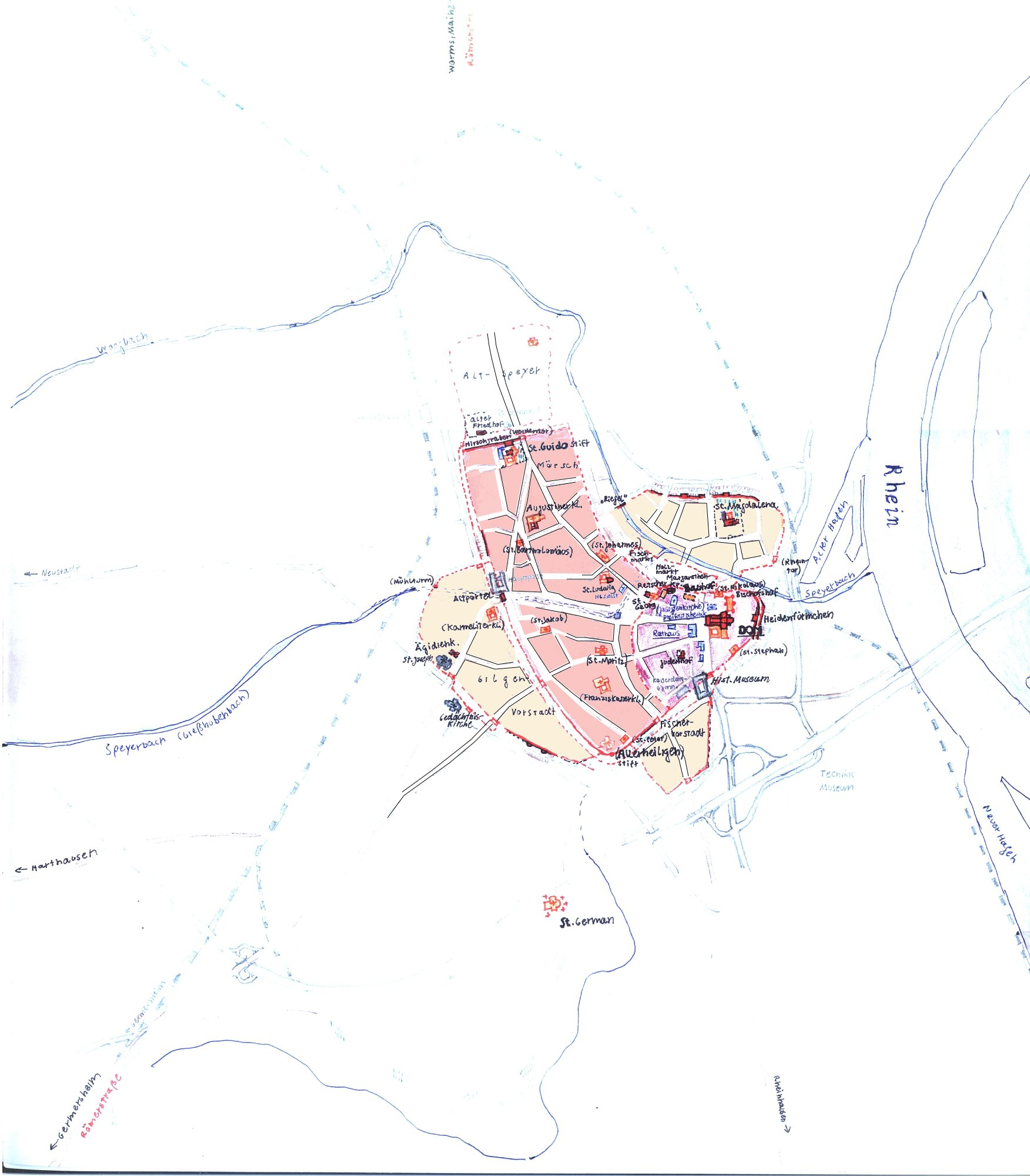
Stadtentwicklung von Speyer

In der Schlacht 496/497 bei Zülpich und einer weiteren Schlacht 505 besiegten die Franken unter Chlodwig die Alamannen und Speyer wurde ein Teil des fränkischen Königreiches. Damit erhielt es wieder Anschluss an die gallisch-römische Kultur. Im Rahmen der Reorganisation der Verwaltung kamen romanisierte Beamte und Bischöfe aus Südgallien an den Rhein. Auch bei der Verwaltungsgliederung hielten sich die Franken weitgehend an ihre Vorgänger, beispielsweise bei der Einrichtung der Gaue. Der neue Speyergau entsprach ungefähr der civitas Nemetum. Erstmals wurde der von den Alamannen eingeführte Name Spira im 6. Jahrhundert in der Notitia Galliarum erwähnt, obwohl er bereits 496/509 verwendet wurde. Ab dem 7. Jahrhundert wurde Speyer erneut als Bischofssitz erwähnt.
Kaiser Otto der Große verlieh 969 der Bischofskirche das Immunitätsprivileg, eine eigene Gerichtsbarkeit und die Kontrolle über Münze und Zoll. Ab 1030 ließ Kaiser Konrad II. die Bauarbeiten am Speyerer Dom beginnen. Im 11. Jahrhundert siedelte sich auf Veranlassung des Bischofs Rüdiger Huzmann in Speyer eine der ersten jüdischen Gemeinden im Heiligen Römischen Reich an. Neben den anderen SchUM-Städten Worms und Mainz gilt Speyer als eine der Geburtsstätten der aschkenasischen Kultur.
Am Tag der Beisetzung seines Vaters im Speyerer Dom erteilte Heinrich V. im Jahre 1111 der Stadt umfassende Privilegien. Als erster Stadt in Deutschland gewährte der Große Freiheitsbrief den Bürgern persönliche Freiheiten. Zusammen mit dem Bild Heinrichs wurde der Brief in goldenen Buchstaben über dem Domportal angebracht, wo er bei den späteren Dombeschädigungen verloren ging.
Das 13. Jahrhundert in Speyer war von der Auseinandersetzung um die stadtherrlichen Rechte gekennzeichnet. In der zweiten Hälfte gab es heftige Streitigkeiten zwischen der Stadt und dem Bischof und vor allem den Stiften, die vom Investiturstreit noch verschärft wurden. Insbesondere das Domkapitel entwickelte sich zum eigentlichen Kontrahenten der Bürgerschaft. In der Mitte des Jahrhunderts ist erstmals belegt, dass es in Speyer „öffentliches Eigentum“ in Form von städtischem Grundbesitz gab.
Im 14. Jahrhundert spielte die generalis discordia, die Auseinandersetzung zwischen Bürgerschaft und Klerus, nur eine untergeordnete Rolle. Im wittelbachisch-habsburgischen Thronstreit stand Speyer erneut im Mittelpunkt der Reichspolitik. Es entwickelte sich ein Machtkampf um die Ratsbesetzung zwischen den Münzer-Hausgenossen und den Zünften. Auf ihre letzten Vorrechte verzichten mussten die Hausgenossen 1349, als sich in Speyer das Prinzip der reinen Zunftverfassung durchsetzte. Von diesem Zeitpunkt an mussten die Hausgenossen eine Zunft bilden als eine von 14 anderen Zünften.
Mit dem Aufstieg des gut 20 Kilometer entfernten Heidelberg im 13. und 14. Jahrhundert, das Residenz- und Universitätsstadt wurde, verschoben sich die Verhältnisse in der Region.

### Stadtrecht und Reichstage
In der zweiten Hälfte des 14. Jahrhunderts zeigte sich auch, dass die Speyerer Bischöfe ihren stadtherrlichen Anspruch nie aufgegeben hatten. Zur Vertretung ihrer Interessen gewannen sie die Unterstützung Kaiser Karls IV. und vor allem der Pfalzgrafen bei Rhein, wohingegen die Stadt sich nicht mehr uneingeschränkt auf den Rückhalt der Kaiser verlassen konnte.
Im Jahre 1434 kam mit dem Kurfürsten Ludwig III. von der Pfalz ein Schutz- und Schirmvertrag auf zehn Jahren zustande. Ab 1439 war die Region von marodierenden Armagnaken, aus französischen Diensten entlassenen Söldnern, bedroht. 1439 schloss Speyer mit Mainz, Worms und Straßburg ein Bündnis, das die Aufstellung eines Heeres von 100 Gleven vorsah, jeweils 30 aus Mainz und Straßburg und 20 aus Worms und Speyer. Möglicherweise aufgrund der äußeren Gefahr rückten Stadt und Geistlichkeit näher zusammen. 1459 bis 1462 musste sich Speyer wieder an einer kriegerischen Auseinandersetzung der Kurpfalz beteiligen, diesmal im Zusammenhang mit dem Pfälzer Krieg und der Mainzer Stiftsfehde gegen Kurmainz.

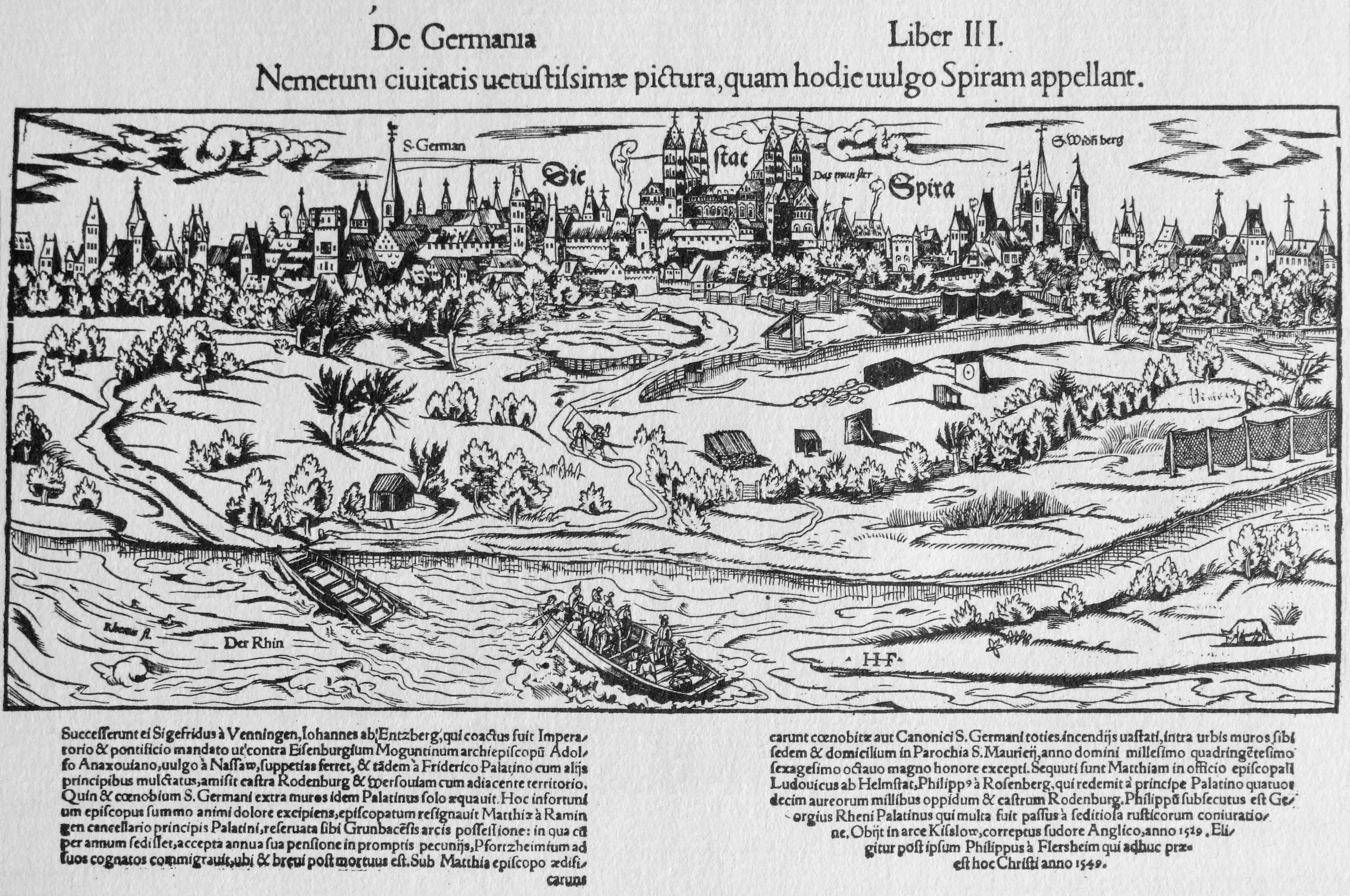
Stadtansicht zur Zeit der Reichstage. Holzschnitt aus Sebastian Münsters Cosmographia universalis, Basel 1550

Mit Matthias von Rammung übernahm 1464 in Speyer ein Bischof das Amt, der nochmals konkrete Anstrengungen unternahm, die Befugnisse der Kirche auszubauen bzw. zurückzugewinnen. Dabei geriet die Stadt unverschuldet 1465 mit der Kirche in Konflikt, weil sie auf Geheiß des kaiserlichen Hofgerichtes einem Bürger gegen den Bischof zu seinem Recht verhelfen sollte. 1470/71 kam Speyer abermals in eine Situation, in der sie sich mühsam um eine neutrale Haltung bemühen musste. Wiederum geriet Kurfürst Friedrich I. in Feindschaft zum Kaiser, weil er sich der Stadt und des Klosters Weißenburg bemächtigte und beide, Kurfürst und Kaiser, verlangten in dem entbrannten Krieg die militärische Hilfe Speyers.
In der ersten Hälfte des 16. Jahrhunderts rückte Speyer in den Mittelpunkt deutscher Geschichte. Die Bedeutung der Stadt in jenen Tagen wird dadurch deutlich, dass in ihren Mauern über 50 Hoftage stattfanden und von den 30 Reichstagen des Jahrhunderts fünf in Speyer abgehalten wurden (siehe Reichstage zu Speyer). Darüber hinaus fanden in Speyer z. B. 1558, 1560, 1583, 1595, 1599/60 Reichsdeputationstage Kurfürstentage, zum Beispiel 1588, und zum Beispiel 1595 Reichsmoderationstage statt. Katherina Hetzeldorfer wurde 1477 im Rhein ertränkt. Sie gilt als erste Frau, die wegen weiblicher Homosexualität hingerichtet wurde.
1525 wurde die Rheingegend von einer Bauernerhebung erfasst, die das Hochstift Speyer am 20. April erreichte. Der Aufstand richtete sich hauptsächlich gegen kirchlichen Besitz und die Bauern wandten sich gegen den Zehnten, die Zinsen und Gülten. Am 30. April planten sie „gen Speyer zu ziehen und daselbst der Pfaffheit Nester, die viel Jar mit Nachtheil und großen Schaden der Armen erhalten weren worden, zu zerstören“. Der lutherische Einfluss auf diese Erhebung ist erkennbar. Beim Anmarsch auf Speyer wurde die Absicht bekundet, „die Stadt Speier zu belegern und die Geistlichen irs Gefallens darin zu reformieren“ und sie erwarteten hierfür sogar die Unterstützung der Stadt. Die Bürger sollten unbehelligt bleiben. In der Folge fanden einige Reichstage in Speyer statt.

### Frühe Neuzeit

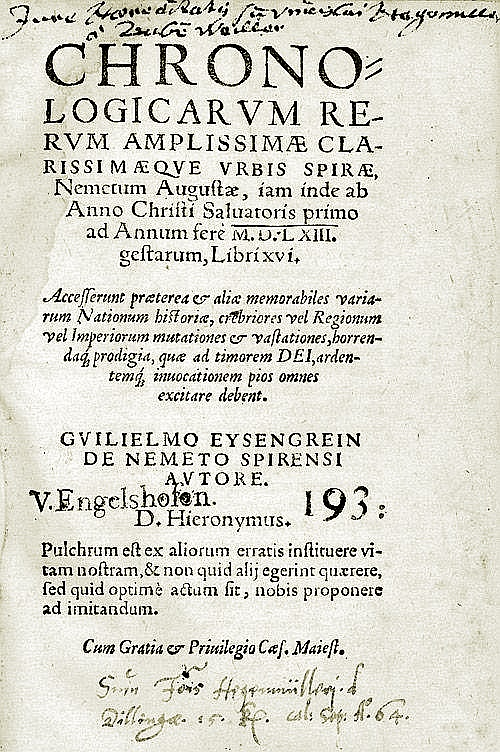
Titelblatt der ersten gedruckten Stadtgeschichte Speyers, Wilhelm Eisengrein, 1564

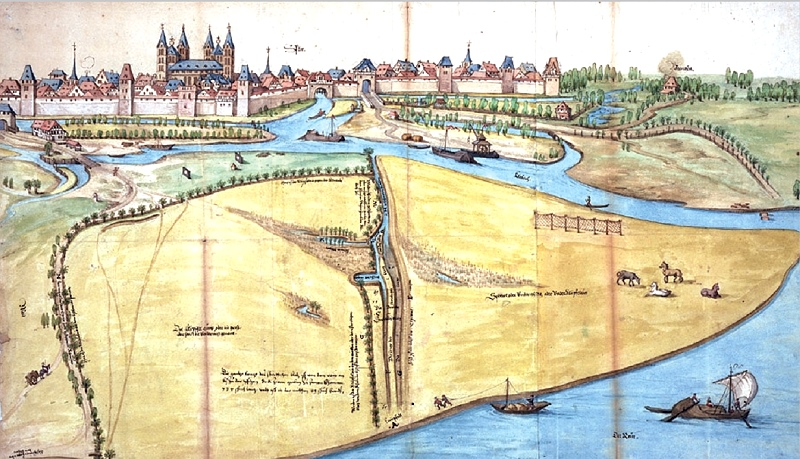
Ansicht der Stadt Speyer mit der Klüpfelsau in einer Augenscheinkarte von Wilhelm Besserer, 1574.
Die Karte diente als Unterlage in einem Rechtsstreit der Stadt gegen den Bischof von Speyer vor dem Reichskammergericht.

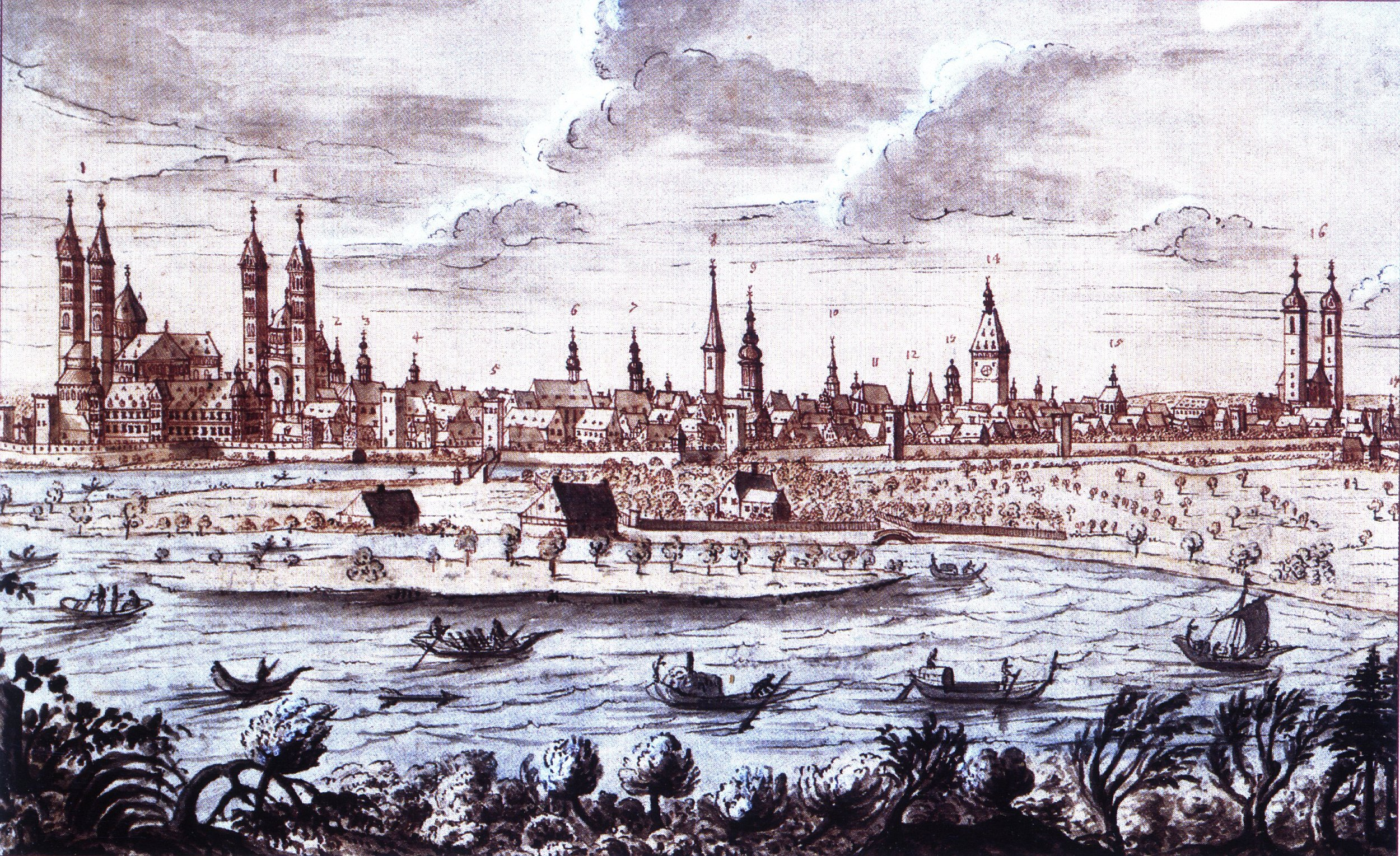
Speyer vor 1750

Bis auf Zerstörungen im Jahre 1552 durch den Zweiten Markgrafenkrieg verlief die Zeit in Speyer zwischen 1530 und 1620 vergleichsweise friedlich. Dennoch blieb die Stadt von Unglück nicht verschont. Es kam immer wieder zu Pestepidemien, beispielsweise in den Jahren 1539, 1542, 1555 und 1574. Der Schmalkaldische Krieg 1546 hatte auf Speyer keine direkten Auswirkungen.
1564 publizierte Wilhelm Eisengrein die erste gedruckte Geschichte der Stadt Speyer, die, wie er schrieb, auf der handschriftlichen Chronik des Domvikars Wolfgang Baur († 1516) basierte. 1612 erschien nach zehnjähriger Arbeit die Erstausgabe der Chronica der freien Reichsstadt Speier von Christoph Lehmann. Das Werk war sehr populär, da es sich auch intensiv mit der Reichsgeschichte befasste, und hatte im folgenden Jahrhundert vier Auflagen. 1618 beteiligte sich Speyer mit einem pfälzisch-badischen Heer an der Schleifung der Udenheimer Bischofsfestung, die jedoch bald wiederaufgebaut wurde.
In den Wirren des Dreißigjährigen Krieges (1618–1648) befand sich das ummauerte, aber kaum verteidigungsfähige Speyer im Spannungsfeld der häufig umkämpften Festungen Frankenthal, Friedrichsburg, Philippsburg und Landau. Der Stadt fiel ständig die Rolle als Zufluchtsort, Lazarett, Versorgungsstation und Truppenlager zu. Hinzu kamen Besetzungen durch Spanier, Schweden, Franzosen und kaiserliche Truppen, die in kurzen Abständen wechselten. Erst 1650 verließen die letzten Soldaten die Stadt, zurück blieben Schulden, Hunger und Seuchen.
1689 kam es im Rahmen des Pfälzischen Erbfolgekrieges und der planmäßigen Entfestigung der Pfalz unter General Ezéchiel de Mélac zur völligen Zerstörung der Stadt durch französische Truppen. Zwei Tage nachdem der französische General Joseph de Montclar am 30. Januar 1689 die Befestigungsanlagen der Stadt inspiziert hatte, begannen die Abbrucharbeiten, an denen sich die Stadtbewohner zwangsweise beteiligen mussten. Die Bürger vermuteten, dass die Franzosen die Stadt niederbrennen wollten. Am Nachmittag des 23. Mai teilte der französische Kriegsintendant den beiden Bürgermeistern und den Ratsherren mit, dass die Stadt innerhalb von sechs Tagen evakuiert werden müsse: „es solle jedoch niemand daraus schließen, dass die Stadt verbrennet werde.“ Montclar ließ dem Domdekan und bischöflichen Statthalter Heinrich Hartard von Rollingen am 27. Mai 1689 mitteilen, er habe den Befehl erhalten „die Stadt samt allen darin befindlichen Kirchen und Klöstern, einzig die hohe Domkirche ausgenommen, in Brand zu stecken“. Der Oberkommandierende der Franzosen in Mainz, Marschall Graf Jacques-Henri de Durfort, duc de Duras, wurde vom Domkapitel um die Zusicherung gebeten, dass der Dom verschont bliebe.
1792 eroberten französische Revolutionstruppen Speyer. Es blieb als Sitz einer Unterpräfektur im Département du Mont-Tonnerre (Donnersberg) bis 1814 unter französischer Herrschaft. Die Befreiungskriege gegen Napoleon Bonaparte sowie die Neuordnung der europäischen Staatenwelt auf dem Wiener Kongress von 1815 brachten wiederum eine Änderung der Machtverhältnisse im pfälzischen Raum. Für wenige Stunden stand Speyer noch einmal im Rampenlicht der großen Politik, als sich am 27. Juni 1815 Zar Alexander von Russland, Kaiser Franz I. von Österreich und Preußens König Friedrich Wilhelm III. im alliierten Hauptquartier in der Stadt trafen.

### Kreishauptstadt in Bayern
1816 wurde Speyer mit dem Vertrag von München Hauptstadt des Rheinkreises. Dieser fiel nach dem Wiener Kongress dem Königreich Bayern als Ausgleich für das an Österreich abgetretene Salzburg zu. Am 1. Januar 1838 löste der Regierungsbezirk (Kreis) Pfalz den Rheinkreis ab.
1837 war der Ausbau des Rheinhafens abgeschlossen. Speyer erhielt 1847 einen Anschluss an das deutsche Eisenbahnnetz mit der Strecke aus Schifferstadt. Es entstanden soziale und karitative Einrichtungen (Arbeits- und Bildungsanstalt für Mädchen, Wohltätigkeitsverein der jüdischen Gemeinde und ein Hospital). Im Bereich des Bildungswesens verfügte die Stadt über das am besten ausgebaute Schulsystem in der Pfalz. Es entstanden die ersten Vereine: Zur Schützengesellschaft, die bereits seit 1529 bestand, kamen ein Turnverein, eine Harmoniegesellschaft, ein Musikverein und eine Liedertafel. Bis 1918 war Speyer Garnison des 2. Pionierbataillons der bayerischen Armee. In Speyer befanden sich seit 1913 die Pfalz-Flugzeugwerke. Sie entwickelten sich im Ersten Weltkrieg zu einem bedeutenden deutschen Rüstungsbetrieb und lieferten mehrere tausend Kampfflugzeuge. Für die Produktion wurde auch die in Lille demontierte und wiedererrichtete Bahnhofshalle genutzt.

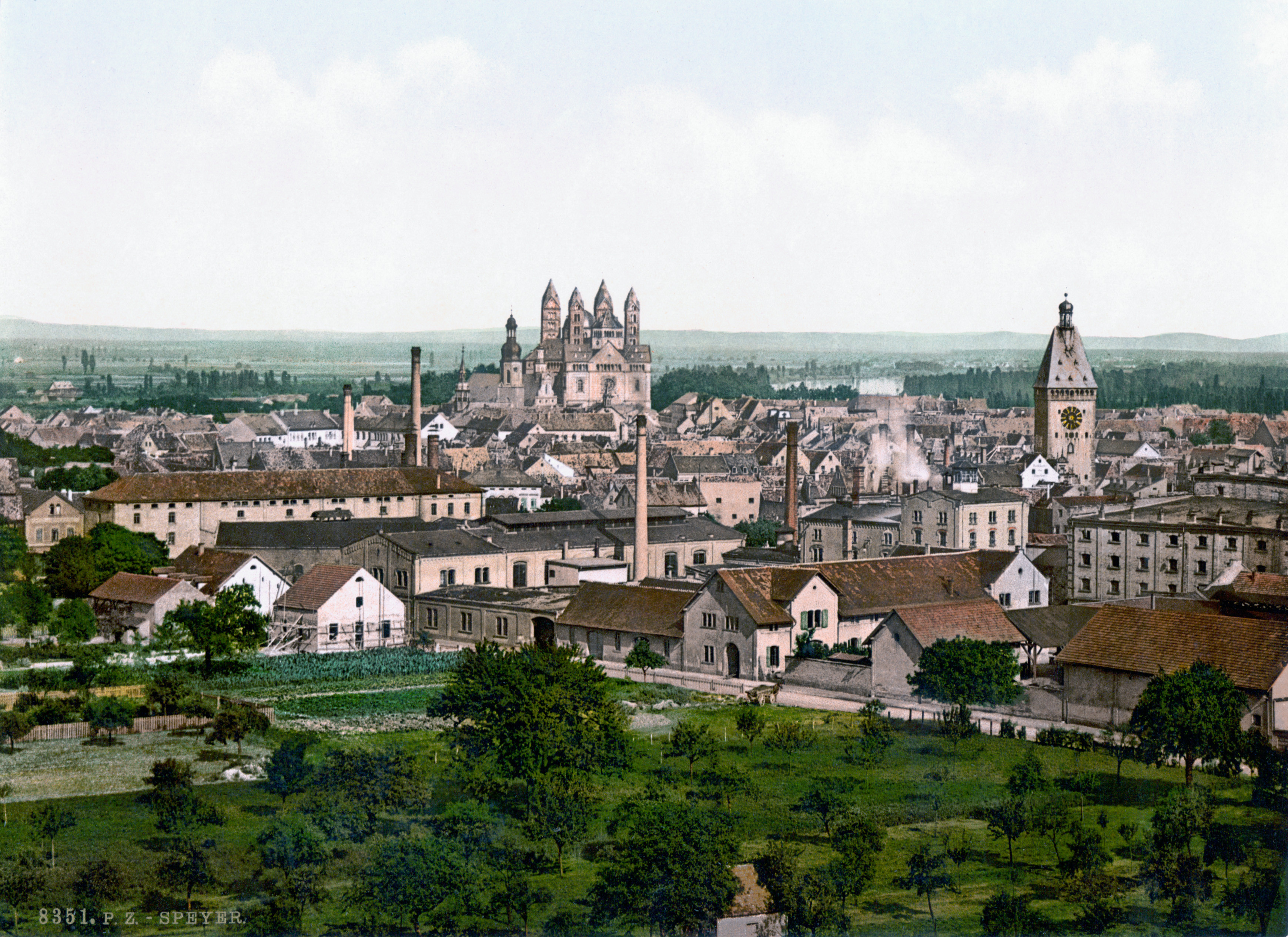
Speyer von Westen um 1900

Mit dem Ende des Ersten Weltkrieges und der Besetzung des linken Rheinufers zog in Speyer 1918 erneut die französische Armee ein. Frankreich besetzte große Teile des linksrheinischen Deutschlands (alliierte Rheinlandbesetzung).
Schon ab Ende 1918 unterstützte das französische Militär unter General Gérard gezielt eine Bewegung unter Führung des promovierten Chemikers Eberhard Haas, die sich Freie Pfalz nannte, zusammen mit mehreren anderen Separatistengruppierungen im nördlichen Rheinland. Im Frühsommer 1919 unternahm die Freie Pfalz in Speyer einen Putschversuch für eine autonome Pfalz. Dieser scheiterte kläglich, hauptsächlich am Widerstand des stellvertretenden Regierungspräsidenten Friedrich von Chlingensperg (1860–1944). Er hatte die Mehrheit der pfälzischen Parteien an seiner Seite. Nach wenigen Stunden war die schlecht vorbereitete Aktion beendet. 1930 zog die französische Besatzungsmacht ab.

### Zeit des Nationalsozialismus und Zweiter Weltkrieg
Die nationalsozialistische Machtübernahme und die Gleichschaltung wirkten sich ab 1933 auch auf Speyer aus. Die Stadt gehörte zunächst zum Gau Rheinpfalz, der 1935 mit dem Saarland zum Gau Saar-Pfalz zusammengelegt wurde. Der Verwaltungssitz befand sich in Neustadt, das damit im Verlauf der NS-Zeit den staatlichen bayerischen Regierungssitz Speyer an Bedeutung überflügelte. Die Speyerer Synagoge in der Heydenreichstraße wurde in den Novemberpogromen 1938 am 9. November 1938 niedergebrannt und kurz danach abgerissen. Das Regime betrieb eine beispiellose Ausrottung der Juden (Holocaust). Mehr als 100 Juden aus Speyer und Umgebung, denen die Flucht nicht gelang, wurden ermordet. Widerstand gegen den Nationalsozialismus leistete die Gruppe Speyerer Kameradschaft um den Speyerer Sozialdemokraten Jakob Schultheis (1891–1945) und seine Ehefrau Emma (1892–1978).
Speyer erlitt während des Zweiten Weltkrieges, abgesehen vom Bahnhofsgebiet, keine größeren Zerstörungen durch Luftangriffe. Insgesamt wurden dort 455 Wohnungen zerstört, was einem Zerstörungsgrad von 5,7 % entspricht. Abgefahren wurden insgesamt 61.000 m³ Trümmerschutt.
Ende März 1945 wurde Speyer von US-Truppen eingenommen (siehe Operation Undertone); abziehende deutsche Truppen sprengten die Rheinbrücke. Eine Wehrmachts-Einheit in Speyer kämpfte dennoch weiter.

### Nachkriegszeit
Nach dem Zweiten Weltkrieg wurde die Stadt Teil der französischen Besatzungszone und Sitz einer französischen Garnison. Die Bildung des Landes Rheinland-Pfalz wurde am 30. August 1946 als letztes Land in den westlichen Besatzungszonen durch die Verordnung Nr. 57 der französischen Militärregierung unter General Pierre Kœnig angeordnet. Es wurde zunächst als „rhein-pfälzisches Land“ bzw. als „Land Rheinpfalz“ bezeichnet; der Name Rheinland-Pfalz wurde erst mit der Verfassung vom 18. Mai 1947 festgelegt. Als Zeichen der wachsenden Freundschaft entstand 1953/54 mit deutschen und französischen Mitteln die katholische Kirche St. Bernhard in der Wormser Straße. Das Besatzungsregime endete am 6. Mai 1955. Erst in den 1990er Jahren endete der Standort der französischen Armee.

### Städtebauliche Entwicklung

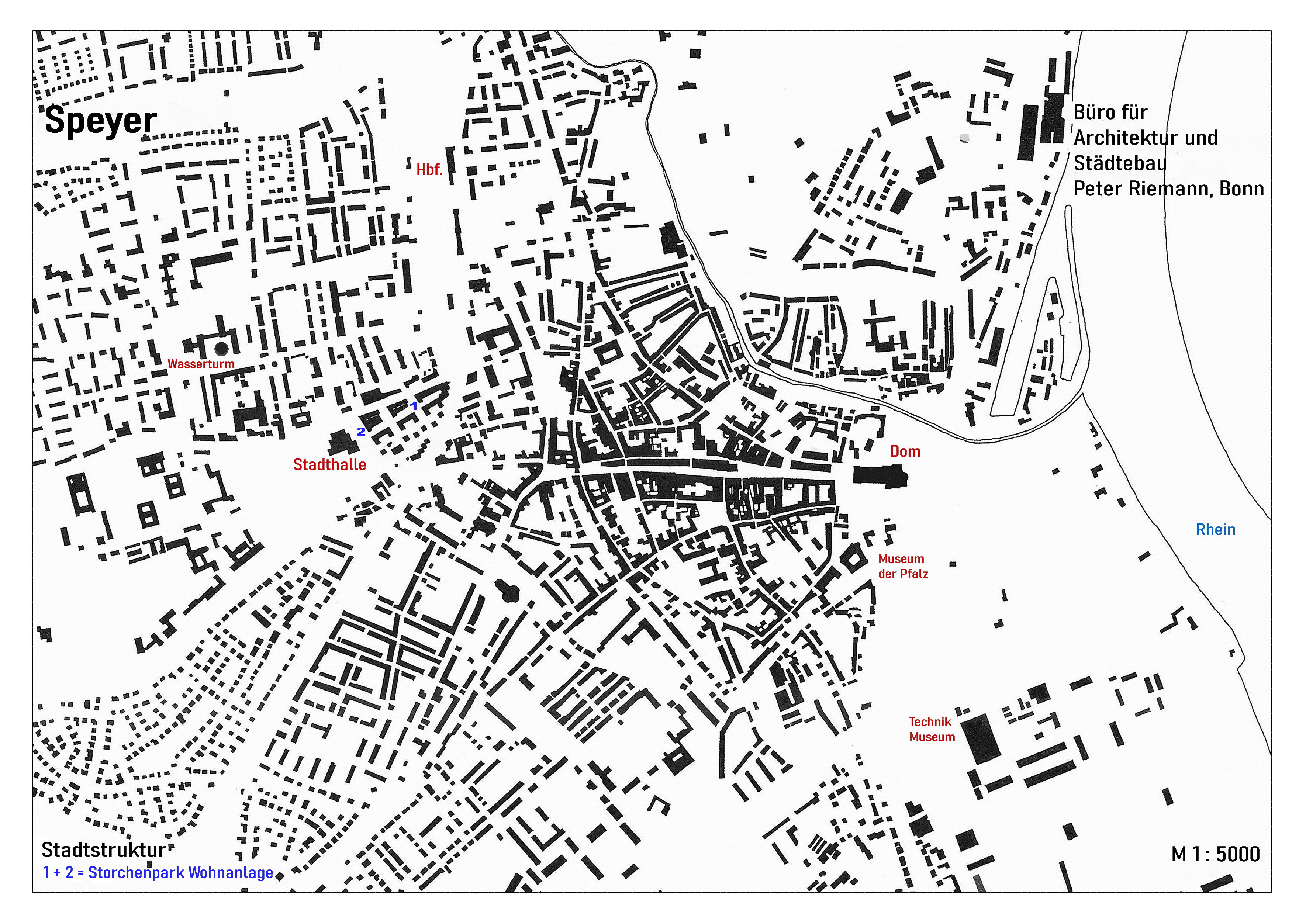
Speyer Baustrukturplan 1994

Nach dem 2000-jährigen Stadtjubiläum im Jahr 1990 erfolgte schrittweise der Umbau der Maximilianstraße zur Fußgängerzone mit der Neugestaltung des Domvorplatzes und des Postplatzes.
Mit dem Historischem Museum der Pfalz, das 1990 einen Anbau erhielt, mit dem Technikmuseum und dem Sea-Life-Aquarium (1993) wurden neue touristische Impulse gesetzt.
Die erste großformatige Konversion einer Industriebrache entstand mit dem Projekt Storchenpark an der Oberen Langgasse auf dem Gelände der ausgelagerten Kurpfalz-Sektkellerei und der ehemaligen Schwartz-Storchen-Brauerei in der Achse Dom – Altpörtel, am Rande der Kernstadt Speyer. Nach Abbruch der oberirdischen Produktionsstätten der Brauerei stand das Areal mehrfach für Großprojekte zur Disposition. Ein städtebaulicher Ideenwettbewerb sah entlang der Oberen Langgasse ein Mischgebiet und nach Süden ein Wohngebiet vor. Auf dieser Basis wurde durch den Bonner Architekten Peter Riemann mit einer Investorengruppe ab 1993 ein Konzept für einen Vorhaben- und Erschließungsplan entwickelt. Der Bebauungsplan für den „Storchenpark“ mit Wohnungen, Büros und Läden erlangte am 16. März 1994 Rechtskraft. Die Denkmalzone „An der Mühlturmstrasse“, 1991 mit vier Gebäuden und einem parkartigen Garten unter Schutz gestellt, wurde in das Gesamtkonzept integriert. Nach erfolgter Teilbaugenehmigung mussten 1994 die gewaltigen zum Teil noch fremdgenutzten Tonnengewölbe der alten labyrinthartigen Kühlkeller für die Fundamente und die Tiefgarage des 1. Neubauabschnitts beseitigt werden. Das Wohngebiet mit Blick über die Kaiserstadt Speyer wurde bis Ende 1996 realisiert.
Die Doppelhauszeile entlang der S-Bahn wurde nicht gebaut und der 2. Bauabschnitt später von einem anderen Bauträger entwickelt. Dadurch ging die geplante städtebauliche Einheit verloren, was auch auf die Denkmalzone negative Auswirkungen hatte. Haupthaus und Pavillon, noch 1993 in ruinösem Zustand sind zwar intakt, doch wirkt das gesamte Areal neben der Stadthalle verwahrlost. Immerhin stand 2015 „das Backstein-Gartenhaus mit halbherzig begonnenen Umbaumaßnahmen“ noch, da waren aber der reich verzierte Gartenpavillon und der Park nicht mehr existent.
Der Abzug des französischen Militärs im Jahr 1997 aus der Kaserne Normand, der Kaserne am Flugplatz und dem Lyautey-Gelände war die Grundlage für weitere städtebauliche Entwicklungen.
Das Quartier Normand mit seinen denkmalgeschützten, gründerzeitlichen Kasernengebäuden auf einer Fläche von etwa 13 ha wurde durch die Architekten Loebner, Schäfer und Weber in Wohnungen umgestaltet und an neue energetische und umweltfreundliche technische Standards angepasst. Im Innenbereich der Bebauung wurden nach einem Realisierungswettbewerb durch das Architekturbüro Günter Telian mit Gerhard Lehmann 15 würfelförmige Stadthäuser als „Villen im Park“ realisiert.
Mitte der 1990er Jahre begann mit dem Thema „Wohnen am Wasser“ eine Umwandlung der gewerblich geprägten Uferlagen am Alten Hafen, wodurch die Stadt näher an den Rhein rückte. Entlang des alten Hafenbeckens entstand mit den sogenannte Hafenvillen eine exklusive Wohnbebauung und eine moderne Marina, später ergänzt durch weitere Neubauten am Hafenkopf, den Neuen Hafenvillen.
Für den etwa 17,5 ha großen Bereich Rheinufer Nord, im Nordosten der Stadt zwischen dem historischen Altstadtkern, dem nördlichen Rheinufer und den Gewerbegebieten an der Auestraße wurde im Juni 2000 ein städtebaulicher Wettbewerb ausgeschrieben, den das Büro Kränzle und Fischer-Wasels gewann. Die Umgestaltung des Gebietes mit der auslaufenden Gewerbenutzung des Baubetriebshofes der Fa. Dupré und dem alten Industriehof der ehemaligen Zelluloid-Fabrik erlangte in einem ersten Teilbebauungsplan im Juli 2005 Rechtskraft. In guter Lage zur Innenstadt, zu Schulen und Nahversorgungsbereichen, entstanden über 220 Wohneinheiten in Form von Geschosswohnungsbauten Reihen- und Doppelhäusern und auch Villen.
Im Jahr 2006 wurde für das etwa 2,6 ha große Gebiet der ehemaligen Filzfabrik Melchior Hess nach dem Storchenpark als zweitem Gewerbeareal am Rande der Kernstadt Speyer ein Bebauungsplan aufgestellt. Allerdings wurden hier, im Bereich der alten Stadtmauer, im Februar 2007 Teile des Komplexes unter Denkmalschutz gestellt, das Pförtnerhaus, der Eingang, das Jugendstilhaus und das große Backsteingebäude. Für den in Ziegelbauweise errichteten Hauptbaukörper realisierten die Architekten Dück, Fritz und Morsey exklusive Loftwohnungen und Praxen. Bis 2011 wurden im Gebietsinneren weitere Wohngebäude gebaut und entlang des angrenzenden Parks eine Reihe von 7 Doppelhäusern errichtet.
Durch die Verlagerung der Produktion der Erlus-Ziegelei wurde unweit des UNESCO-Weltkulturerbes Kaiserdom und nördlich des Alten Hafens ein weiteres Gewerbegebiet frei, in unmittelbarer Nachbarschaft zum Wasser. Ziel für das Projekt Alte Ziegelei war ein hochwertiges Wohnquartier mit Park, um damit, ähnlich wie bei der Planung für das Rheinufer Nord, das ehemalige Industriegebiet wieder an die Stadt anzubinden. Im Jahr 2010 wurde ein städtebaulicher Realisierungswettbewerb ausgeschrieben, der unter dem Vorsitz von Carl Fingerhuth dem Team Günter Telian, Architekt und Stadtplaner, Kränzle + Fischer-Wasels Architekten und Elke Ukas, Landschaftsarchitektin den 1. Preis zusprach. Der Bebauungsplan, der im Juni 2013 vom Stadtrat angenommen wurde, erlangte am 31. Juli 2015 Rechtskraft.
Parallel zur Umwandlung der Konversionsfläche der „Alten Ziegelei Erlus“ wurde im Mai 2013 das integrierte städtebauliche Entwicklungskonzept Entwicklungsband Kernstadt-Nord im Rat der Stadt Speyer beschlossen. „Es stellt eine klimaangepasste Stadtentwicklung im historisch geprägten Quartier dar, und erfolgt in enger Zusammenarbeit zwischen der Stadt Speyer und der FIRU mbH (Forschungs- und Informationsgesellschaft für Fach- und Rechtsfragen der Raum- und Umweltplanung)“.
Am 31. Dezember 2015 endete die militärischen Verwendung des etwa 23 ha großen Geländes der Kurpfalz-Kaserne, nördlich der A 61, die seit 1962 vom Spezialpionierbataillon 464 genutzt wurde. Daraufhin „gelangte die Liegenschaft in den Verantwortungsbereich der Bundesanstalt für Immobilienaufgaben (BImA). Bereits vor Schließung der Kaserne wurden von der Stadt Speyer erste Überlegungen zur zivilen Nachnutzung angestellt. Aufbauend auf dem Masterplan Konversion (2015) beschloss der eingerichtete Konversionsausschuss am 19. Mai 2015 das Szenario „Wohnen und Arbeiten im Park“ als städtebauliches Leitbild der weiteren Entwicklung der Kaserne zugrunde zu legen. Im Bürgerentscheid vom 26. September 2021 der Gemeinde Otterstadt wurde die zusätzliche Gewerbeflächenentwicklung… mehrheitlich abgelehnt, worauf der Rat der Stadt Speyer am 28. Oktober 2021 beschloss, die an die Kaserne östlich angrenzenden landwirtschaftlich genutzten Flächen nicht in die bauliche Entwicklung miteinzubeziehen. Die gemeinsame Entwicklung der Flächen der Kurpfalz-Kaserne zwischen Otterstadt und Speyer wird weiterhin verfolgt“.
Im April 2022 wurde bekannt, dass „die Stadt einen großen Teil des Geländes noch in diesem Jahr kaufen will, um dort Wohnraum und Gewerbeflächen zu schaffen“. Auch das Vorhaben, auf Otterstädter Gebiet ein gemeinsames Gewerbegebiet zu schaffen, wurde noch nicht aufgegeben. Im März 2023 entschied die Bundeswehr, die stillgelegte Kurpfalz-Kaserne dauerhaft nicht mehr nutzen zu wollen. Im selben Monat stimmte der Stadtrat von Speyer für ein Bebauungsplanverfahren, nach dem 70 Prozent des Geländes für neuen Wohnraum und 30 Prozent für Gewerbefläche verwendet werden sollen.

### Sonstiges
Das Jahr der deutsch-deutschen Wiedervereinigung 1990 stand im Zeichen von zahlreichen Feierlichkeiten aus Anlass des zweitausendjährigen Bestehens der Stadt. Dazu wurde eine Sondermarke der Deutschen Post herausgebracht und eine Gedenkmünze aufgelegt.
Am 9. November 2011 wurde die neue Synagoge Beith-Schalom im Beisein des damaligen Bundespräsidenten Christian Wulff geweiht. Die alte Synagoge war in der Pogromnacht 1938 zerstört worden.
2015 wurde Speyer der Ehrentitel „Reformationsstadt Europas“ durch die Gemeinschaft Evangelischer Kirchen in Europa verliehen.
Im Winter 2020/21 wütete in Speyer die COVID-19-Pandemie in Deutschland besonders stark, auch in den Alten- und Pflegeheimen. Die Krankenhäuser waren überlastet; Speyer war lange einer der zehn Landkreise und kreisfreien Städte mit der höchsten Inzidenz.

### Einwohnerstatistik
Einwohnerentwicklung Speyers ab 1586:
| Speyer: Einwohnerzahlen von 1586 bis 2023 | Speyer: Einwohnerzahlen von 1586 bis 2023 | Speyer: Einwohnerzahlen von 1586 bis 2023 | Speyer: Einwohnerzahlen von 1586 bis 2023 | Speyer: Einwohnerzahlen von 1586 bis 2023 |
| ----------------------------------------- | ----------------------------------------- | ----------------------------------------- | ----------------------------------------- | ----------------------------------------- |
| Jahr                                      |                                           |                                           |                                           | Einwohner                                 |
| 1586                                      | 1586                                      |                                           | 7.814                                     | 7.814                                     |
| 1797                                      | 1797                                      |                                           | 2.805                                     | 2.805                                     |
| 1815                                      | 1815                                      |                                           | 5.827                                     | 5.827                                     |
| 1830                                      | 1830                                      |                                           | 8.391                                     | 8.391                                     |
| 1846                                      | 1846                                      |                                           | 10.619                                    | 10.619                                    |
| 1871                                      | 1871                                      |                                           | 12.901                                    | 12.901                                    |
| 1875                                      | 1875                                      |                                           | 14.321                                    | 14.321                                    |
| 1880                                      | 1880                                      |                                           | 15.589                                    | 15.589                                    |
| 1925                                      | 1925                                      |                                           | 25.609                                    | 25.609                                    |
| 1933                                      | 1933                                      |                                           | 27.718                                    | 27.718                                    |
| 1939                                      | 1939                                      |                                           | 28.509                                    | 28.509                                    |
| 1946                                      | 1946                                      |                                           | 28.047                                    | 28.047                                    |
| 1950                                      | 1950                                      |                                           | 31.841                                    | 31.841                                    |
| 1956                                      | 1956                                      |                                           | 35.526                                    | 35.526                                    |
| 1960                                      | 1960                                      |                                           | 37.200                                    | 37.200                                    |
| 1966                                      | 1966                                      |                                           | 41.348                                    | 41.348                                    |
| 1974                                      | 1974                                      |                                           | 44.658                                    | 44.658                                    |
| 1980                                      | 1980                                      |                                           | 43.800                                    | 43.800                                    |
| 1990                                      | 1990                                      |                                           | 46.300                                    | 46.300                                    |
| 2007                                      | 2007                                      |                                           | 50.673                                    | 50.673                                    |
| 2011                                      | 2011                                      |                                           | 49.540                                    | 49.540                                    |
| 2015                                      | 2015                                      |                                           | 50.284                                    | 50.284                                    |
| 2023                                      | 2023                                      |                                           | 51.203                                    | 51.203                                    |
|                                           |                                           |                                           |                                           |                                           |

Von den 37.200 Einwohnern im Jahre 1960 waren 5.000 Vertriebene.
Speyer verzeichnete von allen Städten in der Pfalz die stärksten Wachstumsraten und hatte als eine von wenigen Städten überhaupt bis 2009 eine positive Wachstumsrate.
Vergleich 1939 (100 %) bis 1985 in Prozent:
- Landau 110,0
- Ludwigshafen am Rhein 105,3
- Neustadt an der Weinstraße 115,2
- Speyer 144,0
- Rhein-Pfalz-Kreis 122,3[55]

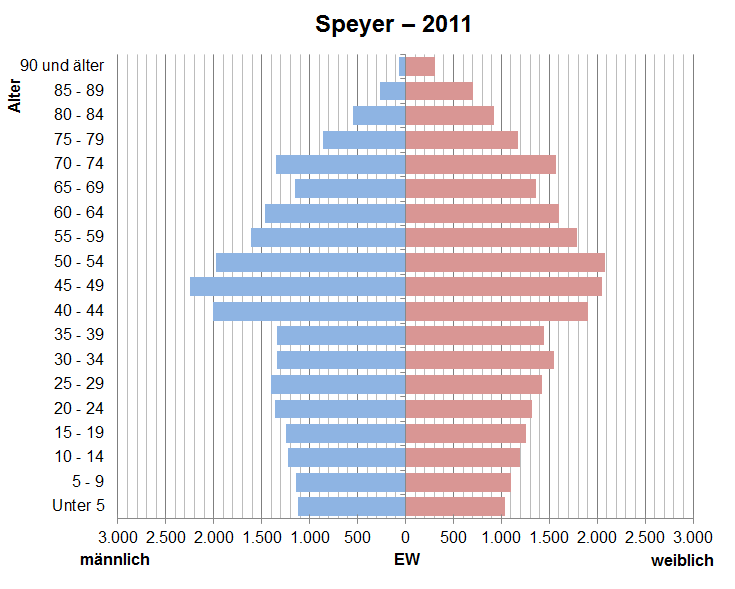
Bevölkerungspyramide für Speyer (Datenquelle: Zensus 2011)

Einwohnerverteilung in den statistischen Stadtteilen der Stadt Speyer 2012:
| Stadtteil             | Einwohner | Anteil in % |
| --------------------- | --------- | ----------- |
| Kernstadt Nord        | 6.815     | 13,7        |
| Kernstadt Süd         | 3.415     | 06,9        |
| Süd                   | 5.435     | 10,9        |
| Südwest               | 2.073     | 04,2        |
| West                  | 7.072     | 14,2        |
| Im Erlich             | 6.579     | 13,2        |
| Nordwest              | 0.960     | 01,9        |
| Nordost               | 4.159     | 08,4        |
| Neuland               | 1.721     | 03,5        |
| Im Vogelgesang        | 2.587     | 05,2        |
| Nord                  | 7.602     | 15,3        |
| Nördlich der Autobahn | 1.276     | 02.6        |

### Konfessionsstatistik
Gemäß der Volkszählung 2011 waren 35,5 % der Einwohner römisch-katholisch, 29,9 % evangelisch und 34,7 % gehörten einer anderen oder keiner Glaubensgemeinschaft an oder machten keine Angabe. Ende März 2025 hatten 25,7 % der Einwohner die katholische Konfession und 21,5 % die evangelische. 52,8 % gehörten anderen Konfessionen oder Glaubensgemeinschaften an, waren ohne Angabe oder gemeinschaftslos.
In Speyer stellt seit 2016 die Gruppe derjenigen die Mehrheit, die einer sonstigen oder keiner öffentlich-rechtlichen Religionsgemeinschaft angehörten.

### Religion
In Speyer sind die Evangelisch-methodistischen Kirche und die Neuapostolische Gemeinde ansässig. Auch eine Freie evangelische Gemeinde, eine freikirchliche Pfingstgemeinde und die Zeugen Jehovas verfügen über Kirchen bzw. Versammlungsorte. Daneben errichtete die Türkisch-Islamische Gemeinde im Speyerer Norden in den Jahren 2011 bis 2012 die Fatih-Moschee Speyer. Der Speyerer Dom (offizielle Bezeichnung: Domkirche St. Maria und St. Stephan) ist die Kathedralkirche der römisch-katholischen Diözese Speyer und Pfarrkirche der Dompfarrei.

## Politik
- Linke: 2
- SPD: 10
- Grüne: 6
- SWG: 2
- UfS: 2
- FW: 2
- FDP: 2
- CDU: 11
- AfD: 7

### Stadtrat
Der Stadtrat von Speyer besteht aus 44 ehrenamtlichen Ratsmitgliedern, die bei der Kommunalwahl am 9. Juni 2024 gewählt wurden, und dem hauptamtlichen Oberbürgermeister als Vorsitzendem.
Wegen der Besonderheiten des rheinland-pfälzischen Wahlsystems bei den Kommunalwahlen (personalisierte Verhältniswahl) sind die angegebenen prozentualen Stimmanteile als gewichtete Ergebnisse ausgewiesen, die das Wahlverhalten nur rechnerisch wiedergeben.
Die Stadtratswahlen führten zu folgenden Ergebnissen:
| Parteien und Wählergruppen | % 2024 | Sitze 2024 | % 2019 | Sitze 2019 | % 2014 | Sitze 2014 |
| -------------------------- | ------ | ---------- | ------ | ---------- | ------ | ---------- |
| CDU                        | 25,1   | 11         | 25,0   | 11         | 32,6   | 15         |
| SPD                        | 21,4   | 10         | 23,7   | 10         | 23,0   | 10         |
| AfD                        | 16,2   | 7          | 8,7    | 4          | -      | -          |
| Bündnis 90/Die Grünen      | 13,6   | 6          | 19,8   | 9          | 14,5   | 6          |
| FDP                        | 5,4    | 2          | 4,5    | 2          | 3,3    | 1          |
| FW                         | 5,0    | 2          | 2,9    | 1          | 5,6    | 3          |
| SWG                        | 5,0    | 2          | 10,0   | 4          | 13,5   | 6          |
| UfS                        | 4,8    | 2          | –      | –          | -      | -          |
| Linke                      | 3,5    | 2          | 4,1    | 2          | 4,9    | 2          |
| WGS                        | -      | -          | 1,2    | 1          | -      | -          |
| Sonstige                   | -      | -          | -      | -          | 2,7    | 1          |
| Gesamt                     | 100 %  | 44         | 100 %  | 44         | 100 %  | 44         |
| Wahlbeteiligung            | 58,3 % | 58,3 %     | 57,1 % | 57,1 %     | 47,3 % | 47,3 %     |

- FW = Freie Wähler Speyer (bis 2019: Bürgergemeinschaft Speyer (BGS))[61]
- SWG = Speyerer Wählergruppe
- UfS = Unabhängig für Speyer
- WGS = Wählergruppe Schneider (SP)

### Bürgermeister

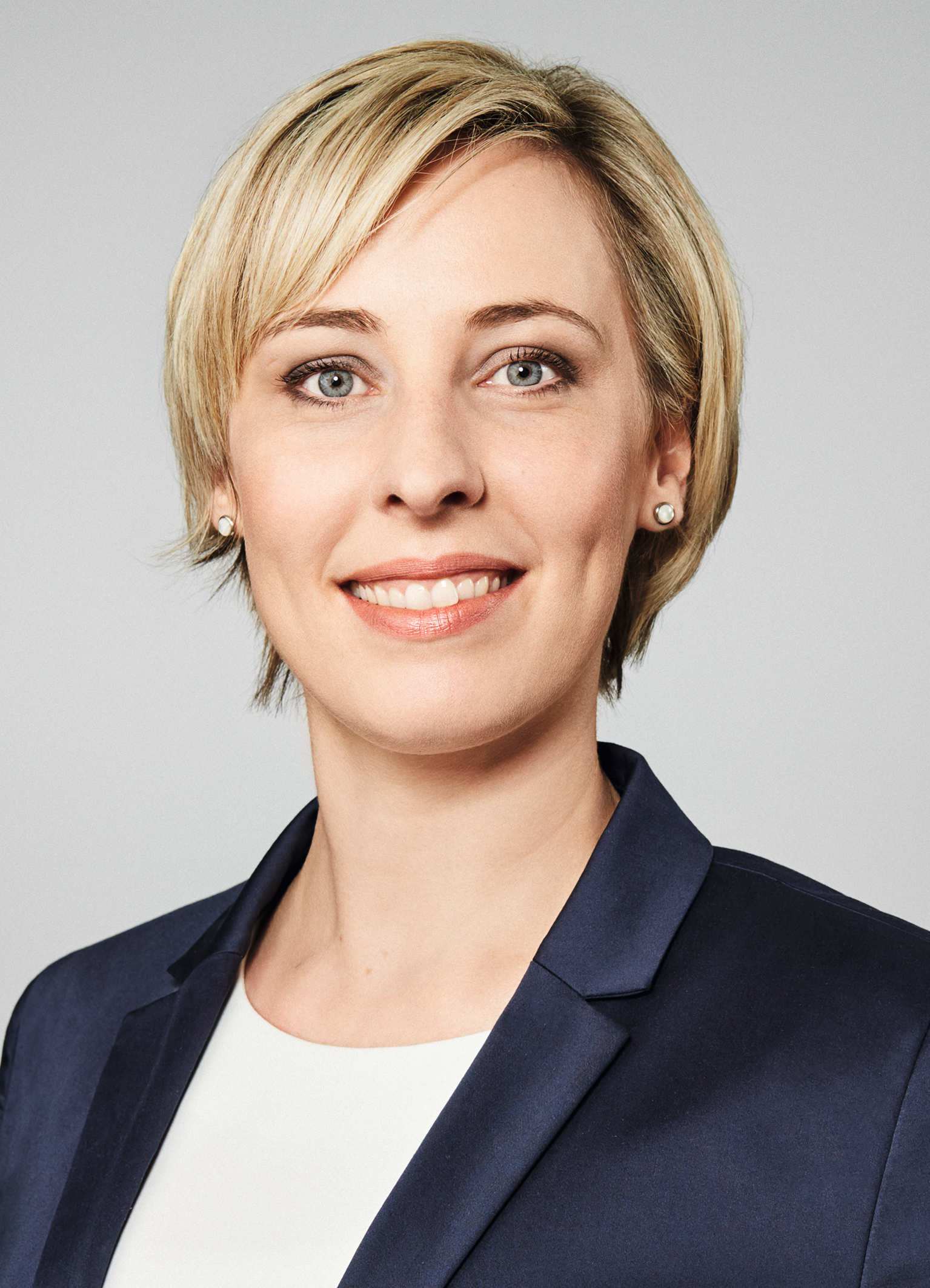
Stefanie Seiler, amtierende Oberbürgermeisterin von Speyer

Ernst Hertrich wurde 1911 der erste rechtskundige und hauptamtliche Bürgermeister der Stadt Speyer. Ab 1923 trug das Stadtoberhaupt den Titel „Oberbürgermeister“.
- „Maire“ Johann Adam Weiß (1796–1798)
- „Agent“ Carl Alexander Holtzmann (1798)
- „Agent“ Wilhelm Leschmann (1798–1800)
- „Agent“ Franz Freytag (1800–1801)
- „Maire“ Johann Adam Weiß (1801–1804)
- „Maire“ Ludwig Wilhelm Sonntag (1804–1809)
- „Maire“ Georg Friedrich Hetzel (1809–1813)
- Franz Reichardt (1814)
- F. Clauss (1814–1819)
- Georg Friedrich Hetzel (1819–1829)
- Friedrich August Heydenreich (1830–1832)
- Georg Friedrich Hetzel (1833–1838)
- Georg Friedrich Hilgard (1838–1843)
- Carl Philipp Claus (1843–1848)
- Georg Friedrich Kolb (1848–1849)
- Georg Friedrich Ußlaub (1849–1850)
- Joh. Melchior Schultz (1850–1859)
- Georg Friedrich Haid (1859–1868)
- Johann Conradt Eberhardt (1868–1874)
- Georg Friedrich Haid (1875–1884)
- Georg Peter Süß (1885–1894)
- Friedrich Weltz (1894–1897)
- Philipp Serr (1897–1904)
- Philipp Lichtenberger (1904–1911) (NLP)
- Ernst Hertrich (1911–1914), erster Berufsbürgermeister
- Otto Moericke (1917–1919)
- Karl Leiling (1919–1943)
- Rudolf Trampler (1943–1945), NS-Gau-Propagandaleiter (NSDAP)
- Karl Leiling (1945–1946)
- Hans Hettinger (1946)
- OB Paul Schaefer (1946–1949) (CDU)
- OB Paulus Skopp (1949–1969) (SPD)
- OB Christian Roßkopf (1969–1995) (SPD)
- OB Werner Schineller (1995–2010) (CDU)
- OB Hansjörg Eger (2011–2018) (CDU)
- OB Stefanie Seiler (seit 2. Januar 2019) (SPD)

Erste Bürgermeister und Beigeordnete seit 1945:
- Hermann Langlotz (1946–1949)
- Bertram Hartard senior (1948–1952)
- Stefan Scherpf (1956–1984, ehrenamtlicher 1. Bürgermeister bis 1964, dann ehrenamtlicher Beigeordneter)
- Carl-Heinz Jossé (1964–1977, SPD), geboren 1922, Aufsichtsratsvorsitzender der Treuhandgesellschaft für die Südwestdeutsche Wohnungswirtschaft[63]

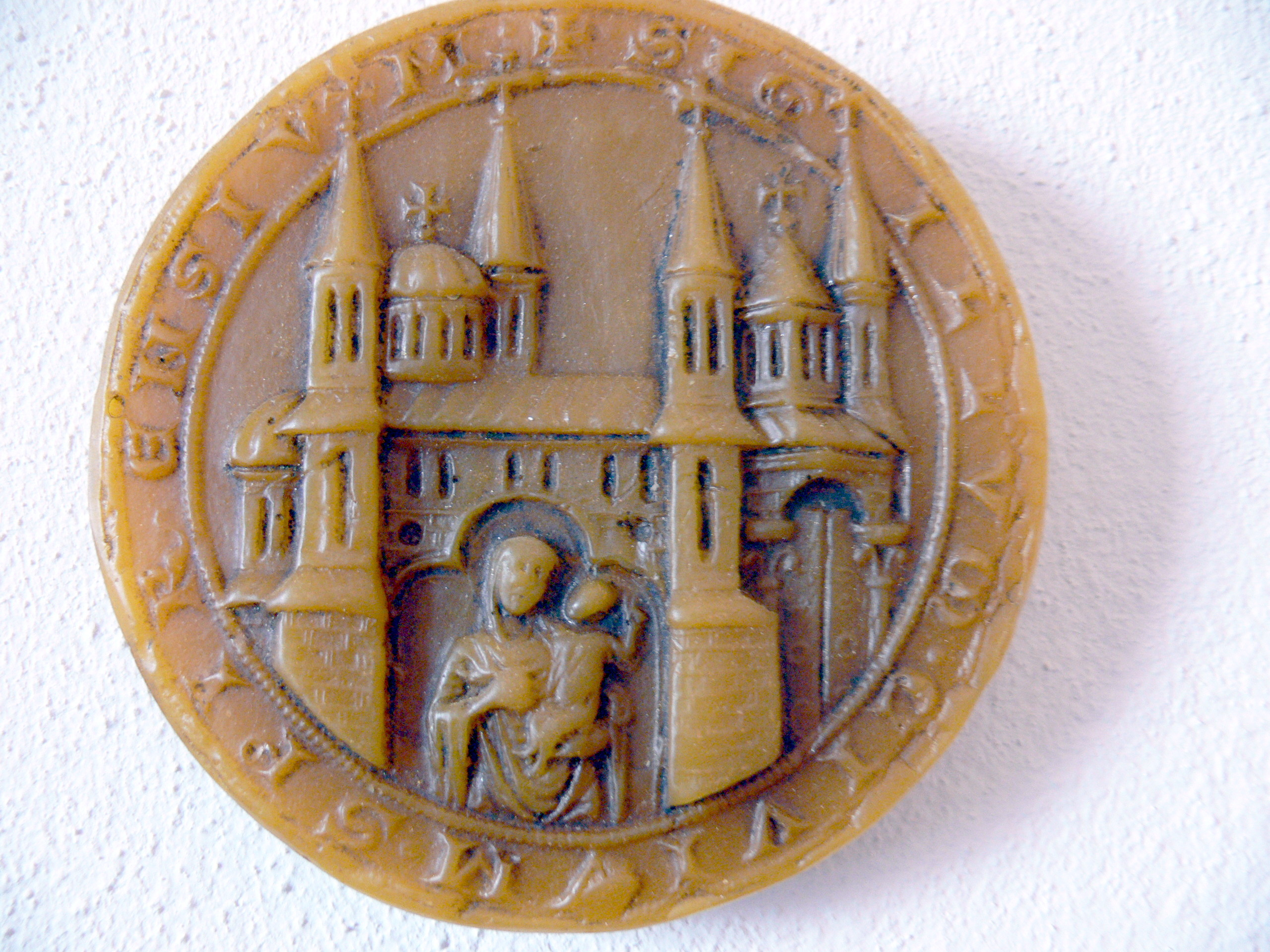
Stadtsiegel

- Bernhard Wimmer (1977–1981)
- Werner Schineller (1981–1995)
- Hanspeter Brohm (1995–2010)
- Monika Kabs (seit 2010)

### Wappen und Flagge
| Wappen der Stadt Speyer | Blasonierung: „In Silber ein rotes Kirchengebäude mit drei blaubedachten und mit goldenen Kreuzen besteckten Türmen und drei (heraldisch) offenen Toren.“ |
| Wappen der Stadt Speyer | Wappenbegründung: Es wurde 1846 vom bayerischen König genehmigt. Seit dem 13. Jahrhundert führte Speyer im Stadtsiegel den Dom in der Nordansicht belegt mit der Madonna. Beim Wappen entschied man sich für die Westansicht des Domes, weil sie vom Reichsherold als „empfehlenswerter und ehrwürdiger“ angesehen wurde. |

Stadtflagge

Eine amtliche Flagge führt Speyer nicht. Lokal wird jedoch eine rot-weiße Fahne, belegt mit dem Stadtwappen verwendet.

### Partnerstädte
Mit Spalding (Vereinigtes Königreich) wurde 1956 die erste Partnerschaft geschlossen. 1959 folgte das französische Chartres, 1989 Ravenna (Italien) und Kursk (Russland), 1992 Gniezno (Gnesen) in Polen und 1998 Javne in Israel. Mit dem chinesischen Ningde, Speyers Kooperationspartnerstadt in der rheinland-pfälzischen Partnerprovinz Fujian, ist im Jahr 2013 eine Städtepartnerschaft geschlossen worden. Die Partnerschaft mit Spalding wurde 2001 von dort gekündigt. Die britische Stadt Chichester, auch mit Chartres und Ravenna verschwistert, ist seit 2023 Partnerstadt Speyers.
Darüber hinaus übernahm die Stadt 1982 eine Patenschaft für Karengera in Ruanda bzw. nach einer Kommunalreform 2001 für den Bezirk Rusizsi (vormals Impala).

## Kultur und Sehenswürdigkeiten

### Historische Profanbauten

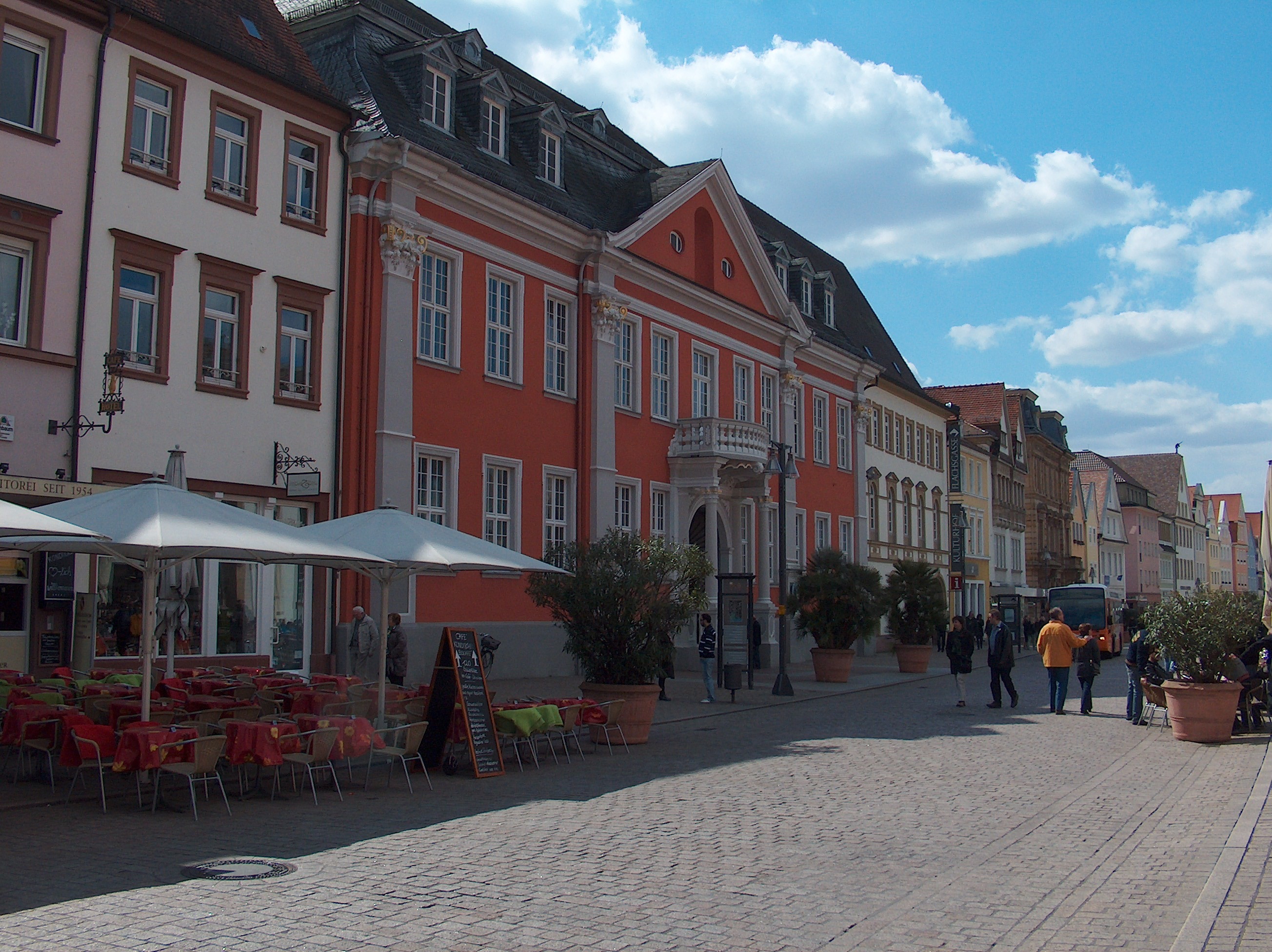
Das Rathaus

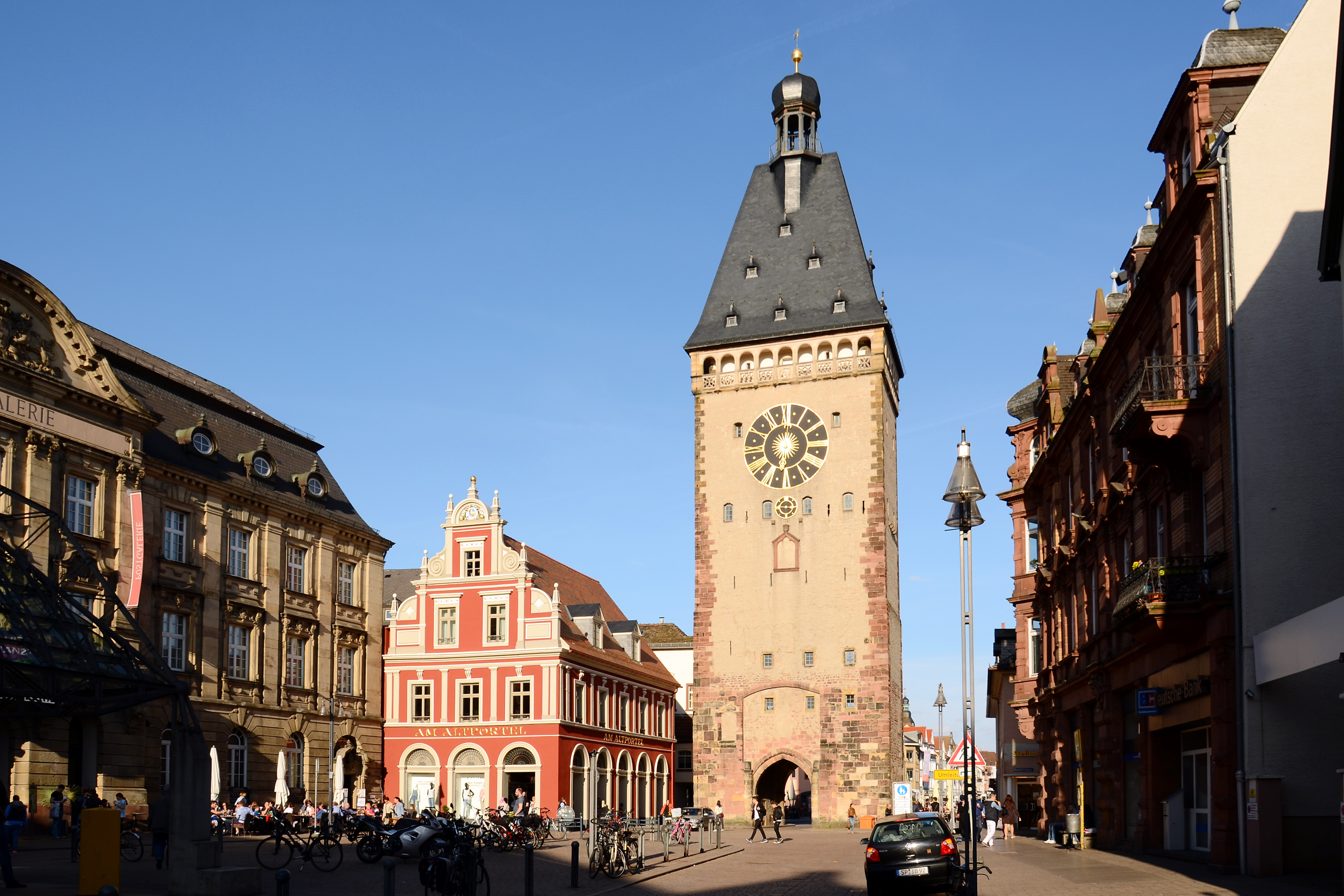
Altpörtel

Am Beginn der im Volksmund als „Hauptstraße“ bezeichneten Maximilianstraße am Domplatz befindet sich das Stadthaus, das auf dem Areal errichtet wurde, auf dem sich seit dem Mittelalter der Trutzpfaff befand. In ihm sitzen der Bürgermeister und die Stadtverwaltung.
Ebenfalls historisch bedeutend ist das 1724 errichtete historische Rathaus, in dem der Stadtrat tagt. Es befindet sich an der Maximilianstraße gegenüber dem früheren Marktplatz, auf dem der Weihnachtsmarkt stattfindet.
Am alten Marktplatz befindet sich auch die Alte Münze. Das Gebäude wurde 1784 als Neues Kaufhaus am Markt am Platz der Münze errichtet. Dieses 1689 zerstörte Gebäude war seit 1289 Versammlungsort des Rates und Sitz der Münzer, der Privilegierten, die die Erlaubnis hatten, Münzen herzustellen.
Am anderen Ende der Maximilianstraße liegt der 55 m hohe Altpörtel, der im Mittelalter das westliche Haupttor der Stadt war. Die unteren Teile des Tores wurden zwischen 1230 und 1250 erbaut, das oberste Geschoss mit der Galerie und dem 20 m hohen Walmdach wurde zwischen 1512 und 1514 hinzugefügt. Nach dem großen Stadtbrand wurde das Altpörtel 1708 mit einem neuen Schieferdach versehen. Im ersten Stockwerk befindet sich eine Dauerausstellung über die Geschichte der Speyerer Stadtbefestigung.

### Kirchen und Klöster
Bis zu seiner Zerstörung 1689 verfügte Speyer über 15 Pfarreien. Nach Franz Josef Mone bildeten das Domstift, das Stift St. German und Moritz, das Stift St. Guido und Johannes und das Allerheiligenstift die Oberpfarreien und die Kirchen „St. Stephan im teutschen Hauß“, St. Peter beim Allerheiligenstift, St. Bartholomäus, St. Jakob, St. Johannes, St. Georg, St. Martin in Altspeyer, St. Ägidius in der Gilgenvorstadt, die des Klosters St. Magdalena in der Vorstadt überm Hasenpfuhl, St. Marien (die spätere Friedhofskapelle, heute Kapelle im Adenauerpark) und St. Markus vor dem Marxtor der St.-Markus-Vorstadt die übrigen Pfarreien. Davon wurde später St. Markus der Pfarrei St. Peter und die Marienkirche im 16. Jahrhundert dem Germanstift übergeben.
Neben den genannten Pfarrkirchen gab es noch das Karmeliterkloster in der Gilgensvorstadt, das Franziskanerkloster, das Dominikanerkloster (heute Bistumshaus St. Ludwig), das Augustinerkloster, das Jesuitenkollegium am Dom, St. Alexius vor dem Neupörtel, das weibliche Allerheiligenstift (bereits im 15. Jahrhundert aufgelöst), das Heilig-Grab-Kloster und das St.-Klara-Kloster in Altspeyer, die Nikolauskapelle am Dom und die Heilig-Kreuz-Kapelle am Kreuztor der Gilgenvorstadt.
Neben der zur Stadt gehörenden Markuskirche und dem ebenfalls zur Stadt gehörenden Michaelskapelle auf dem Germansberg (ehemals Teil des Germanstifts) gab es vor den Toren der damaligen Stadt weitere nicht zur Stadt gehörende Kapellen. So befand sich im Mittelalter unweit des Germanberges die St.-Ulrichs-Kapelle, einst Pfarrkirche des abgegangenen Dorfes Winternheim, und „an der Straße nach Schifferstadt auf dem Platze des ehemaligen Dorfes Rinkenberg“ (heute Rinkenbergerhof) die St.-Lorenz-Kapelle. Nach der Aussage von Franz Joseph Mone gab es von diesen Kapellen bereits im 16. Jahrhundert nur noch geringe Spuren, während die Dörfer schon zuvor vollständig verschwunden waren. 1983 fand man bei Ausgrabungen in der Nähe des Closwegs die Reste der Ulrichskapelle mit einem Friedhof.
Bis auf einige Ausnahmen fielen die Speyerer Kirchen Klöster und Kapellen dem Stadtbrand zum Opfer. Die Ausnahmen sind St. German in campo (das Alte Germanstift vor den Toren auf dem Germansberg), da es damals nur noch als Michaelskapelle bestand, die Martinskirche, da sie bereits 1685 abgerissen wurde, und die Friedhofskapelle, das Karmeliterkloster, das Klara-Kloster und die Ägidienkirche, da sie verschont wurden.

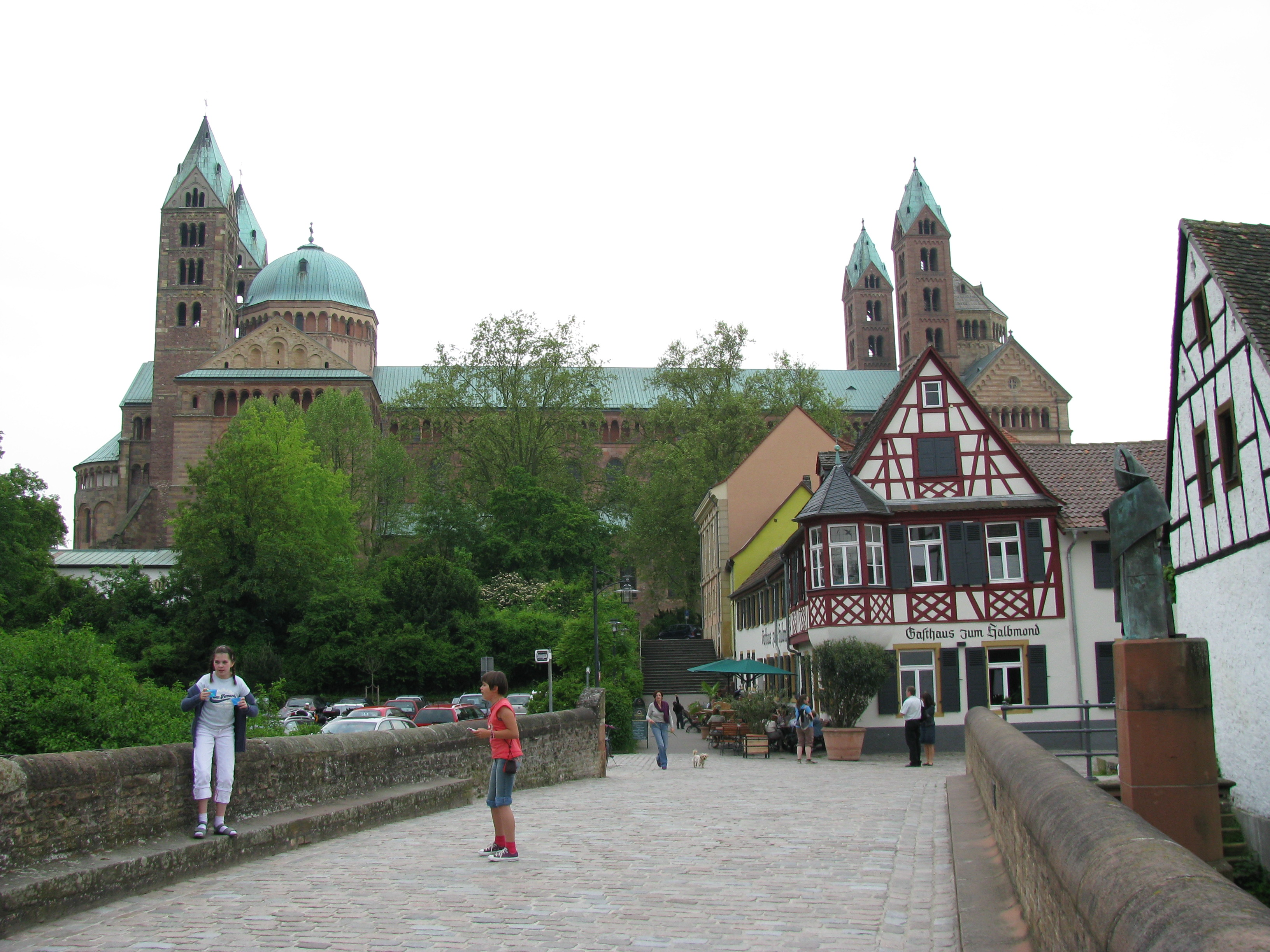
Speyerer Dom (Nordseite), im Vordergrund die Sonnenbrücke
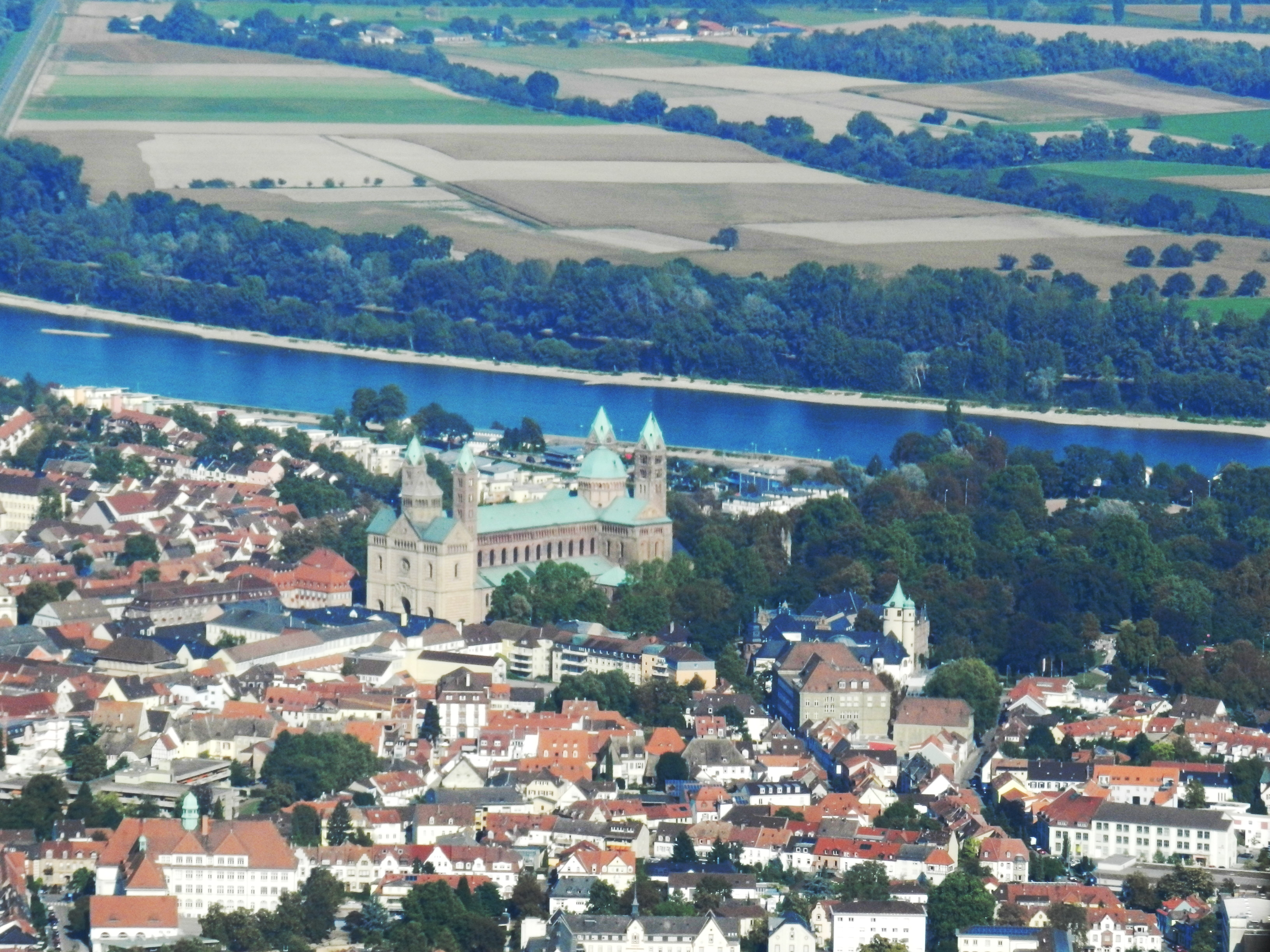
Speyerer Dom aus der Luft, von Westen aus gesehen.
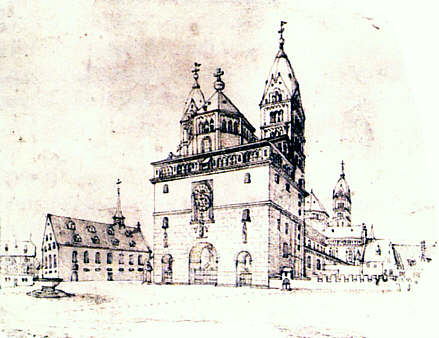
Sog. „Kölner Zeichnung“ von 1606
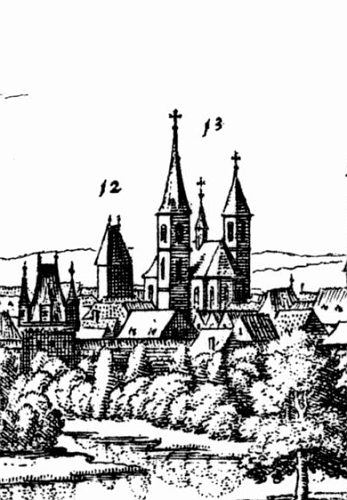
St. Guido Stift (Ausschnitt aus dem Merian-Stich)
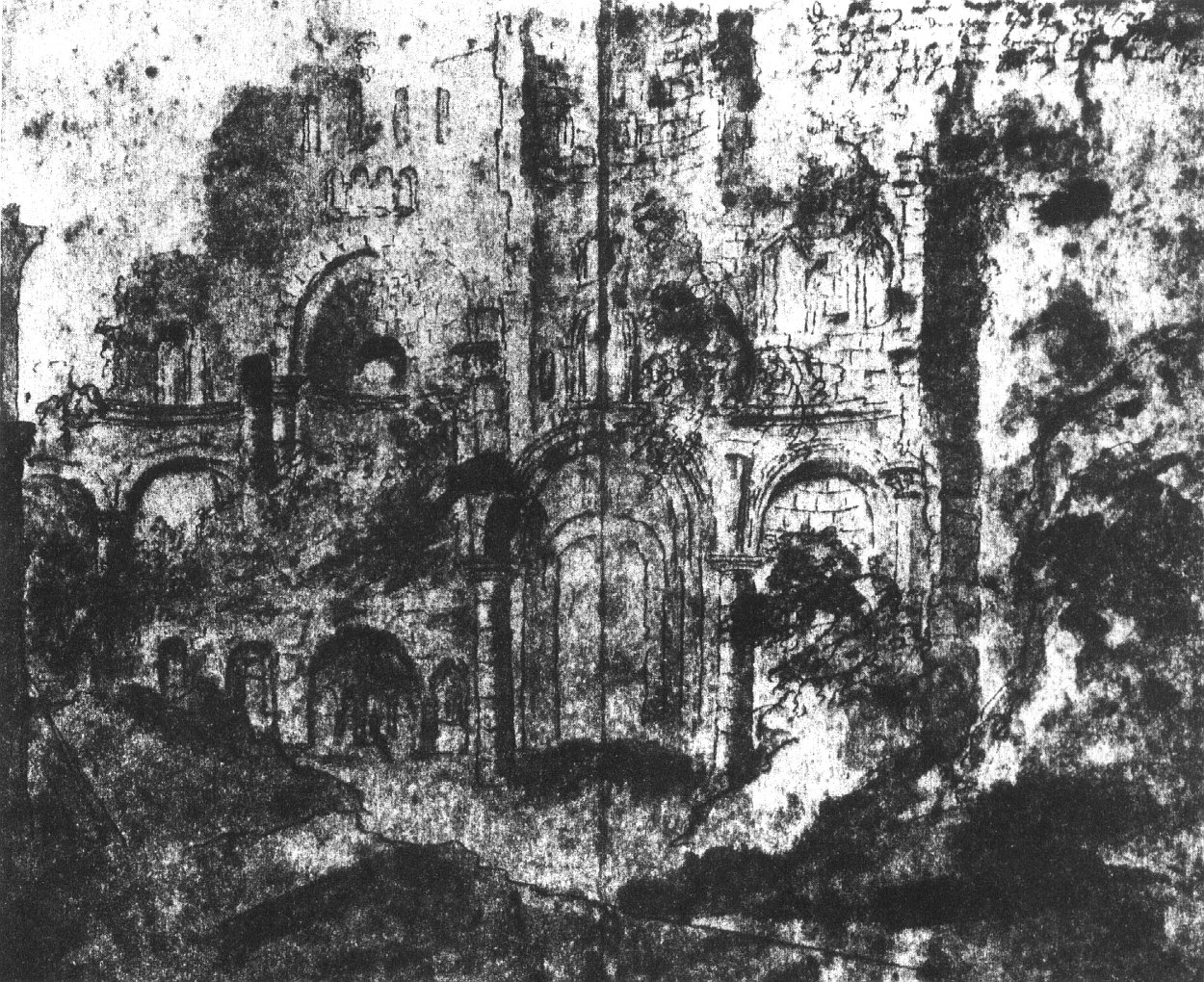
Zeichnung der Ruine der Heilig-Grab-Kirche
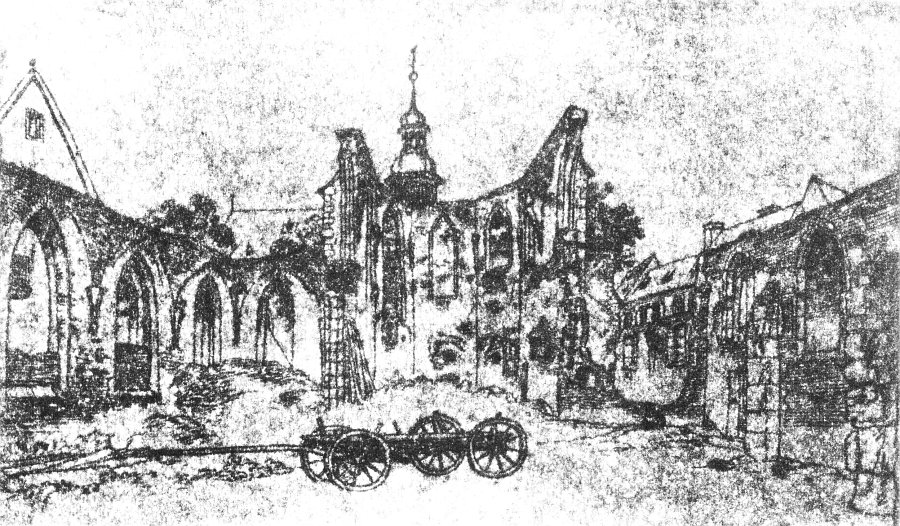
Zeichnung der Ruine der Georgskirche
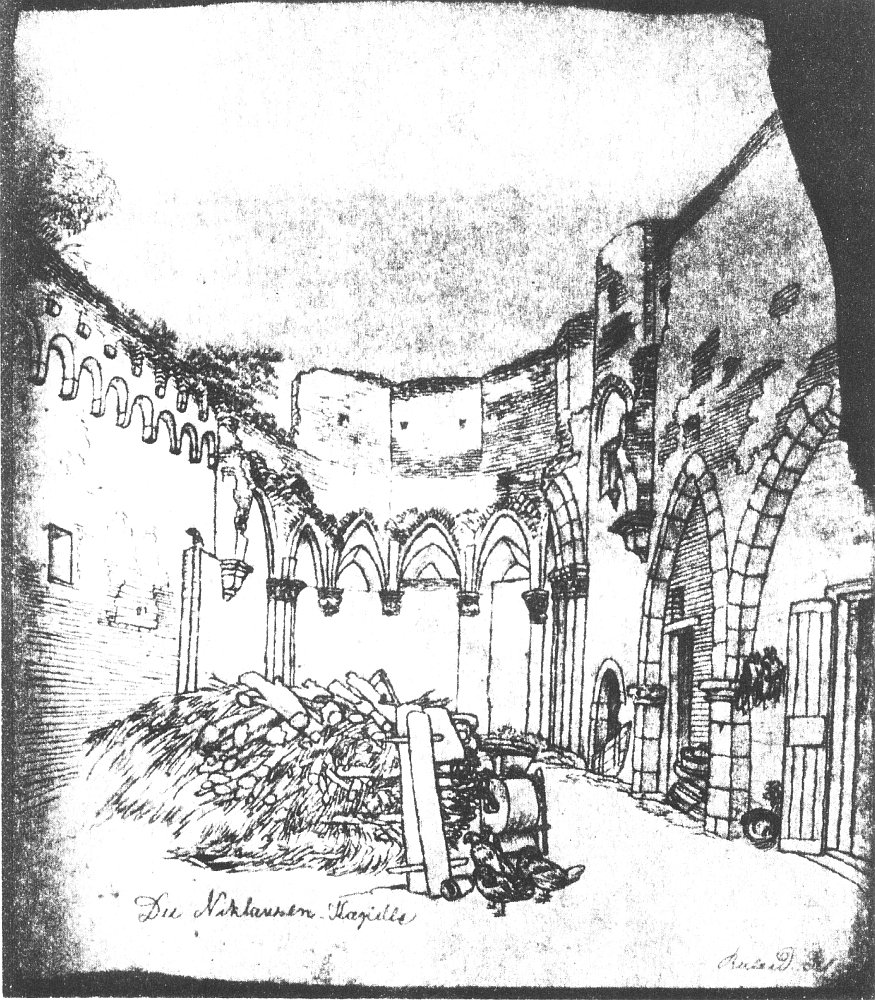
Zeichnung der Ruine der Nikolauskapelle
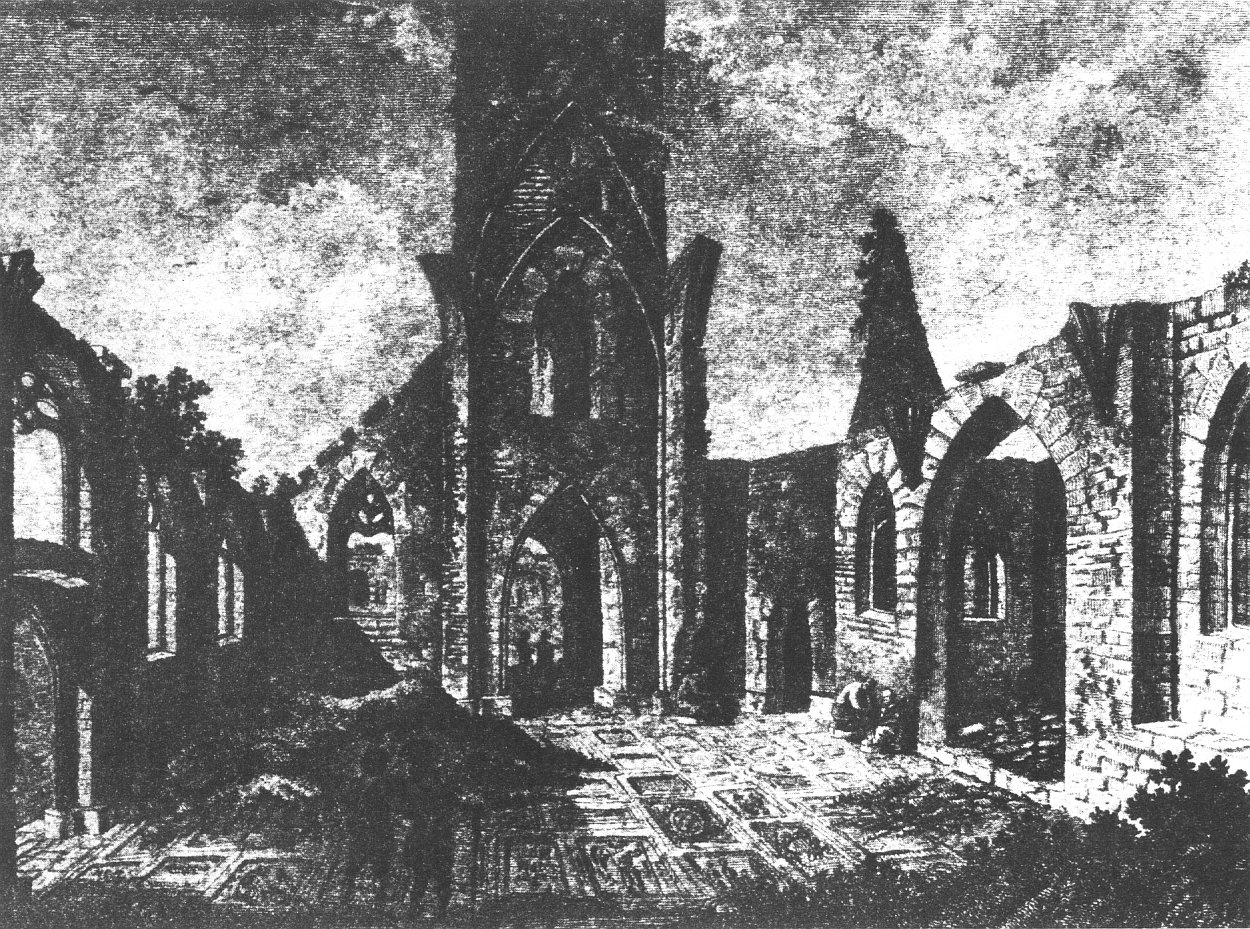
Zeichnung der Ruine der Moritzstiftskirche

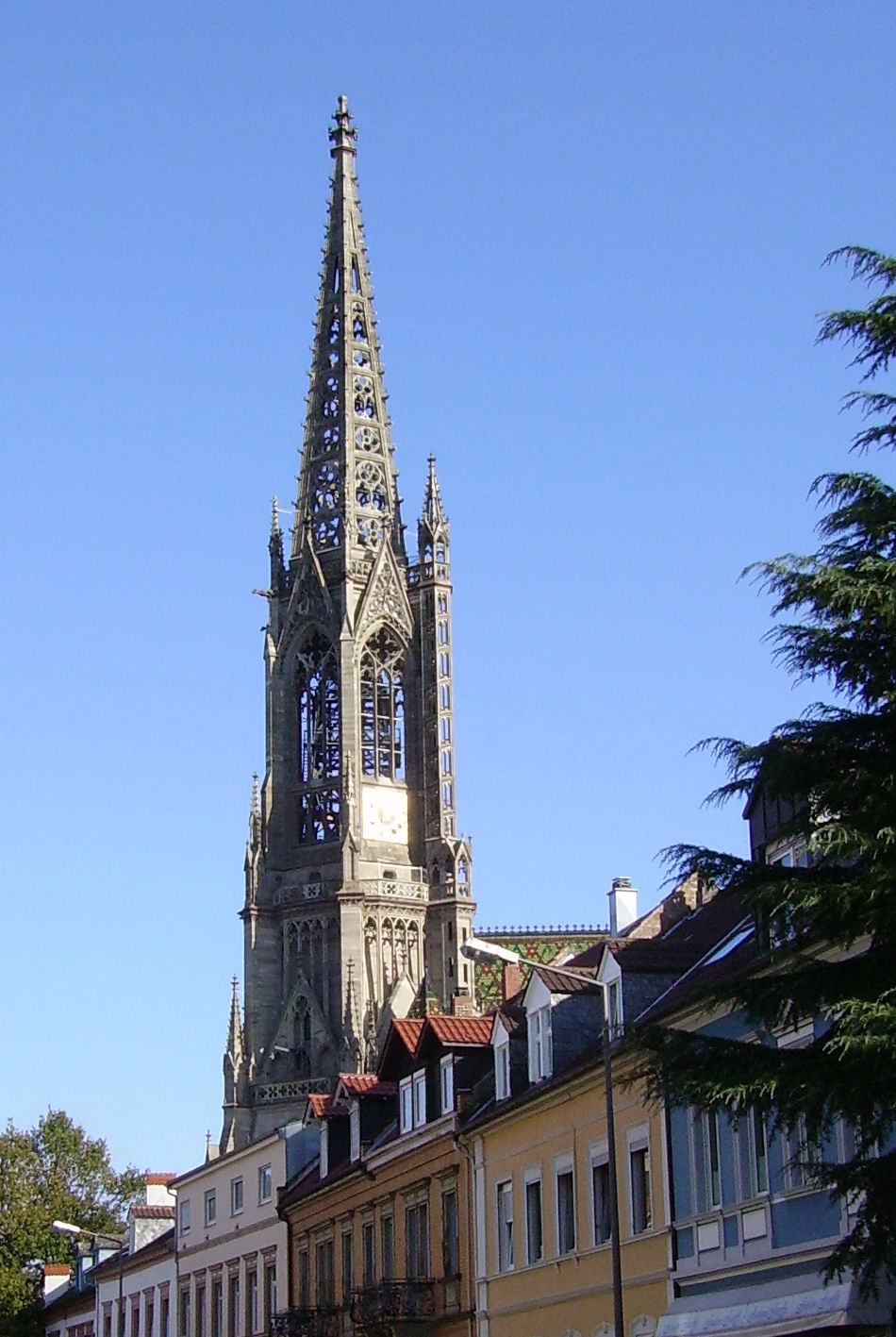
Die Gedächtniskirche von der Landauer Straße aus

Im Rahmen des Wiederaufbaues der Stadt nach der Zerstörung im Pfälzischen Erbfolgekrieg entstanden Anfang des 18. Jahrhunderts die Dreifaltigkeitskirche als lutherische Stadtkirche sowie die wegen der Nachbarschaft zur Dreifaltigkeitskirche heute kaum noch kirchlich genutzte Heiliggeistkirche für die reformierte Gemeinde. Darüber hinaus wurden der Dom, das Guidostift, das Klara-Kloster, das Dominikanerkloster, das Franziskanerkloster, das Kloster St. Magdalena, das Augustinerkloster, die Jesuitenkirche, St. Georg, St. Stephan, das Allerheiligenstift und schließlich auch provisorisch St. Johannes. Allerdings wurden alle vorhandenen Kirchen und Klöster in Folge der Französischen Revolution aufgelöst und verstaatlicht. Dieses sogenannte Nationaleigentum, zu dem auch die Kirchenruinen zählten, wurden schließlich verkauft und oft später abgebrochen. Nur das Guidostift, das Dominikanerkloster (St. Ludwig), das Kloster St. Magdalena, die Ägidienkirche und der Dom wurden nicht abgerissen und sind so bis heute erhalten.
Von 1893 bis 1904 wurde im Gedenken an die Protestation auf dem Reichstag zu Speyer im Jahr 1529 die Gedächtniskirche der Protestation mit dem höchsten Kirchturm in der Pfalz errichtet.
In unmittelbarer Nähe der Gedächtniskirche steht die katholische Josephskirche, die als Reaktion auf den Bau der Gedächtniskirche errichtet und 1914 eingeweiht wurde.
In der Nähe des Bahnhofs befindet sich die Bernhardskirche (1953 bis 1954), die als deutsch-französische Friedenskirche erbaut wurde.
Für den Stadtteil Speyer-Nord wurden die Kirchen St. Konrad und die Christuskirche errichtet, für Speyer-West St. Otto und St. Hedwig (mittlerweile zur Quartiersmensa Q+H umgebaut) sowie die evangelische Johanneskirche und für Speyer-Süd die Auferstehungskirche.
Die drei katholischen Frauenklöster (Kloster St. Magdalena, der Karmel und das durch Nikolaus von Weis gegründete Institut St. Dominikus) und die evangelischen Diakonissen verfügen über eigene Kirchen.

### Synagogen
Die erste Speyerer Synagoge lag im Jüdischen Viertel der Vorstadt Altspeyer. Nach schweren Übergriffen auf die Juden 1096, bei denen der Bischof die Juden bei sich aufnahm, wurde in unmittelbarer Nähe zum Dom im Bereich der heutigen Judengasse und Kleinen Pfaffengasse ein neues Jüdisches Viertel errichtet. Es verfügte über eine von der Dombauhütte errichtete Synagoge und eine im 12. Jahrhundert errichtete Mikwe, ein rituelles jüdisches Bad. Die Gemeinde, der auch Die Weisen von Speyer angehörten, war damals eine der bedeutendsten Gemeinden des Heiligen Römischen Reichs und bildete mit Worms und Mainz einen als SchUM-Städte bezeichneten Verband. Trotz kaiserlicher Privilegien wurde die Speyerer Gemeinde mehrfach Opfer von Ausschreitungen und Pogromen, bei denen Juden ermordet und jüdisches Eigentum zerstört wurde. So fiel die Synagoge in Altspeyer dem Pogrom von 1195 zum Opfer. Nach weiteren Pogromen befahl Rudolf von Habsburg den Landesherren, das Eigentum von flüchtigen Juden einzuziehen. Am 22. Januar 1349 wurde die jüdische Gemeinde infolge des bis dahin schwersten Pogroms vollständig vernichtet. Überlebende kehrten einige Jahre später zurück und bauten nach weiteren Vertreibungen ab 1354 eine neue Gemeinde auf, die aber 1435 erneut aufgelöst wurde. Einige Jahre später durften sie schließlich zurückkehren, mussten sich aber an strenge Vorschriften halten. Spätestens 1529 war aber auch diese Gemeinde verschwunden. 1544 stellte Kaiser Karl V. das „Große Speyrer Judenprivileg“ aus, mit dem er den Juden ihre Privilegien zurückgab. Dies ermöglichte die Entstehung einer neuen jüdischen Gemeinde, die aber 1688 aufgelöst wurde. Beim Wiederaufbau der Stadt nach 1689 wurde in den Ruinen der Synagoge Wohnhäuser errichtet. Eine jüdische Gemeinde existierte erst seit der französischen Revolution wieder.
1837 erhielt die Gemeinde eine neue Synagoge, die auf dem Platz der ehemaligen Jakobskirche errichtet wurde. Diese Synagoge wurde schließlich 1938 in der Reichspogromnacht zerstört, die jüdische Gemeinde im Holocaust ausgelöscht. Das Gedenkbuch des Bundesarchivs für die Opfer der nationalsozialistischen Judenverfolgung in Deutschland (1933–1945) verzeichnet namentlich 81 jüdische Einwohner Speyers, die deportiert und größtenteils ermordet wurden.

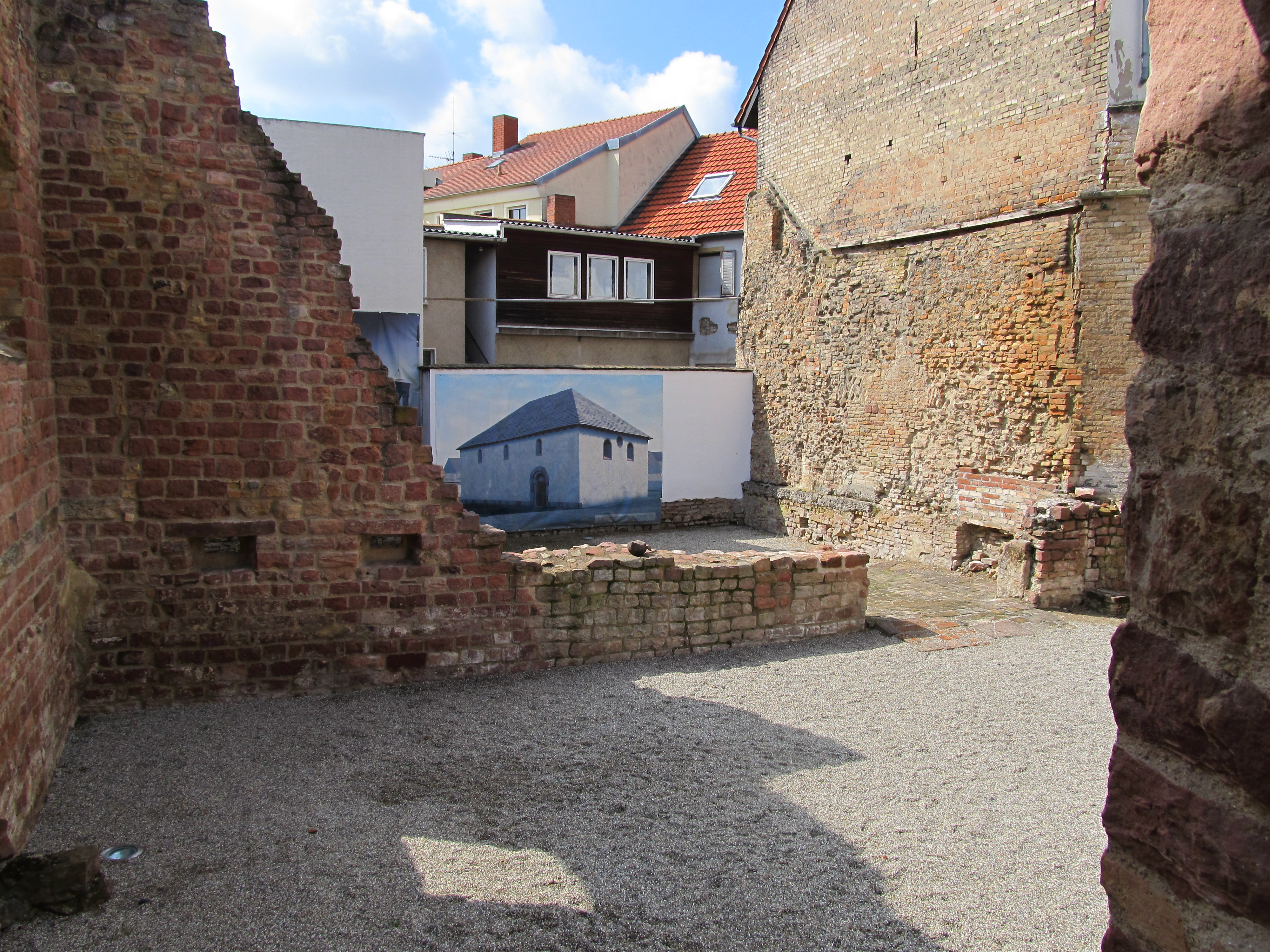
Ruinen der mittelalterlichen Speyerer Synagoge
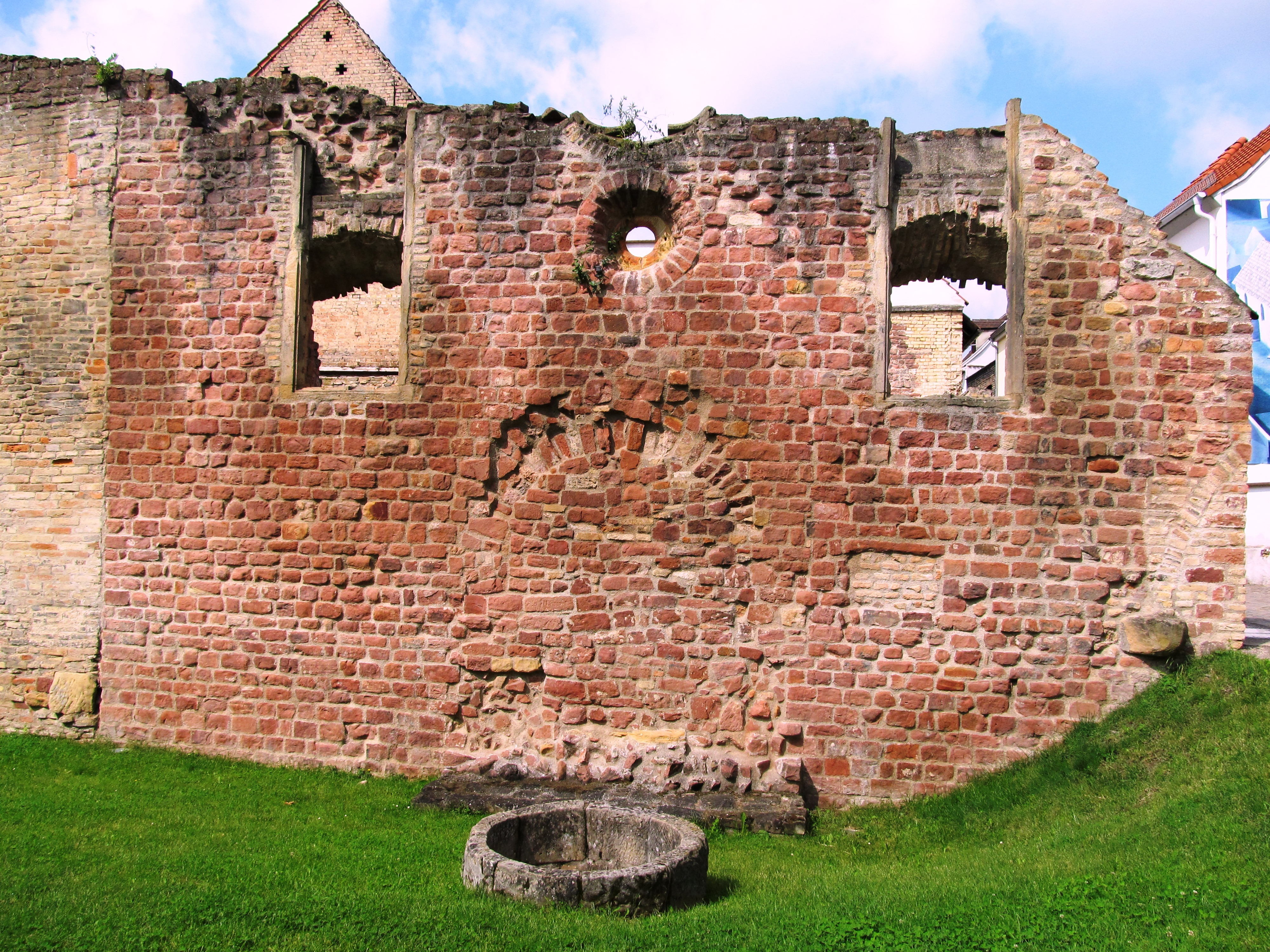
Speyer, ehemalige Synagoge, Innenraum
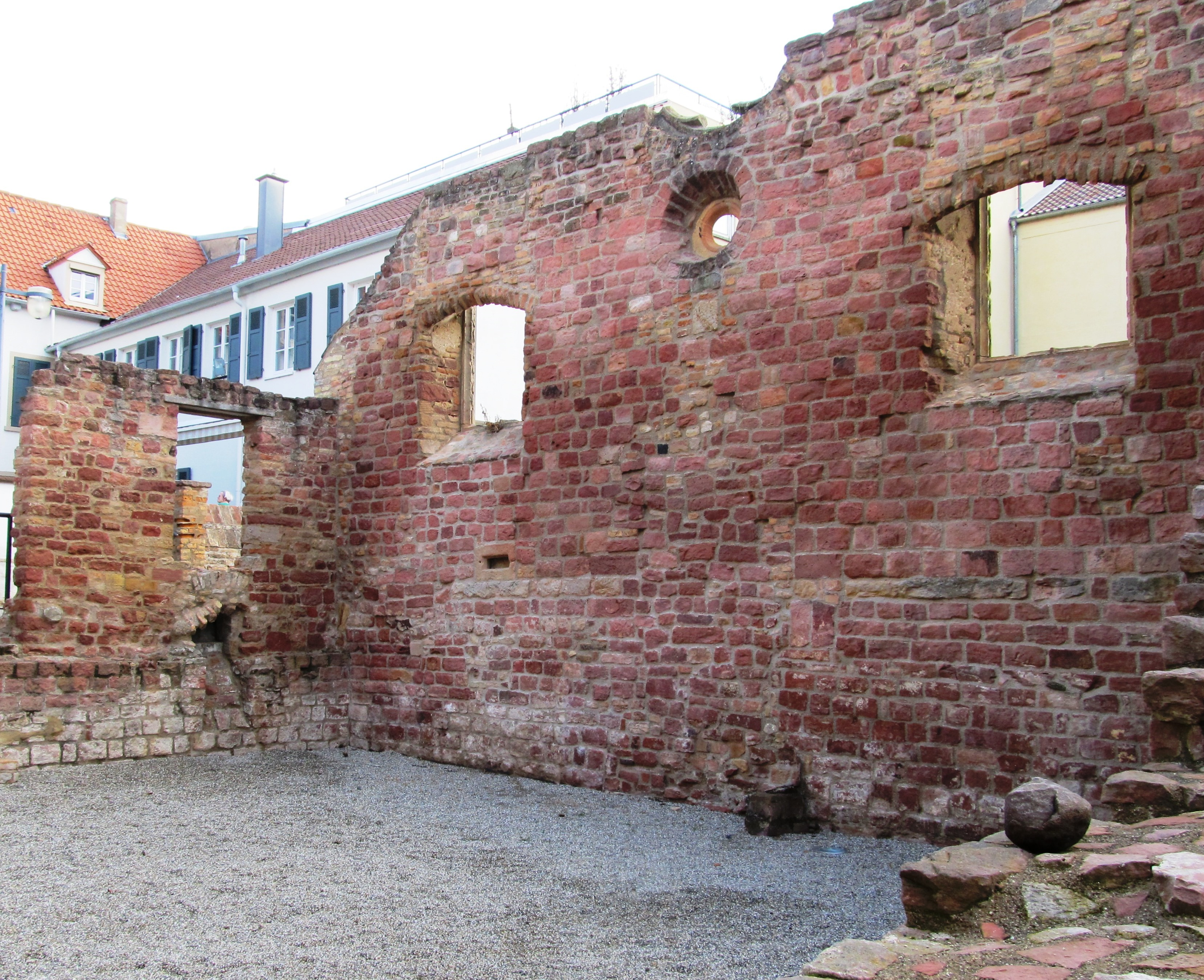
Speyerer Synagoge, seit 2021 in der UNESCO-Welterbeliste
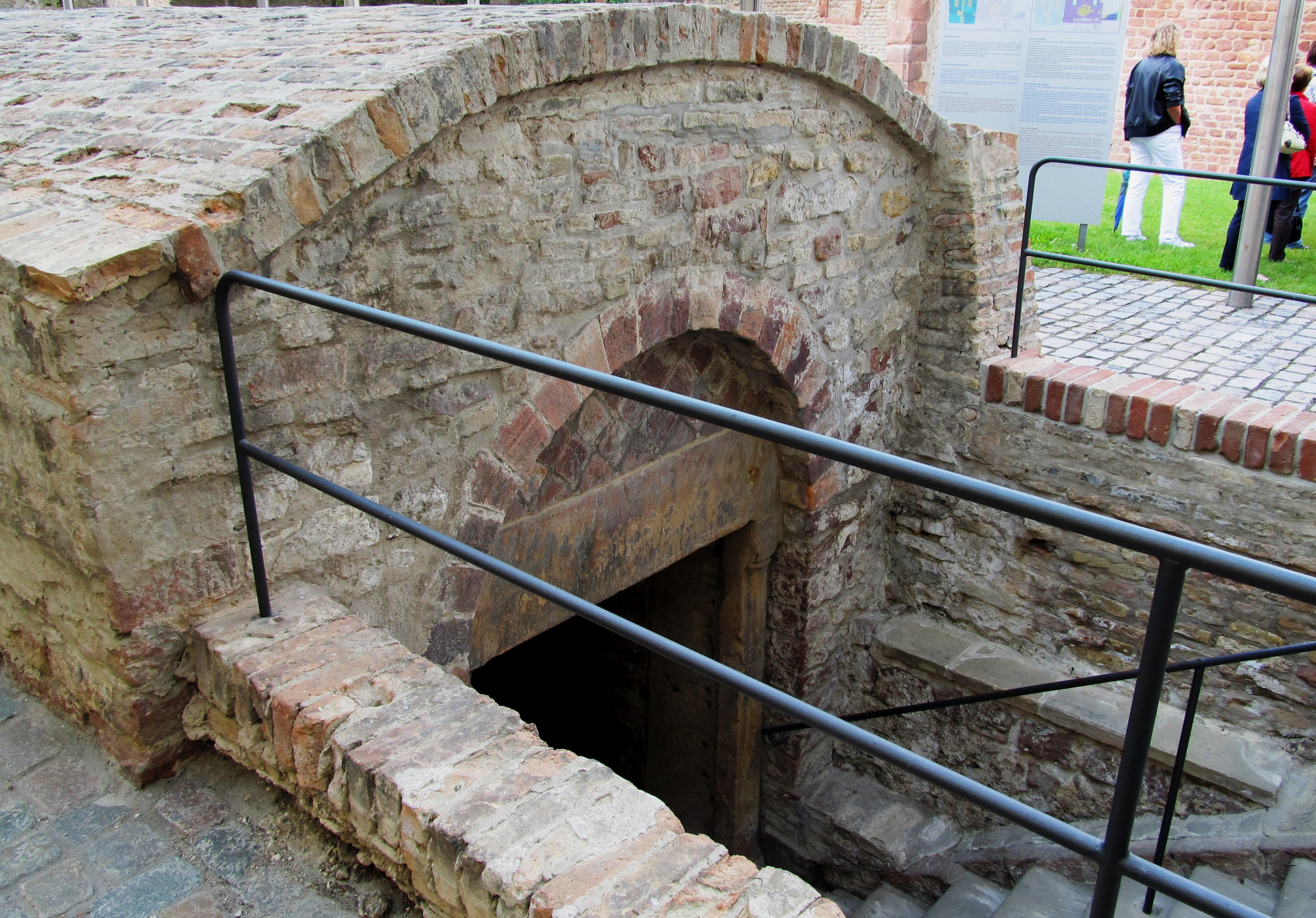
Zugang zum Ritualbad, erb. 12. Jh.
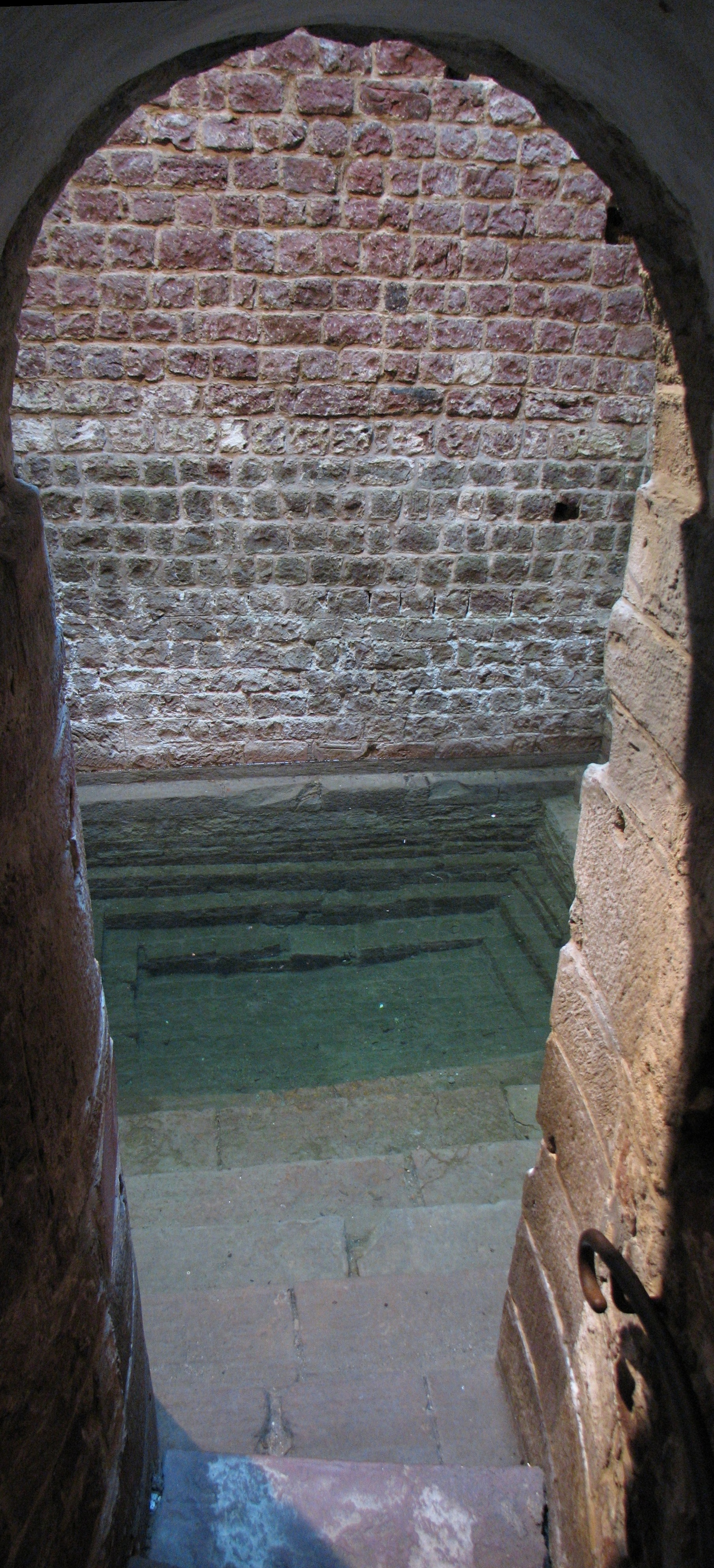
Judenbad (Mikwe)

1996 wurde schließlich eine neue jüdische Gemeinde gegründet. Darüber hinaus wurde 1998/1999 die Ruine der mittelalterlichen Synagoge freigelegt und auf dem Areal um Synagoge und Mikwe, welche die älteste noch vollständig erhaltene deutsche Mikwe ist, der sogenannte „Judenhof“ eingerichtet. Im vor dem Judenhof befindlichen Gebäude wurde am 9. November 2010 das Museum SchPIRA eröffnet. Am 9. November 2011 erfolgte schließlich die Eröffnung der Synagoge Beith-Schalom (Haus des Friedens) mit dem zugehörigen Gemeindezentrum der jüdischen Kultusgemeinde der Rheinpfalz. Sie wurde in der ehemaligen St. Guidokirche errichtet und ist die vierte Synagoge seit dem Bestehen von jüdischen Gemeinden in Speyer. 2021 wurde der Judenhof und die 1104 eingeweihte Synagoge in die UNESCO-Welterbeliste aufgenommen.

### Friedhöfe
- Alter Friedhof Speyer
- Friedhof Speyer

### Museen

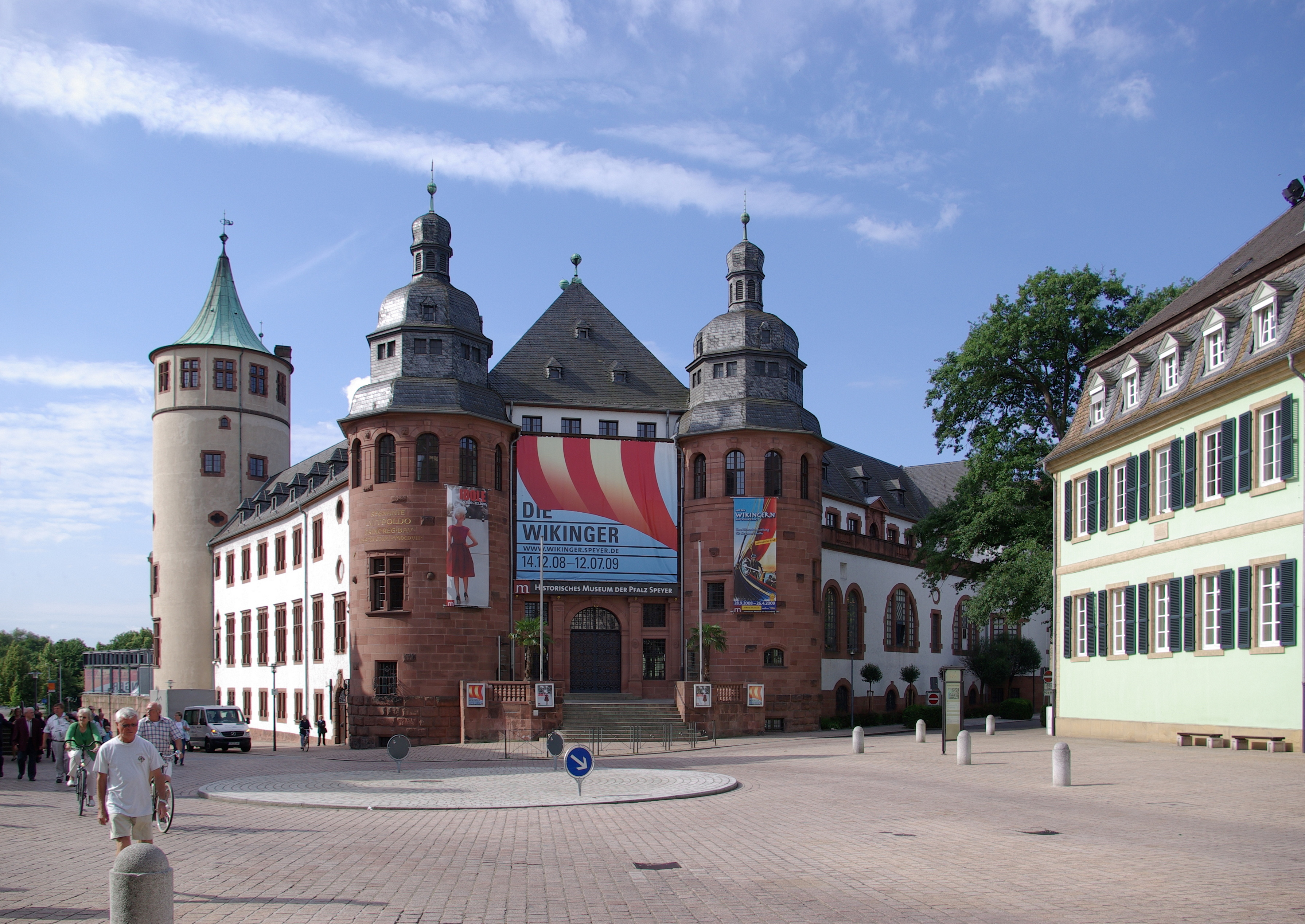
Historisches Museum der Pfalz Haupteingang

Das Historische Museum der Pfalz verfügt über urgeschichtliche, römische, mittelalterliche und neuzeitliche Ausstellungsstücke aus der Region, insbesondere Reste der alten Domausstattung und den Domschatz und einen der bedeutendsten Funde der Bronzezeit, den bei Schifferstadt gefundenen Goldenen Hut, einen mit kreisförmigen Ornamenten reich verzierten, aus Gold getriebenen Kultkegel. Daneben zeigt das Museum auch regelmäßig große kulturhistorische Sonderausstellungen, die zum Teil nach ihrem Ende in Speyer an anderen Orten gezeigt werden.

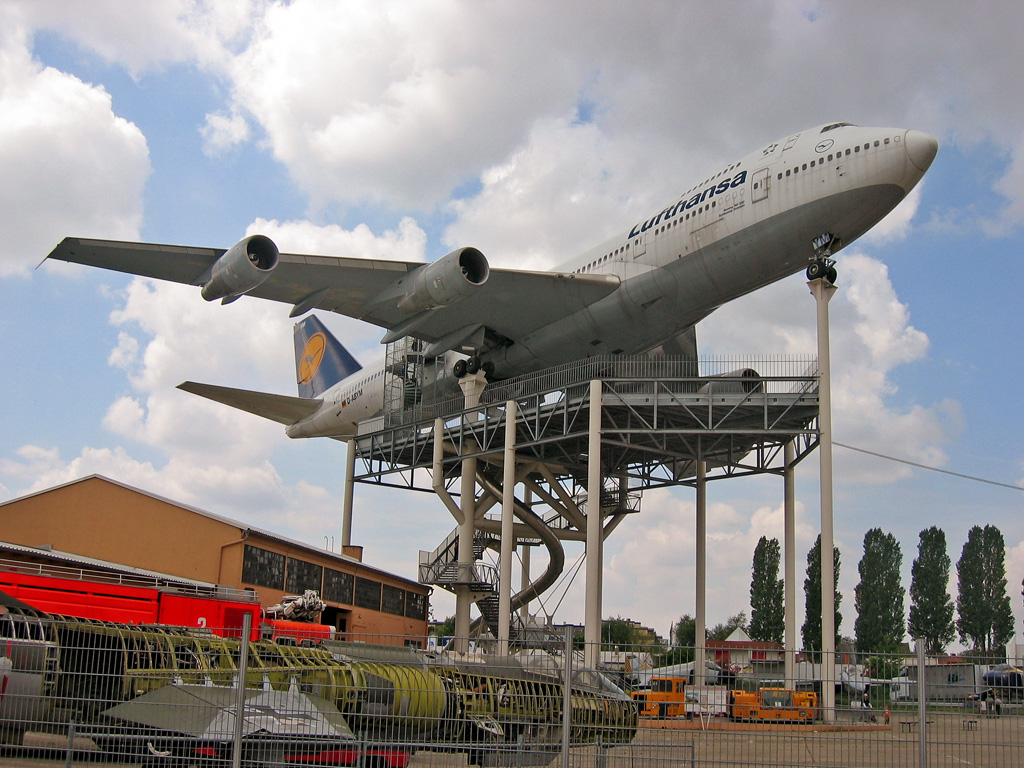
Boeing 747 im Technikmuseum Speyer

Das Archäologische Schaufenster Speyer wurde 2006 eröffnet.

Unweit des Stadtzentrums befindet sich das Technikmuseum Speyer, das eine sehr große Anzahl von technischen Meisterleistungen insbesondere aus dem Fahrzeug- und Flugzeugbau, unter anderem die weit sichtbare Boeing 747-230 „Schleswig-Holstein“ und den Prototyp OK-GLI der russischen Raumfähre Buran zeigt.

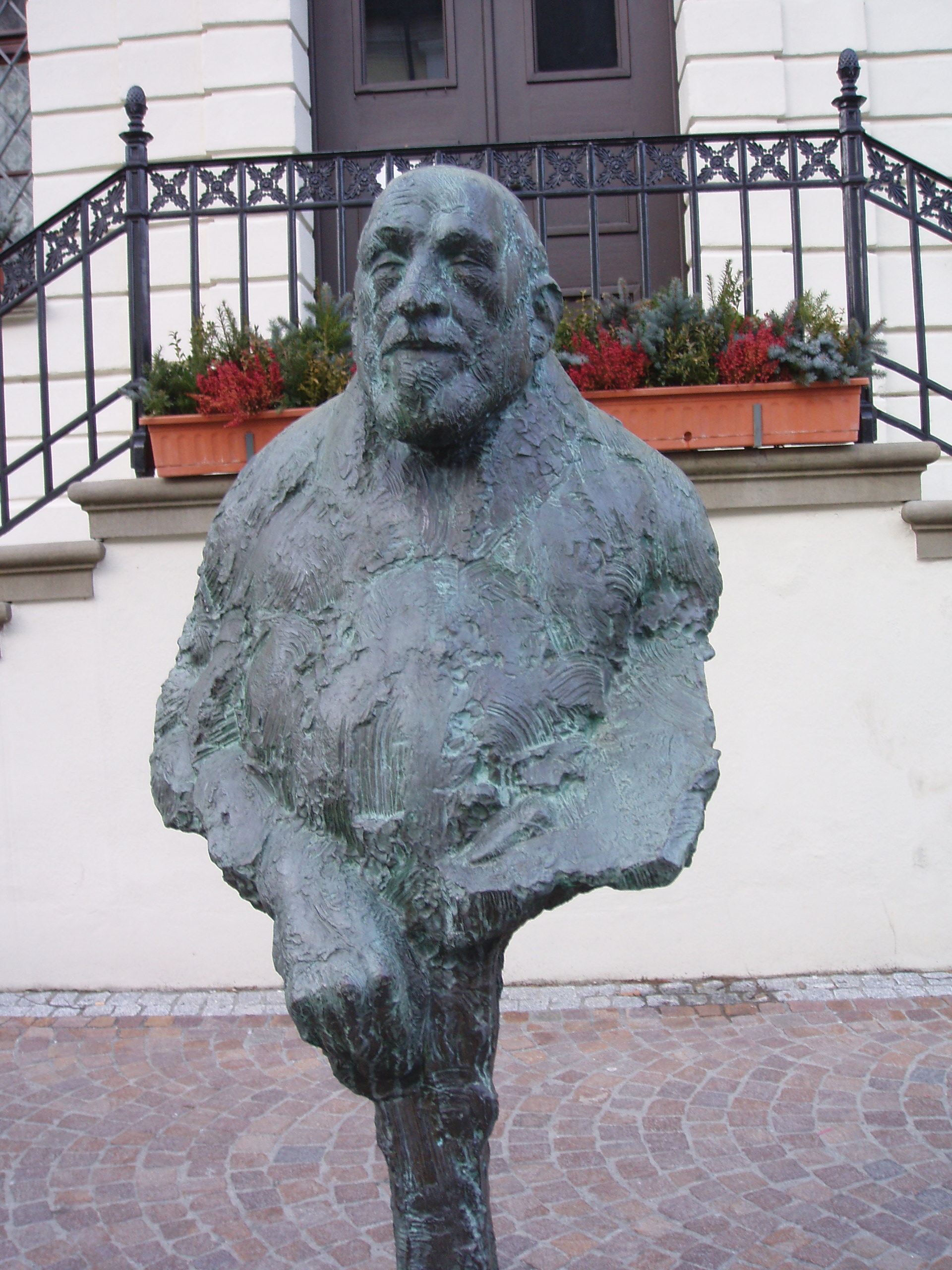
Porträtstele Hans Purrmann in Langenargen

Dem Oeuvre zweier bedeutender Söhne der Stadt sind Dauerausstellungen in ihren jeweiligen Geburtshäusern gewidmet: Anselm Feuerbach (1829–1880) im Feuerbachhaus und Hans Purrmann (1880–1966) im Purrmann-Haus. Letzterem ist ein bundesweit anerkannter Preis der Stadt Speyer für Bildende Kunst gewidmet.
Das Museum SchPIRA präsentiert archäologische Exponate aus dem jüdischen Leben Speyers im Mittelalter. Mit dem benachbarten Judenhof können die drei wichtigsten Säulen der Jüdischen Gemeinde besichtigt werden, Synagoge, Friedhof und Mikwe.
Im Fastnachtsmuseum im Wartturm an der Wormser Landstraße wird in vier Turmgeschossen das närrische Treiben der Region dokumentiert.
Der Schiffbauer-, Schiffer- und Fischerverein zeigt im Museum im Brückenhaus, dem ehemaligen Maut- und Verwaltungsgebäude der von 1865 bis 1938 bestehenden Schiffbrücke, Schiffsmodelle, Geräte und Urkunden des Schiffbaues, der Rheinschifffahrt und der Fischerei in Speyer von den Anfängen bis zur Gegenwart.

### Bibliotheken und Archive
Speyer ist Standort der Pfälzischen Landesbibliothek, mit etwa einer Million wissenschaftlicher Bücher, 110.000 Musiknoten, etwa 700 Handschriften, 150 Inkunabeln und etwa 100 Nachlassbeständen die größte Bibliothek der Region. Sie besitzt seit 1947 das Pflichtexemplarrecht für den damaligen Regierungsbezirk Pfalz.
Die Bibliothek der Deutschen Universität für Verwaltungswissenschaften, eine Präsenzbibliothek, hält 315.000 Bände zu den Themen Staat und Verwaltung vor und ist damit die größte verwaltungswissenschaftliche Spezialbibliothek in Deutschland.
Das Bischöfliche Priesterseminar St. German unterhält eine Bibliothek mit etwa 200.000 Bänden, die Bibliothek und Medienzentrale der Evangelischen Kirche der Pfalz verfügt über etwa 100.000 Bände. Die Kommune selbst unterhält die Stadtbücherei in der Villa Kirrmeier-Ecarius mit etwa 96.000 Medien. Darüber hinaus verfügt Speyer über die Bibliothèque Française Speyer e. V. die etwa 7000 Medien in französischer Sprache anbietet und regelmäßig Lesungen mit französischsprachigen Autoren veranstaltet.
Als Archivstandort verfügt Speyer über vier Archive: das Landesarchiv Speyer, das Zentralarchiv der Evangelischen Kirche der Pfalz, das katholische Bistumsarchiv und über das älteste kommunale Archiv der Pfalz, das Stadtarchiv Speyer.

### Theater
Die Stadt Speyer unterhält seit 1990 selbst ein Kinder- und Jugendtheater.
Theater, Musicals und andere Bühnenaufführungen wurden unter dem Titel Theater in der Stadthalle von einer privaten Veranstalterin angeboten, der die Halle zu günstigen Konditionen überlassen wurde.
Im Rathaus bietet das Zimmertheater Speyer Theaterstücke, Kabarett und Kleinkunst.

### Kunst, Musik, Veranstaltungen, Unterhaltung

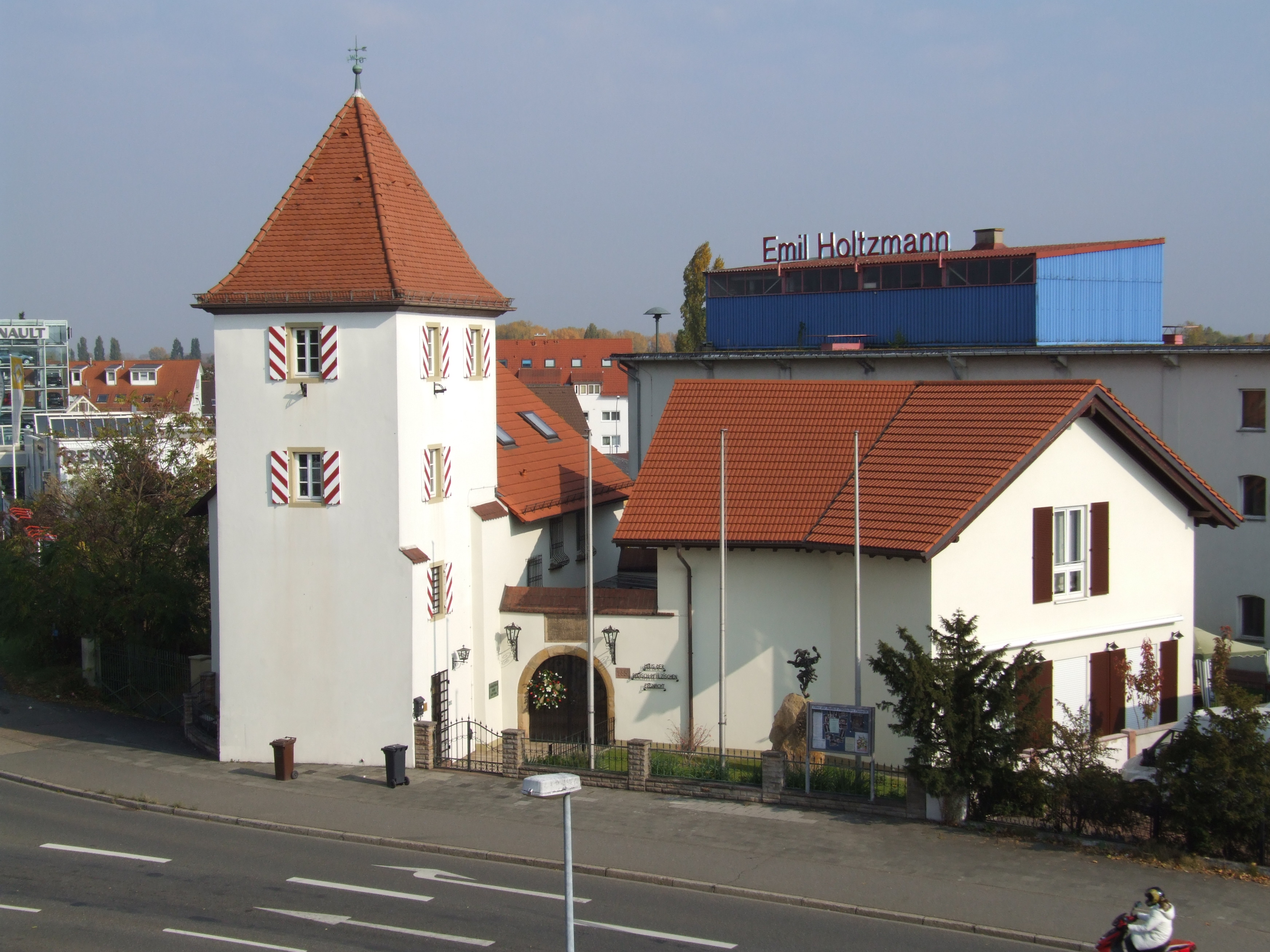
Haus der Badisch-Pfälzischen Fasnacht und Wormser Warte

Wechselausstellungen mit zeitgenössischer Kunst finden in der 2001 eröffneten Städtischen Galerie statt, die zusammen mit dem Kunstverein im Kulturhof Flachsgasse ansässig ist.
Von August bis Oktober jeden Jahres werden in der Trägerschaft des Domkapitels Speyer und der Stadt Speyer die „Internationalen Musiktage Dom zu Speyer“ veranstaltet. Neben der Austragung des „Internationalen Orgelwettbewerbs Dom zu Speyer“ stehen Sinfoniekonzerte, Abende mit Kammermusik und geistlicher Musik auf dem Programm. Ins Leben gerufen wurde dieses Festival 1980, als anlässlich der 950-Jahr-Feier der Grundsteinlegung des Speyerer Domes der Internationale Orgelwettbewerb startete. Daraus entwickelte der künstlerische Leiter, der ehemalige Domkapellmeister Leo Krämer, die „Internationalen Musiktage Dom zu Speyer“ mit dem darin eingebetteten „Internationalen Orgelwettbewerb Dom zu Speyer“. Sein Nachfolger Domkapellmeister Markus Melchiori setzt die Musiktage weiterhin jährlich fort und hat auch die künstlerische Leitung inne.
Die Stadt verfügt mit dem „Musik- und Kulturzentrum Halle 101“, Träger ist der Rockmusikerverein Speyer e. V. gegründet 1992, über eine der größten ehrenamtlichen Institutionen im Bereich Rockmusik/Nachwuchsförderung in Deutschland. Mit dem Ehrenamtspreis des Landes Rheinland-Pfalz 2003 ausgezeichnet, ist die Halle 101 der Gegenpol zu den klassischen Touristenadressen in Speyer. Konzerte, von Gruppen wie Saga, Manfred Mann, Nazareth, Sven Väth, Jadakiss, Partys der Schüler und Studentengruppen, aber besonders die Förderung des Musikernachwuchses bestimmen das Programm.

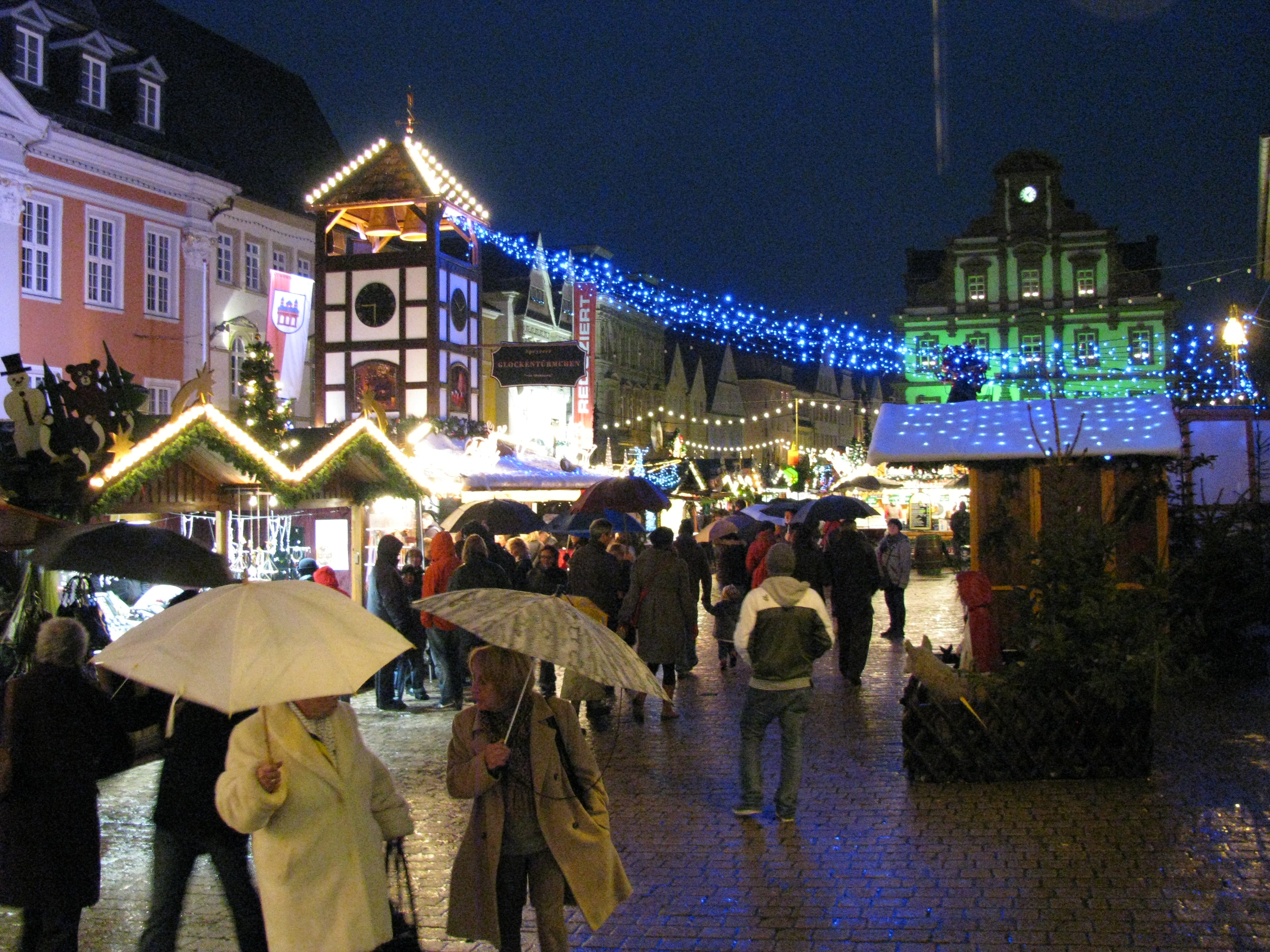
Speyerer Weihnachtsmarkt

Am jeweils zweiten Juliwochenende (Freitag bis Dienstag) findet das traditionsreiche Speyerer Brezelfest statt. Es gilt als das größte Volksfest am Oberrhein. Am zweiten Wochenende im August wird auf der ganzen Länge der Maximilianstraße die Kaisertafel aufgestellt. Zwei weitere kleinere Volksfeste sind die Frühjahrs- und Herbstmesse. Der zweite festliche Höhepunkt im Jahr ist das Altstadtfest, das jährlich am zweiten Wochenende im September in den Gassen nördlich des Domes stattfindet.
In der Vorweihnachtszeit wird auf dem alten Markt zwischen Dom und Alter Münz ein Weihnachtsmarkt abgehalten. Der Dom ist in dieser Zeit besonders festlich beleuchtet.
Das Haus der Badisch-Pfälzischen Fastnacht ist Treffpunkt, Museum und Archiv der Vereinigung Badisch-Pfälzischer Karnevalvereine.
Jedes Jahr zu Ostern findet mit dem Satanic Stomp in Speyer das größte Psychobilly-Festival Deutschlands statt.
Im Jahr 2006 wurde der Verein Kulturhaus Pablo e. V. gegründet. Er versteht sich als universelle Kulturstätte für Kinder und Jugendliche in Speyer. Der Verein ist Mitglied in der LAG Soziokultur & Kulturpädagogik e. V. in Rheinland-Pfalz.

### Sport
In Speyer existieren 17 Großspielfelder, davon acht von Vereinen, 14 Kleinspielfelder, davon sieben von Vereinen, 13 Bolzplätze, acht Gymnastikwiesen, davon vier von Vereinen, 24 Tennisplätze, zwei Tennishallen, 14 Bahnen-Kegelanlagen, vier Steganlagen für Boote, zwei Yachthäfen, drei Reitplätze, drei Reithallen, eine Schießsportanlage, eine Trimmanlage, eine Minigolfanlage, ein Skatepark, eine Mini-Ramp, eine Schwimmhalle und damit verbunden ein Freibad sowie eine Flugsportanlage. Im Jahr 2004 waren in 47 Sportvereinen 13.937 Mitglieder organisiert.
Ein Verein ist der Judosportverein Speyer, dessen Judogruppe national und international große Erfolge hat (mehrere Deutsche Meister). Der Leistungssport wird vom ehemaligen ungarischen Frauennationaltrainer Ference Nemeth geleitet. Derzeit ist die Männermannschaft und die Damenmannschaft in der 1. Judo-Bundesliga Süd. Im Dezember 2012 wurde das Judo-Sportzentrum Speyer (offiziell: Judomaxx) als Landesleistungszentrum am Standort des alten Hallenbades eröffnet. Diese Halle gehört zwar der Stadt, der JSV hat aber einen Dauermietvertrag zur Nutzung der Halle, in der, neben Wettkämpfen, die zuvor in der Sporthalle Ost ausgetragen wurden, auch der normale Trainingsbetrieb und diverse Freizeitaktionen durchgeführt werden.
Das Basketballteam BIS Baskets Speyer spielt in der Pro B. Heimspiele werden in der Nord-Halle Speyer ausgetragen.
Seit 2005 spielen die Damen der SG Towers Speyer-Schifferstadt in der 2. Damen-Basketball-Bundesliga.
Der bekannteste Fußballverein FV Speyer fusionierte im Jahr 2009 mit dem VfR Speyer zum FC Speyer 09.
Der Schwimmer Thomas Ligl, Mitglied des Wassersportvereins Speyer (WSV), wurde 2004 zweifacher Weltmeister der Masters über 50 m, 100 m und 200 m Brust und wurde wegen weiterer sportlicher Erfolge in den Jahren 1984, 1990, 2001 und 2004 Sportler des Jahres der Stadt. Er hält seit 1987 bis heute den deutschen Rekord in der AK 25 über 100 m Brust auf der 50-m-Bahn. Sein Weltrekord wurde inzwischen unterboten.
Beim bundesweiten Städtewettbewerb Mission Olympic, in dem „Deutschlands aktivste Stadt“ gesucht wird, konnte 2008 Speyer als erste Siegerstadt ausgezeichnet werden.
2021 bewarb sich die Stadt als Host Town für die Gestaltung eines viertägigen Programms für eine internationale Delegation der Special Olympics World Summer Games 2023 in Berlin. 2022 wurde sie als Gastgeberin für Special Olympics Ruanda ausgewählt. Damit wurde sie Teil des größten kommunalen Inklusionsprojekts in der Geschichte der Bundesrepublik mit mehr als 200 Host Towns.

## Wirtschaft und Infrastruktur

### Wirtschaft
Im Jahre 2021 erbrachte Speyer, innerhalb der Stadtgrenzen, ein Bruttoinlandsprodukt (BIP) von 2,812 Milliarden €. Das BIP pro Kopf lag im selben Jahr bei 55.612 €. Das BIP je Erwerbsperson beträgt 69.414 €.
In der Stadt gab es im Jahr 2022 etwa 41.500 Erwerbstätige, darunter waren 6,2 Prozent Selbstständige erfasst.
2023 standen in Speyer 32.004 Personen in sozialversicherungspflichtigen Beschäftigungsverhältnissen. Darunter waren 16.627 weibliche und 15.377 männliche Beschäftigte. Die Zahl der sozialversicherpflichtigen Beschäftigungsverhältnisse wuchs seit 2009 sukzessive um knapp 10.000 Personen an. Die Anzahl der Arbeitslosen beläuft sich 2023 auf 1.545, darunter 53,4 Prozent Männer und 46,7 Prozent Frauen. die Arbeitslosenquote lag damit bei etwa 6 Prozent. Zudem bestanden 2023 insgesamt 6.280 geringfügig entlohnte Beschäftigungsverhältnisse am Arbeitsort Speyer.
Laut der Standortumfrage 2022 der IHK Pfalz gehört Speyer zu den besten Wirtschaftsstandorten der Pfalz. In die Gesamtbewertung sind mehrere Standortfaktoren eingeflossen, die eine gute Bewertung durch die Unternehmen erfahren haben. Darunter die Verkehrsanbindung, die Nähe zu Kunden und Zulieferern sowie die emotionale Bindung an die Domstadt. Vor allem die Speyerer Innenstadt besitzt eine besondere Strahlkraft und führt im Vergleich der kreisfreien Städt der Pfalz mit Bestwerten bei der Zufriedenheit der Unternehmen.

#### Industrie
Das produzierende Gewerbe beschäftigte 2023 22 Prozent der sozialversicherungspflichtigen Beschäftigten. In Speyer existieren die Branchen:
- Elektroindustrie, vor allem ein großes Werk des TE-Connectivity-Konzerns (früher Siemens).
- Flugzeugbau, vor allem die PFW Aerospace GmbH sowie der Hersteller von Ultraleichtflugzeugen FK-Leichtflugzeuge
- Fahrzeugbauzulieferer, vor allem ein großes Werk von Mann+Hummel (neben Luftfiltern für Fahrzeuge auch Industriefilter)
- Maschinenbau, vor allem die Loeser GmbH
- Chemie, vor allem ein Werk der Thor Chemie und die Spezialraffinerie Haltermann
- Isolierstoffe, vor allem ein großes Werk von Saint-Gobain Isover G+H zur Herstellung von Isoliermaterial aus Glasfasern und ein Werk der Pan-Isovit AG.
- Medien, u. a. die Medienholding Klambt

#### Dienstleistungen
Der Bereich Handel, Gastgewerbe und Verkehr beschäftigte 2023 20 Prozent der sozialversicherungspflichtigen Beschäftigten insgesamt, während weitere etwa 58 Prozent der Beschäftigten im Bereich der sonstigen Dienstleistungen beschäftigt waren.

##### Handel
In Speyer bestanden im Januar 2011 insgesamt 459 Arbeitsstätten des Einzelhandels und des Ladenhandwerks mit einer Verkaufsfläche von 135.970 m² und einem Umsatz von etwa 427,4 Mio. Euro.
Größte Einzelbetriebe sind der Kaufhof mit etwa 8180 m² und der C & A-Bekleidungsmarkt mit etwa 2100 m². Die 19 größten Geschäfte erzielten einen Umsatz von 101 Mio. Euro.
Der Handel ist in Speyer stark konzentriert auf die Innenstadt als zentralen Versorgungsbereich und dort vor allem auf die Maximilianstraße (Hauptstraße und Fußgängerzone) und unmittelbare Seitenstraßen einerseits und die Auestraße zwischen Speyer-Nord und Speyer-Ost mit vor allem großflächigen Betrieben andererseits. Eine kleinere Konzentration besteht zwischen Speyer-West und der Bahnlinie. Im November 2012 eröffnete die Postgalerie Speyer im Gebäude der ehemaligen Oberpostdirektion am Rand der Fußgängerzone.

##### Tourismus
Im Jahr 2022 haben 155.302 Gäste 284.671 Übernachtungen absolviert. Damit lag die durchschnittliche Aufenthaltsdauer bei 1,8 Tagen. Nach 3019 Führungen im Jahr 2010 vermittelte die Tourist-Information 3324 Führungen im Jahr 2011. Beraten wurden nach 87.292 Gästen im Jahr 2010 98.175 Gäste im Jahr 2011. 2011 bestiegen 28.337 Besucher das Altpörtel, nach 25.773 im Jahr 2010; 24.580 besuchten den Judenhof.

### Behörden und Einrichtungen
Zahlreiche Verwaltungseinrichtungen, regional und überregional wichtige Behörden und Institutionen haben in Speyer ihren Sitz:
- Deutsches Forschungsinstitut für öffentliche Verwaltung Speyer
- Deutsche Rentenversicherung Rheinland-Pfalz
- Evangelische Kirche der Pfalz (Protestantische Landeskirche)
- Finanzamt Speyer-Germersheim[96]
- Kath. bischöfliches Ordinariat Speyer (kath. Diözesanverwaltung)
- Landesbetrieb Mobilität Speyer (LBM Speyer)
- Landwirtschaftliche Untersuchungs- und Forschungsanstalt Speyer
- Pädagogisches Landesinstitut Rheinland-Pfalz des Landes Rheinland-Pfalz
- Rechnungshof Rheinland-Pfalz,
- Sozialversicherung für Landwirtschaft, Forsten und Gartenbau (SVLFG), Standort Speyer
- Verband deutscher landwirtschaftlicher Untersuchungs- und Forschungsanstalten

### Gerichte
Zuständig in Zivilsachen sind je nach Streitgegenstand und Streitwert das Amtsgericht Speyer oder das Landgericht Frankenthal (Pfalz). Darüber wölbt sich als Rechtsmittelgericht das Oberlandesgericht Zweibrücken.
Diese Gerichte sind je nach Schwere des Delikts auch die zuständigen Strafgerichte. Strafdelikte in Speyer werden von der Staatsanwaltschaft Frankenthal verfolgt.
Zuständiges Gericht in öffentlich-rechtlichen Streitigkeiten ist das Verwaltungsgericht Neustadt an der Weinstraße. In arbeitsrechtlichen Streitigkeiten ist der Rechtsweg zum Arbeitsgericht Ludwigshafen am Rhein eröffnet. In Sozialrechtsfällen ist das Sozialgericht Speyer zuständig.

### Krankenhäuser
Die Evangelische Diakonissenanstalt Speyer-Mannheim-Bad Dürkheim ist Träger des größten regionalen Krankenhauses (Diakonissen-Stiftungs-Krankenhaus, kurz: Diakonissen) und weiterer Einrichtungen in und um Speyer. 1859 nahmen die ersten Diakonissen in Speyer ihre Tätigkeit als christlichen Dienst auf. Heute sind die Diakonissen ein bedeutender Arbeitgeber für 2500 Menschen in vielen Arbeitsfeldern: Krankenhäuser, Kindergärten und Hort, Jugendhilfemaßnahmen, Behindertenarbeit, Altenheime und Hospiz. Mit dem städtischen Stiftungskrankenhaus hat die Diakonissenanstalt überdies eine traditionsreiche Speyerer Einrichtung übernommen. Als zweites Krankenhaus besteht in Speyer das von den Schwestern vom Göttlichen Erlöser (Niederbronner Schwestern) getragene St. Vincentius-Krankenhaus (kurz: Vincenz). Dies blickt auf eine über 100-jährige Tradition zurück. Die beiden Krankenhäuser ergänzen sich in ihrem Spektrum: so sind zum Beispiel die Gefäßchirurgie, Pädiatrie und Gynäkologie im Diakonissen-Stiftungs-Krankenhaus, im „Vincenz“ die Unfallchirurgie und die Urologie.

### Feuerwehr
Die Freiwillige Feuerwehr Speyer gehört zum Fachbereich 2 (Sicherheit, Ordnung, Umwelt, Bürgerdienste, Verkehr) der Stadt. Zur Feuerwehr gehören gut 110 ehrenamtliche und etwa 30 hauptamtliche Feuerwehrleute, die sich auf zwei Standorte verteilen: die Hauptwache mit der Einsatzzentrale in der Industriestraße und die Wache 2 (Nord) in der Viehtrieftstraße. Die Freiwillige Feuerwehr besteht in Speyer seit 1848, daneben gab es seit dem Mittelalter die „Städtische-Löschanstalt“. 1860 beschloss die Stadt eine neue Feuerlöschordnung und vereinigte beide Organisationen. 2020 genehmigte der Stadtrat einen Neubau der Wache in Speyer-Nord.

### Bildung

#### Schulen
Speyer hat einen größeren Einzugsbereich mit seinen allgemeinbildenden und berufsbildenden Schulen. Drei staatliche Gymnasien (das Gymnasium am Kaiserdom (GAK), das Hans-Purrmann-Gymnasium (HPG) und das Friedrich-Magnus-Schwerd-Gymnasium (FMSG)) und zwei konfessionelle Gymnasien (das Nikolaus-von-Weis-Gymnasium und das Edith-Stein-Gymnasium) mit je einer angegliederten Realschule plus, die Integrierte Gesamtschule im Georg-Friedrich-Kolb-Schulzentrum sowie das Staatliche Pfalz-Kolleg und Abendgymnasium Speyer führen zur Hochschulreife. Darüber hinaus gibt es eine Reihe von Berufs-, Berufsfach- und Fachoberschulen.
Die Bedeutung Speyers als Schulstadt belegen folgende Zahlen: Im Jahre 2007/08 gab es bundesweit 9,18 Millionen Schüler an allgemein bildenden Schulen, was einem Bevölkerungsanteil von etwa 11,2 % entsprach. In Speyer gingen in diesem Jahr 8710 Schüler zur Schule; dies entsprach einem Anteil von etwa 17,5 % an der Speyerer Bevölkerung. Interessant ist auch die Verteilung der einzelnen Abschlussarten im Vergleich zum Bundesdurchschnitt. Besonders hervor sticht in Speyer der hohe Anteil der Abschlüsse, die zur Hochschul- bzw. Fachhochschulreife führen, mit 49,5 %. Es gibt in der Region nur eine Stadt, die diesen Wert knapp übertrifft, nämlich Heidelberg mit 49,9 %. Dieser Wert wird in Westdeutschland kein weiteres Mal und in Ostdeutschland nur drei Mal übertroffen.
| Gebiet bzw. Stadt     | Anzahl Schüler | Anteil an Wohn- bevölkerung % | Anteil o. Abschluss % | Anteil Hauptschule % | Anteil Realschule % | Anteil Hochschulreife % |
| --------------------- | -------------- | ----------------------------- | --------------------- | -------------------- | ------------------- | ----------------------- |
| Deutschland           | 9.183.811      | 11,2                          | 7,4                   | 23,3                 | 40,9                | 28,5                    |
| Speyer                | 8.710          | 17,5                          | 4,0                   | 17,2                 | 29,2                | 49,5                    |
| Heidelberg            | 16.179         | 12                            | 4,1                   | 17,7                 | 28,3                | 49,9                    |
| Neustadt              |                |                               |                       |                      |                     | 44,5                    |
| Kaiserslautern        |                |                               |                       |                      |                     | 44,1                    |
| Landau                |                |                               |                       |                      |                     | 40,0                    |
| Ludwigshafen am Rhein |                |                               |                       |                      |                     | 28,8                    |
| Mainz                 |                |                               |                       |                      |                     | 44,4                    |

#### Universität
Speyer ist Sitz einer post-universitären Bildungseinrichtung, der Deutschen Universität für Verwaltungswissenschaften Speyer, der einzigen Ausbildungsstätte ihrer Art für den gesamten höheren Verwaltungsdienst in der Bundesrepublik Deutschland.

### Verkehr
Radwander- und Wanderwege bestehen den Rhein entlang, von Bruchsal nach Speyer und von Speyer nach Neustadt an der Weinstraße. Speyer ist ein klassischer Startpunkt für den Pilgerweg Jakobsweg nach Santiago de Compostela, dessen Wiederbelebung vom Bistum Speyer stark gefördert wurde.
Der Odenwald-Madonnen-Weg führt ab Tauberbischofsheim durch den Odenwald bei Hardheim und Walldürn, das Neckartal bei Eberbach und Heidelberg bis in die Rheinebene nach Speyer.

#### Öffentlicher Personennahverkehr (ÖPNV)

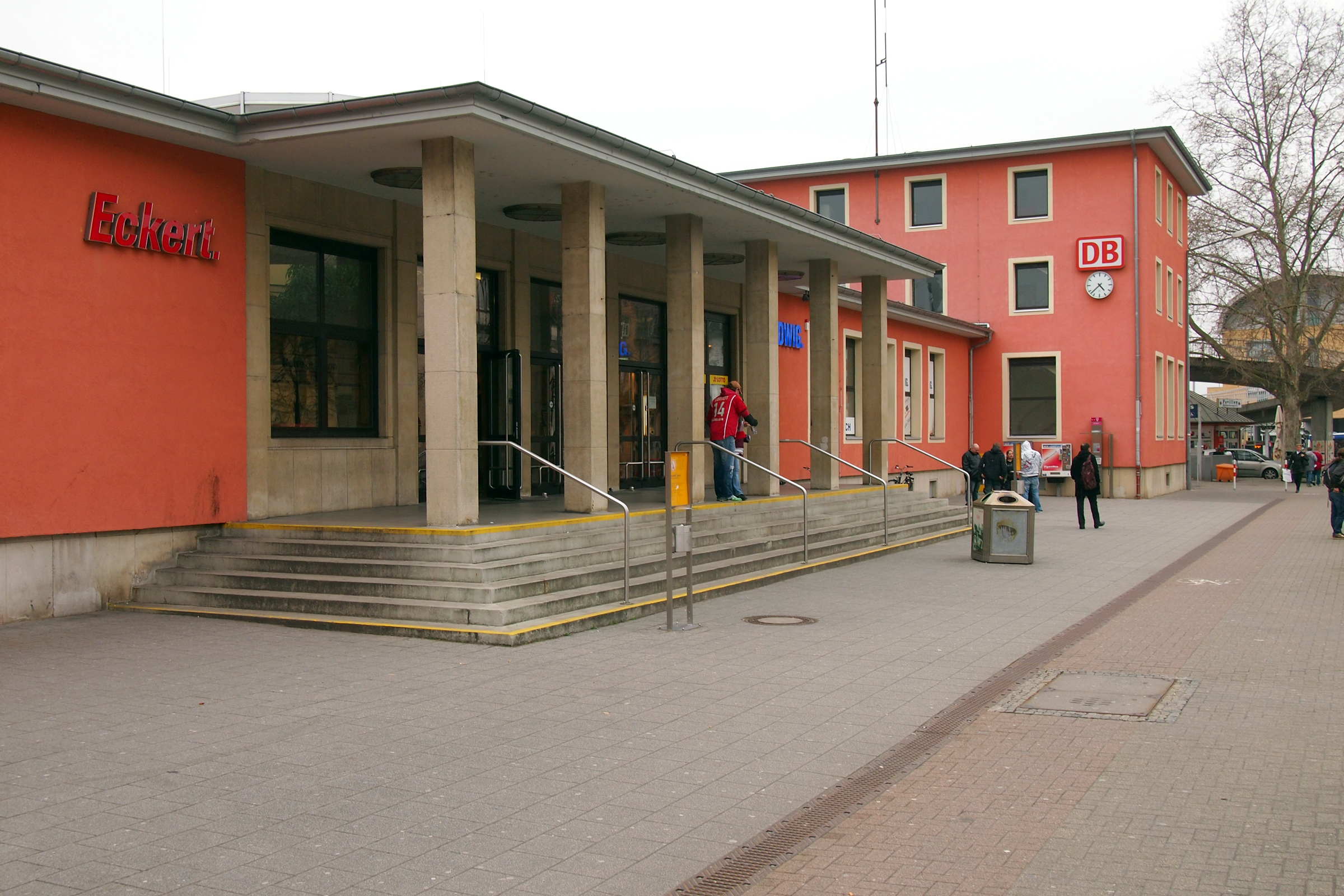
Empfangsgebäude des Speyerer Hauptbahnhofes

Speyer gehört zum Verkehrsverbund Rhein-Neckar (VRN). Seit Einführung der S-Bahn Rhein-Neckar fahren die Linien S 3/4 ab Speyer Hauptbahnhof und über den Haltepunkt Speyer-Nord/West in gemeinsamem Halbstundentakt in Richtung Mannheim Hauptbahnhof, einem bedeutenden Knotenbahnhof des Fernverkehrs, der in 25 Minuten erreicht wird. In Schifferstadt besteht Anschluss an die Linien S 1/2 nach Neustadt und Kaiserslautern. Die Ende 2006 über Speyer hinaus bis nach Germersheim verlängerte S-Bahn stellt einen Anschluss nach Karlsruhe und Bruchsal her. Mit Speyer Süd ist ein weiterer S-Bahn-Halt angedacht.
Der alle zwei Stunden verkehrende Regionalexpress erreicht Karlsruhe in 40 und Mainz in 60 Minuten. Außerdem halten Speyer täglich mehrere Regionalbahnen mit den Zielen Ludwigshafen BASF und Wörth (Rhein).
Der Stadtbusverkehr Speyer liegt in Händen der DB Regio Bus Mitte. Diese bedienen die Stadtbuslinien 561, 562, 563, 564, 565, 566, 567, 568, 569. Die Verkehrsbetriebe Speyer (VBS) sind lediglich für die straßengebundenen Infrastruktureinrichtungen des ÖPNV in Speyer zuständig. Zu diesen zählen Haltestellen, Wartehallen und der Busbahnhof (ZOB) an der Nordseite des Hauptbahnhofes.
Mit dem benachbarten Umland, einschließlich der rechten Rheinseite, stellen die Buslinien 572 (Richtung Ludwigshafen und Germersheim), 507 (Richtung Neustadt), und 717 (Richtung Heidelberg) Verbindungen her.

#### Straßenverkehr
Im Jahr 2011 gab es in Speyer bezogen auf die Einwohnerzahl deutschlandweit die meisten Unfälle im Straßenverkehr.
Speyer hat direkten Anschluss an das Bundesstraßen- und Autobahnnetz. Die nördlich gelegenen Städte Ludwigshafen am Rhein und Mannheim und das südlich gelegene Karlsruhe sind über die B 9, die die Bebauung der Stadt westlich begrenzt, in etwa 20 Minuten zu erreichen. Die Bundesautobahn 61, von der deutsch-niederländischen Grenze von Nordwesten kommend, durchquert den nördlichsten Teil der Stadt und führt über den Rhein zur A 6 am Autobahndreieck Hockenheim; Anschlussstellen gibt es im Norden an der B 9 und im Osten an der B 39. Außerdem verläuft die B 39 zum 20 km westlich gelegenen Neustadt an der Weinstraße durch die Stadt. Die B 9 ist vierspurig, beide Bundesstraßen sind kreuzungsfrei ausgebaut und haben auf Speyerer Gemarkung sieben Abfahrten. Wegen des dazwischenliegenden unzerstörten Schwetzinger Waldes ist das gut 30 Straßenkilometer östlich gelegene Heidelberg in etwa 35 Minuten zu erreichen.
Der Rhein wird in Speyer von der Salierbrücke, über die die Bundesstraße 39 verläuft, und von der Autobahnbrücke der A 61 gequert.

#### Schifffahrt

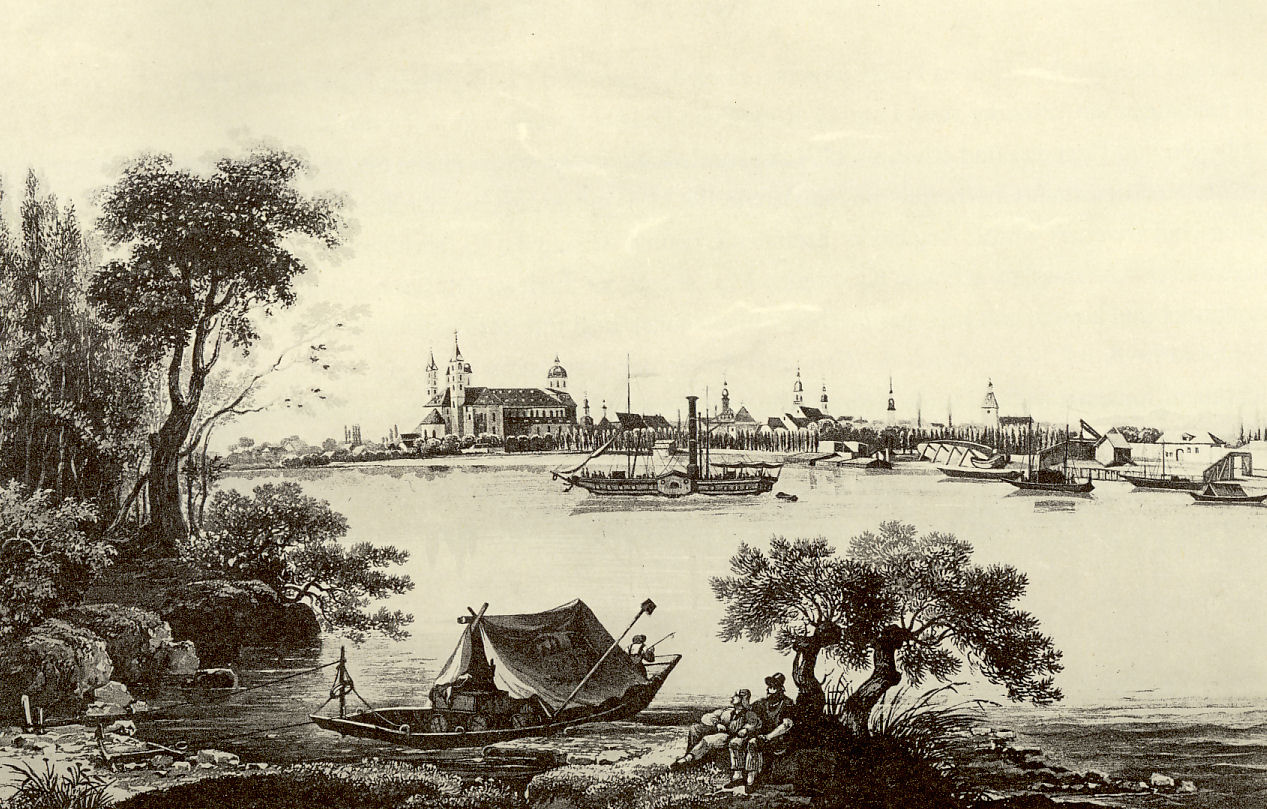
Im 19. Jahrhundert

Speyer liegt am Rhein und besitzt im Süden einen Hafen für Mineralölprodukte (für das Tanklager und die Spezialraffinerie), die Schiffswerft Braun mit dem südlichen Yachthafen und östlich des Domparks Anlegestellen für Passagierschiffe. Der klassische (alte) Hafen östlich der Altstadt, in dem zuletzt vor allem Getreide, Kies, Baustoffe und Schrott umgeschlagen wurden, wurde geschlossen und in einen Yachthafen umgewandelt. Dort befindet sich auch ein kommerzielles Aquarium der SeaLife-Gruppe, das Fische von den Quellbächen des Rheins bis zur Nordsee zeigt. Im Sommer finden täglich Fahrten mit zwei fest in Speyer stationierten Ausflugsschiffen statt. Im Sommer wird zeitweise, ganz im Süden der Gemarkung eine Personenfähre nach Rheinhausen betrieben.

#### Luftfahrt
Die internationalen Flughäfen Frankfurt und Stuttgart sind in einer Stunde beziehungsweise in anderthalb Stunden zu erreichen. Inlandsflüge können über den Flugplatz Mannheim City erreicht werden, der etwa 20 km entfernt liegt. Der Flugplatz Speyer ist als Verkehrslandeplatz klassifiziert und besitzt nach dem Ausbau 2011 die längste Lande- und Startbahn der Region. Nutzer sind vor allem Firmenjets und ein sehr aktiver Flugsportverein. Der Ausbau war unter anderem aufgrund des Schutzes des nahegelegenen Auwaldes heftig umstritten.

### Medien
In Speyer erscheint seit 1952 als Tageszeitung die Speyerer Rundschau als Lokalausgabe der Zeitung Die Rheinpfalz. Auch die über den Rhein benachbarte Schwetzinger Zeitung bringt werktäglich Lokalnachrichten aus Speyer. Von 1952 bis zum 2002 erschien zudem die Speyerer Tagespost und von 2003 bis 2018 die Speyerer Morgenpost.
Seit 1848 erscheint wöchentlich der Pilger, die Kirchenzeitung des Bistums Speyer, mit Bistums- und Lokalnachrichten.
Neben der etablierten Internet-Zeitung speyer-aktuell erscheint seit April 2011 der Speyer-Kurier.
Als Chronik der Stadt gibt der Speyerer Verkehrsverein die Speyerer Vierteljahreshefte heraus.

## Persönlichkeiten
Berühmte Persönlichkeiten aus Speyer sind unter anderem der Alchemist Johann Joachim Becher, der Maler Anselm Feuerbach, der Neurologe, Epileptologe und Hochschullehrer Dieter Janz, der General Karl Becker, der Organist Ludwig Doerr, der Bildende Künstler und Hochschullehrer Eberhard Bosslet, der Schriftsteller und Hochschullehrer Thomas Lehr, der Leichtathlet Christian Reif, sowie der Trompeter Helmut Erb, der ehemalige Fußballspieler Lars Stindl und der Basketballspieler Elias Harris. Auch der Maler und Graphiker Friedrich Jossé (1897–1994) wirkte, lehrte und starb in Speyer. Der ehemalige Bundeskanzler Helmut Kohl (1930–2017) liegt in Speyer auf dem Alten Friedhof im Adenauerpark begraben.
Seit 1832 hat die Stadt Speyer 21 Personen das Ehrenbürgerrecht verliehen. Sie würdigt damit jene Personen, die sich in herausragender Weise für die Domstadt engagiert haben.
Des Weiteren brachte die Stadt auch noch einige Persönlichkeiten hervor, die nicht gebürtige Speyerer sind bzw. waren.

### Bibliografie
- Kathrin Hopstock, Sigrid Werner (Bearb.): Quellen zur Geschichte Speyers. Bücher, Urkunden, Bilder. Eine Auswahl aus den Beständen von Stadtarchiv und Stadtbücherei. Hrsg. von Stadtarchiv Speyer und Stadtbücherei Speyer, Speyer 1990, DNB 944882714 (Veröffentlichung anlässlich der gleichnamigen Ausstellung zur 2000-Jahr-Feier der Stadt Speyer in der Stadtbücherei am 14. Januar 1990).

### Stadtgeschichte
- Hans Ammerich: Kleine Geschichte der Stadt Speyer. G. Braun Buchverlag, Leinfelden-Echterdingen 2008, ISBN 978-3-7650-8367-9.
- Daniela Blum: Multikonfessionalität im Alltag. Speyer zwischen politischem Frieden und Bekenntnisernst (1555–1618). Aschendorff, Münster 2015, ISBN 978-3-402-11586-2.
- Christiane Brodersen, Klaus Bümlein, Christine Lauer (Hrsg.): Dreihundert Jahre Dreifaltigkeitskirche Speyer (= Veröffentlichungen des Vereins für pfälzische Kirchengeschichte. Band 33 [2017]). Ludwigshafen (Rhein), Speyer 2017, ISBN 978-3-938031-74-2 (darin zahlreiche Aufsätze auch zur Stadtgeschichte allgemein).
- Wolfgang Eger (Red.): Geschichte der Stadt Speyer. Band 1–3. Hrsg. von der Stadt Speyer. Verlag W. Kohlhammer, Stuttgart 1982–1989, ISBN 3-17-007522-5.
- Wolfgang Eger: Speyerer Straßennamen. Ein Lexikon. Hermann G. Klein Verlag, Speyer 1985, ISBN 3-921797-08-X.
- Sabine Happ: Stadtwerdung am Mittelrhein. Die Führungsgruppen von Speyer, Worms und Koblenz bis zum Ende des 13. Jahrhunderts. Böhlau-Verlag, Köln 2002, ISBN 3-412-12901-1.
- Fritz Klotz. Fortgeführt von Thomas Rölle: Speyer. Kleine Stadtgeschichte für die Zeit nach 1945 (= Beiträge zur Speyerer Stadtgeschichte. Heft 10). 5., erheblich erw. Auflage. Bezirksgruppe Speyer des Historischen Vereins der Pfalz, Speyer 2008, DNB 105824762X (1. Auflage. Speyer 1971, DNB 730511545).
- Christoph Lehmann: Chronica der Freien Reichs Stadt Speyer. Erste Ausgabe. Rose/Hoffmann, Frankfurt am Main 1612 (urn:nbn:de:0128-1-22769, Faksimile in dilibri Rheinland-Pfalz).
- Christoph Lehmann: Chronica der freyen Reichsstadt Speier. Oehrling, Frankfurt am Main 1698, urn:nbn:de:hbz:061:1-8939 (Faksimile in ULB Düsseldorf; zu weiteren Auflagen siehe unter dem Artikel zum Verfasser).
- Ferdinand Schlickel: Speyer. Von den Saliern bis heute. 1000 Jahre Stadtgeschichte. Hermann G. Klein Verlag, Speyer 2000, ISBN 3-921797-60-8.
- Stadt Speyer und dem Landesamt für Denkmalpflege, Abt. Archäologische Denkmalpflege, Amt Speyer (Hrsg.): Unter dem Pflaster von Speyer. Archäologische Grabungen von 1987 bis 1989. Verlag der Zechnerschen Buchdruckerei in Speyer, Speyer 1989, ISBN 3-87928-894-1.
- Carl Weiss: Geschichte der Stadt Speier. Gilardone, Speyer 1876, urn:nbn:de:0128-1-5972 (Faksimile in dilibri Rheinland-Pfalz).

### Einzelthemen
- Johannes Bruno: Schicksale Speyerer Juden 1800–1980 (= Schriftenreihe der Stadt Speyer. Band 12). 2000, ISSN 0175-7954.
- Johannes Bruno, Lenelotte Möller (Hrsg.): Der Speyerer Judenhof und die mittelalterliche Gemeinde. Eine Einführung für junge Besucher. Hrsg. vom Verkehrsverein Speyer. Speyer 2001, DNB 969860498.
- Johannes Bruno: Die Weisen von Speyer oder Jüdische Gelehrte des Mittelalters (= Schriftenreihe der Stadt Speyer. Band 14). 2004, ISSN 0175-7954.
- Johannes P. Bruno, Eberhard Dittus: Jüdisches Leben in Speyer. Einladung zu einem Rundgang (= Orte jüdischer Kultur). Hrsg. von Arbeitsstelle Frieden und Umwelt der Evangelischen Kirche der Pfalz, Speyer, und Deutsch-Israelische Gesellschaft, Arbeitsgemeinschaft Pfalz/Speyer. Medien und Dialog, Schubert, Haigerloch 2004, ISBN 3-933231-28-0.
- Johannes P. Bruno: Das Mahnmal für die jüdischen Opfer der Naziverfolgung 1933–1945 (= Schriftenreihe der Stadt Speyer. Band 16). Hrsg. von der Stadtverwaltung Speyer. Stadtverwaltung, Speyer 2008, DNB 991617312.
- Wolfgang Hartwich: Bevölkerungsstruktur und Wiederbesiedlumg Speyers nach der Zerstörung von 1689 (= Fritz Ernst, Karl Kollnig, Erich Maschke (Hrsg.): Heidelberger Veröffentlichungen zur Landesgeschichte und Landeskunde. Band 10). Carl Winter Universitätsverlag, Heidelberg 1965, DNB 451849132 (Diss., Heidelberg).
- Landeskirchenrat der Evangelischen Kirche der Pfalz (Hrsg.): Erbe und Auftrag. Die Gedächtniskirche zu Speyer im Strom protestantischer Erinnerungskultur. verlag regionalkultur, Ubstadt-Weiher 2004, ISBN 3-89735-277-X.
- Hermann W. Morweiser: Vom antifaschistischen Widerstand in Speyer. In Zusammenarbeit mit dem Antifa-Archiv, Ludwigshafen. VVN-Bund der Antifaschisten, Speyer 1983, DNB 850298733.
- Hubert Neumann: Sozialdisziplinierung in der Reichsstadt Speyer im 16. Jahrhundert (= Geschichte im Kontext. Band 3). Gardez! Verlag, St. Augustin 1997, ISBN 3-928624-59-8.

### Karten
- Die Geologie Speyers ist erfasst und dargestellt in der Geologischen Übersichtskarte 1 : 200 000, Blatt CC 7110 Mannheim[106] der Bundesanstalt für Geowissenschaften und Rohstoffe.